# Geschichte des 1. FC Nürnberg
Die Geschichte der Fußballabteilung des 1. FC Nürnberg beginnt mit der Vereinsgründung im Jahr 1900.

## Von der Gründung zum deutschen Spitzenverein
| Saisonbilanzen 1905–1918 | Saisonbilanzen 1905–1918 | Saisonbilanzen 1905–1918 | Saisonbilanzen 1905–1918 |
| Saison | Platz                    | Tore                     | Punkte                   |
| --- | ------------------------ | ------------------------ | ------------------------ |
| 1905/06 | 1.                       |                          |                          |
| 1906/07 | 1.                       | 058:10                   | 16:0                     |
| 1907/08 | 1.                       | 037:06                   | 11:01                    |
| 1908/09 | 1.                       | 068:08                   | 15:01                    |
| 1909/10 | 1.                       | 073:08                   | 20:0                     |
| 1910/11 | 2.                       | 090:25                   | 30:06                    |
| 1911/12 | 4.                       | 055:35                   | 26:14                    |
| 1912/13 | 3.                       | 048:17                   | 18:10                    |
| 1913/14 | 2.                       | 038:23                   | 16:12                    |
| 1914/15 |                          |                          |                          |
| 1915/16 | 1.                       | 147:07                   | 34:0                     |
| 1916/17 | 1.                       | 071:09                   | 22:02                    |
| 1917/18 | 1.                       |                          |                          |
| 1905/06: Gau Nordbayern 1906/17–1909/10: Bezirksliga 1910/11–1913/14: Ostkreisliga 1914/15: Ostkreismeisterschaft nicht ausgetragen 1915/16: Gau Mittelfranken 1916/17: Bezirksliga |                          |                          |                          |

### Gründungsphase

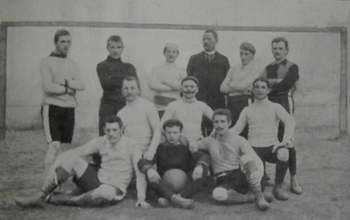
Erste Mannschaft aus dem Jahr 1902

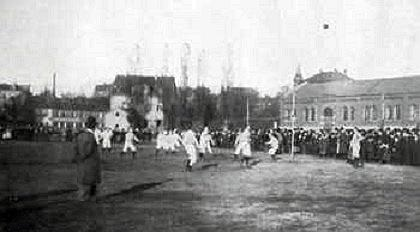
Erstes Fußballwettspiel gegen Bayern München 1901

Den 1. FC Nürnberg gründeten im Mai 1900 18 Gymnasiasten als Rugby-Verein. Da hierfür jedoch 30 Spieler notwendig sind, beschloss man im Juni 1901, Fußball künftig nach den Regeln der englischen Football Association zu spielen. Nach einem Probespiel gegen Angestellte der Nürnberger Schuckertwerke, von denen die Mannschaft das erste Regelheft erhalten hatte, kam es am 29. September 1901 zum ersten Vergleich mit einem anderen Fußballverein. In Bamberg war der im März gegründete 1. FC 01 Bamberg der Gegner. Die Nürnberger Spieler um den 1. Vorsitzenden Christoph Heinz behielten vor einigen hundert Zuschauern, die aus der Zeitung von dem Spiel erfahren hatten, mit 2:0 die Oberhand.
Die erste eigene Spielstätte wurde die Deutschherrnwiese an der Pegnitz. Dort fand ebenfalls 1901 das erste Heimspiel gegen den 1. FC Bamberg statt. Am 20. Oktober siegte der 1. FCN mit 5:1, erlitt jedoch drei Wochen später am 6. November im ersten fränkisch-bayerischen Derby gegen den FC Bayern München – nach einer Herausforderung der Münchner ging es dabei um die Bayerische Meisterschaft – mit 0:6 eine schmerzliche Niederlage. Diese war jedoch wichtig für die spätere Entwicklung, da ab sofort unter dem Berliner Fritz Servas ein ernsthaftes Training durchgeführt wurde. Dies führte zu einer kontinuierlichen Verbesserung der Spieler. Im Herbst 1902 gab es im ersten Frankenderby mit dem Vorläuferverein der späteren SpVgg Fürth ein 15:0. 1904 organisierte der Süddeutsche Fußballverband einen ersten regulären Spielbetrieb innerhalb der Stadt, zur Saison 1905/06 entstand die Bezirksliga Nordbayern, die bis 1909 die höchste Spielklasse war.

### Bezirksliga Nordbayern
Die erste Saison beendete der Club auf dem 1. Platz. Er verzichtete auf die Teilnahme an der süddeutschen Meisterschaft. 1906/07 wurde das Team erneut Bezirksmeister und gewann das Finale um die Ostkreismeisterschaft gegen den MTV München. Erst im Finale um die süddeutsche Meisterschaft scheiterte die Mannschaft am Freiburger FC. Mittlerweile hatte der FCN die Deutschherrnwiese verlassen, weil der Stadtrat die Einzäunung untersagt hatte. Stattdessen fand der Verein im Sommer 1905 einen Platz an der Ziegelgasse in Steinbühl. In den folgenden Jahren bis 1910 wiederholte der FCN alljährlich den Sieg in der Bezirksliga, 1907/08 und 1908/09 auch den Gewinn der Ostkreismeisterschaft, die in etwa einer Bayerischen Meisterschaft entsprach. Lediglich 1910 verfehlte der Club diese als Endrundenzweiter.
Angesichts der Dominanz in Bayern in diesen Jahren begann man, den 1. FCN nur noch als Club zu bezeichnen. Zum ganz großen Erfolg in Deutschland reichte es jedoch noch nicht. In Süddeutschland fand die Mannschaft nach der Niederlage 1907 gegen den Freiburger FC auch in den Stuttgarter Kickers 1908 und Phönix Karlsruhe 1909 jeweils ihren Meister und verpasste die süddeutsche Meisterschaft. Auch dem Vergleich mit englischen Profimannschaften erwiesen sich die Nürnberger noch nicht gewachsen. Am 1. Juni 1909 verloren sie ein Testspiel mit 3:8 gegen den FC Sunderland.
Dafür holte die örtliche Konkurrenz auf. Am 6. Dezember 1908 holte die SpVgg Fürth das erste Unentschieden gegen den Club, zwei Jahre später gewannen die Fürther erstmals mit 2:1 am 21. November 1910. Kurz zuvor hatte die SpVgg bereits im Ronhof das damals größte und modernste Fußballstadion des Deutschen Reiches eröffnet und war dem 1. FC Nürnberg damit einen gewaltigen Schritt voraus. Dieser spielte seit Februar 1908 in Schweinau auf einem kleinen Sportplatz an der Maiachstraße, der lediglich eine kleine Holztribüne aufwies und ansonsten von Zuschauerwällen umgeben war.
1910 stellte der Club den ersten Nationalspieler aus dem Königreich Bayern. Ludwig „Fips“ Philipp war unter dem systematischen Training von Fritz Servas zum Allrounder gereift. Er spielte Mittelstürmer, Linksaußen, Halblinks und sogar Verteidiger. Am 3. April sowie am 24. April 1910 bestritt er zwei Länderspiele.

### Ostkreisliga
1910 ordnete der Süddeutsche Fußballverband den Spielbetrieb neu und gründete vier Ligen: Nord (Hessen), West (Pfalz), Süd (das heutige Baden-Württemberg) und Ost (Bayern). Die Nürnberger trafen auf weitere spielstarke Gegner und mussten sich daran gewöhnen, nicht automatisch Erster zu werden. 1911 musste der Club dem FC Bayern München den Vortritt lassen, die folgenden drei Jahre setzte sich jeweils die SpVgg Fürth souverän durch, die schließlich 1914 die deutsche Meisterschaft gewinnen konnte. Die Nachbarstadt hatte ein modernes Stadion, war mit 3000 Mitgliedern der größte Sportverein und überflügelte mit der Meisterschaft den Club endgültig. Diesem drohte sogar Konkurrenz aus der eigenen Stadt. Dem VfB Nürnberg gelang als erstem direkten Lokalrivalen in der Saison 1911/12 ein Sieg gegen den FCN, als hartnäckigere Konkurrenz erwies sich jedoch der FC Pfeil Nürnberg, der am 2. September 1913 einen 1:0-Sieg schaffte und punktgleich nur wegen der Tordifferenz am Ende der Saison als Dritter hinter dem zweitplatzierten Club landete.
Der 1. FC Nürnberg investierte in ein Fußballstadion, um das gewachsene Zuschauerinteresse auch befriedigen zu können. Am 24. August 1913 eröffnete der Verein im Nürnberger Vorort Zerzabelshof sein Sportgelände, das später nur noch Zabo genannt wurde. Das Stadion selbst fasste 8000 Zuschauer und lag außerhalb der Nürnberger Stadtgrenzen, da man so der auf den Eintritt fälligen Lustbarkeitssteuer der Stadt Nürnberg entging. Erst 1923 wurde der Ort eingemeindet.

### Süddeutscher Meister
Der Ausbruch des Ersten Weltkriegs unterbrach den Höhenflug des Fürther Nachbarn, die Saison 1914/15 wurde abgebrochen, es gab nur einen eingeschränkten Spielbetrieb gegen Ortsrivalen und einige Spiele, die der Süddeutsche Fußballverband organisierte. In der folgenden Saison 1915/16 rollte der Ball wieder und der 1. FC Nürnberg holte nicht nur die Ostkreismeisterschaft, sondern im Finale gegen FC Pfalz Ludwigshafen auch mit einem 4:1-Sieg erstmals die süddeutsche Meisterschaft. Zum Erringen des „Eisernen Fußballs“ trugen bereits die späteren Meisterspieler Gustav Bark, Anton Kugler, Carl Riegel und Heiner Träg bei. Den Erfolg wiederholte das Team zwei Jahre später.

## Die goldenen 1920er Jahre
| Saisonbilanzen 1918–1930 | Saisonbilanzen 1918–1930 | Saisonbilanzen 1918–1930 | Saisonbilanzen 1918–1930 |
| Saison | Platz                    | Tore                     | Punkte                   |
| --- | ------------------------ | ------------------------ | ------------------------ |
| 1918/19 | 1.                       |                          |                          |
| 1919/20 | 1.                       | 115:06                   | 36:0                     |
| 1920/21 | 1.                       | 085:08                   | 35:01                    |
| 1921/22 | 1.                       | 080:08                   | 26:02                    |
| 1922/23 | 2.                       | 039:12                   | 22:06                    |
| 1923/24 | 1.                       | 027:08                   | 20:08                    |
| 1924/25 | 1.                       | 044:13                   | 24:04                    |
| 1925/26 | 2.                       | 034:18                   | 18:10                    |
| 1926/27 | 1.                       | 064:17                   | 33:03                    |
| 1927/28 | 1.                       | 045:09                   | 23:05                    |
| 1928/29 | 1.                       | 051:15                   | 24:04                    |
| 1929/30 | 2.                       | 033:14                   | 22:06                    |
| grün: Gewinn der deutschen Meisterschaft 1918/19–1920/21: Bezirksliga 1921/22: Bezirksliga Gruppe 1 1922/23: Bezirksliga 1923/24–1926/27: Bayernliga 1927/28–1929/30:Bezirksliga |                          |                          |                          |

### Die ersten Meisterschaften
Nach dem Ende des Ersten Weltkriegs ruhte 1918/19 der Spielbetrieb. Zahlreiche Fußballspieler waren im Krieg gefallen, darunter auch vier Spieler aus der 1. Mannschaft des FCN. Zudem wechselte Mittelstürmer Lony Seiderer ausgerechnet zum großen Fürther Rivalen. Am 22. Juli 1919 gastierte der MTK Budapest, der damals neben Slavia Prag, Sparta Prag und Rapid Wien zu den stärksten Teams des europäischen Kontinents gehörte, in Nürnberg. Die 0:3-Niederlage und die beeindruckende Fußballkunst der Ungarn war jedoch weitaus weniger bedeutend, als die Folgen des Spiels. Der Budapester Linksaußen Péter Szabó und Mittelstürmer Alfréd Spezi Schaffer blieben in Nürnberg und traten dem Club bei. Schaffer stürmte nicht nur, er übernahm auch das Training und verfeinerte das ohnehin schon gute Nürnberger Fußballspiel mit ungarischer Raffinesse. Er führte die Elf zum süddeutschen Pokalsieg 1919 und zum souveränen Sieg der Kreisliga-Saison 1919/20. Ohne Punktverlust und mit 115:6 Toren aus 18 Spielen dominierte der Club die Liga nach Belieben. Die süddeutsche Meisterschaft gewann man mit 3:0 gegen Pfalz Ludwigshafen, erstmals mit dem jungen Hans Kalb und dem aus der Kriegsgefangenschaft heimgekehrten Jean Steinlein. Dass es Alfréd Schaffer vor Beginn der Endrunde um die deutsche Meisterschaft bereits weiter zog, konnte die Nürnberger nicht mehr bremsen. Ohne Gegentreffer zogen sie ins Finale gegen SpVgg Fürth ein. Am 13. Juni 1920 sahen 35.000 Zuschauer in Frankfurt am Main das Aufeinandertreffen zweier Spitzenmannschaften. Fürth, mit den Nationalspielern Georg Wellhöfer, Hans Hagen, Leo Fiederer, Andreas Franz, Lony Seiderer und Hans Sutor, konnte durch das Nürnberger Team, dem acht Nationalspieler angehörten, mit 2:0 durch Treffer von Luitpold Popp und Péter Szabó geschlagen werden.
| Die Meistermannschaft von 1920: Heiner Stuhlfauth – Gustav Bark, Jean Steinlein – Anton Kugler, Hans Kalb, Carl Riegel – Wolfgang Strobel, Luitpold Popp, Willy Böß, Heiner Träg, Péter Szabó |

30.000 begeisterte Nürnberger empfingen die Meistermannschaft bei ihrer Rückkehr. Und dieser Erfolg konnte im folgenden Jahr wiederholt werden. Zwischenzeitlich hatte sich Hans Sutor von der SpVgg Fürth dem FCN angeschlossen, da er Opfer der politischen Spannungen zwischen Nürnberg und Fürth wurde. In Fürth regierte inzwischen die neue Partei „Fürther Selbständigkeit“, die sich gegen eine Eingemeindung Fürths wehrte. In diese Zeit passte es nicht, wenn ein prominenter Fürther eine Nürnbergerin heiratete. Gegen den so verstärkten FCN, der für die Endrunde mit dem Ungarn Izidor „Dori“ Kürschner eigens einen professionellen Trainer anstellte, war Gegner Vorwärts 90 aus Berlin, einer der Vorgängervereine von Blau-Weiß 90 Berlin, im Finale vom 12. Juni 1922 überfordert. Durch drei Treffer von Luitpold Popp und zwei Treffer von Heiner Träg gab es ein souveränes 5:0.
| Die Meistermannschaft von 1921: Heiner Stuhlfauth – Gustav Bark, Anton Kugler – Michael Grünerwald, Hans Kalb, Carl Riegel – Wolfgang Strobel, Luitpold Popp, Willy Böß, Heiner Träg, Hans Sutor |

1922 ging der Club als haushoher Favorit in die Endrundenspiele. Die Entscheidungsspiele in Nordbayern verlor der Club überraschend gegen die Fürther mit 2:3 und 1:2. Als Titelverteidiger dennoch qualifiziert zog der FCN erneut ins Finale um die deutsche Meisterschaft ein. Dort fehlten Hans Sutor und der geniale Mittelläufer Hans Kalb verletzungsbedingt. Letzterer war nicht nur Kapitän, sondern auch Lenker des Spiels, was der Spruch „Club ohne Kalb – halb!“ ausdrückte. Dieser bewahrheitete sich im Finale gegen den Hamburger SV, das am 18. Juni in Berlin ausgetragen wurde. Nach über 180 Minuten stand es jedoch noch immer 2:2, weshalb dieses Spiel abgebrochen und am 6. August in Leipzig wiederholt wurde. Hier verlor der in dieser Meisterschaftsendrunde erneut von Izidor Kürschner betreute FCN in der 18. Minute bereits Willy Böß durch einen Platzverweis, später auch noch Anton Kugler wegen einer schweren Knieverletzung, Heiner Träg ebenfalls wegen Platzverweis und schließlich auch noch Luitpold Popp wegen Erschöpfung. Schiedsrichter Peco Bauwens beendete daraufhin das Spiel, später wurde der HSV zum Meister erklärt, verzichtete jedoch offiziell auf den Titel, entsprechend einer Weisung des DFB.
1923 musste der FCN als Bezirksliga-Zweiter erstmals wieder auf eine Teilnahme an der Endrunde verzichten. 1924 gewann die Mannschaft mit etwas Mühe die wiedergegründete Ostkreis-Liga. Unter anderem der aus einer Fusion hervorgegangene Nürnberger FV konnte den Club mit 1:0 durch ein Tor des ersten Club-Nationalspielers Ludwig Phillip, der den Verein 1919 verlassen hatte, besiegen. Die erste Mannschaft war inzwischen um den Ex-Fürther Hans „Bumbes“ Schmidt in der Abwehr und Georg Hochgesang als neuen Stürmer vom Stadtrivalen FC Pfeil verstärkt worden. Dieser erzielte im Endspiel um die deutsche Meisterschaft am 9. Juni gegen den Hamburger SV das 1:0, Wolfgang Strobel gelang schließlich das 2:0. In der Endrunde hatte der Club alle Mühen vergessen lassen und brillierte derart, dass die Fachzeitschrift Fußball urteilte: „Wohl noch nie hat ein Teilnehmer der Endrunde verdienter gewonnen, als der 1. FCN.“
| Endspiel um die deutsche Meisterschaft am 8. Juni 1924 im Deutschen Stadion Berlin | Die Meistermannschaft von 1924: Heiner Stuhlfauth – Gustav Bark, Anton Kugler – Hans Schmidt, Hans Kalb, Carl Riegel – Wolfgang Strobel, Georg Hochgesang, Ludwig Wieder, Heiner Träg, Hans Sutor |  |

Der Schweizer Nationalspieler Gustav Bark kehrte danach in sein Heimatland zurück. Aus Dank für seine Verdienste ernannte ihn der Verein zum Ehrenspielführer. Wie groß dieser Verlust war, machen die Worte des Fußballpioniers Walther Bensemann deutlich: „Es mögen neue Leute und vielleicht noch bessere kommen, aber wohl keine, die einer ganzen Fußballepoche einen so wuchtigen Stempel, eine so unvergessliche Energie und Durchschlagskraft aufdrücken werden, wie es Gustav Bark und Heiner Träg während langer, langer Jahre im deutschen Fußballsport getan haben!“
Auf internationaler Ebene dominierten die Spieler des 1. FCN und der SpVgg Fürth in diesem Jahr die deutsche Nationalelf. Sowohl beim in Nürnberg ausgetragenen Spiel gegen Österreich am 13. Januar (4:3-Sieg) als auch beim Auswärtsspiel gegen die Niederlande am 21. April in Amsterdam (1:0-Sieg) bestand diese nur aus Spielern der SpVgg und des Club. Legendär wurde das Auswärtsspiel gegen die Niederlande, da auf Grund eines harten Derbys im Vorfeld die Spieler der beiden Mannschaften in getrennten Eisenbahnwaggons angereist waren und auf dem Platz angeblich nicht miteinander sprachen.
Angesichts der Fürther Konkurrenz war eine erneute Titelverteidigung kein Selbstläufer. Dennoch setzte man sich in der Liga erneut durch, wurde aber bei der Endrunde um die süddeutsche Meisterschaft nur Zweiter hinter dem VfR Mannheim. Dieser schied bereits im Achtelfinale der Endrunde um die deutsche Meisterschaft aus, ebenso wie der Hamburger SV, der gegen den FSV Frankfurt das Nachsehen hatte. Auf Letzteren traf der Club im Finale und tat sich schwer. Erst in der 108. Minute traf Ludwig Wieder zum erlösenden 1:0. Kapitän Hans Kalb befreite Wieder daraufhin „für ein Jahr“ von der Pflicht, Tore zu schießen. Die Nürnberger waren mit dieser vierten Meisterschaft alleiniger Rekordmeister vor dem VfB Leipzig.
| Die Meistermannschaft von 1925: Heiner Stuhlfauth – Luitpold Popp, Anton Kugler – Hans Schmidt, Hans Kalb, Carl Riegel – Wolfgang Strobel, Ludwig Wieder, Georg Hochgesang, Heiner Träg, Hans Sutor |

### Langsamer Umbruch
Die erfolgreiche Clubelf kam in eine Phase des Umbruchs. Einige Meisterspieler beendeten in der Folge ihre Karriere oder hatten den Zenit überschritten. Noch 1925 beendete der herausragende linke Flügelspieler Carl Riegel mit 31 Jahren seine aktive Zeit. Auch Rechtsaußen Hans Sutor hing im selben Jahr wegen einer Beinverletzung die Fußballstiefel an den Nagel. Wolfgang Strobel und Anton Kugler gerieten ins Hintertreffen und mussten schließlich Anfang 1927 das Fußballspiel sein lassen. In dieser Umbruchphase verpasste der Club in der Saison 1925/26 hinter der SpVgg Fürth den ersten Platz in der Bezirksliga ausgerechnet in dem Jahr, in dem der Titelverteidiger erstmals nicht mehr für die DM-Endrunde qualifiziert war. Die Fürther Nachbarn nutzten die Gunst der Stunde und holten endlich ihre zweite Meisterschaft.
Der Verein zog aus dem enttäuschenden Abschneiden die Konsequenzen und verpflichtete im Sommer 1926 mit dem Engländer Fred „Spiegelei“ Spiksley erneut einen professionellen Trainer. Dieser brachte tatsächlich neuen Schwung in die Mannschaft, die diesen gleich am 25. Juli 1926 bei einem Freundschaftsspiel in Hamburg gegen den HSV demonstrierte: 9:1 hieß es am Ende für den Club. Mit dem jungen Rechtsaußen Baptist Reinmann und dem gerade 19-jährigen Mittelstürmer Seppl Schmitt hatten zwei Nachwuchsspieler die Lücken schließen können, zudem liefen ehemalige Reservespieler wie Georg Winter und Emil Köpplinger noch einmal zu guter Form auf. Die Ostkreisliga gewann das neu formierte Team ebenso souverän wie die süddeutsche Meisterschaft und in der Endrunde um die deutsche Meisterschaft konnten weder der Hamburger SV noch 1860 München den Einzug ins Finale gegen Hertha BSC verhindern. Am 12. Juni 1927 kam es im Berliner Grunewaldstadion zum Endspiel, in dem der Club gegen 50.000 pausenlos brüllende Zuschauer weitgehend die Nerven behielt und durch Treffer von Hans Kalb und Heiner Träg mit 2:0 gewann. Allerdings wurde Heiner Träg wegen Schiedsrichterbeleidigung vom Platz gestellt. Daraufhin beendete er seine Karriere.
| Die Meistermannschaft von 1927: Heiner Stuhlfauth – Luitpold Popp, Georg Winter – Emil Köpplinger, Hans Kalb, Hans Schmidt – Baptist Reinmann, Georg Hochgesang, Seppl Schmitt, Ludwig Wieder, Heiner Träg |

Das Karriereende von Träg läutete das langsame Ende der Goldenen Zwanziger für den FCN ein. 1927/28 wurde Bayern München Ostkreis- und Süddeutscher Meister, dem schwächelnden Club blieben nur Auslandsreisen zu Freundschaftsspielen, bei denen man erfolgreich Werbung für sich machen konnte. Georg Hochgesang wechselte wegen des ihm gegenüber äußerst kritischen Publikums nach Düsseldorf zur dortigen Fortuna. Den Verlust konnte die Elf kompensieren und in der folgenden Saison lief es wieder besser. Größen wie Torwartlegende Stuhlfauth, Kapitän Kalb oder Verteidiger Popp waren immer noch an Bord. Wieder konnte man sich als Süddeutscher Meister für die DM-Endrunde qualifizieren. Im Halbfinale kam es zur Neuauflage des 1927er Endspiels. In Berlin traf der Club erneut auf Hertha BSC, das Spiel wurde nach torlosen 150 Minuten beendet. Bei der Wiederholung in Düsseldorf setzten sich zwei Wochen später die Berliner mit 3:2 durch. Das Finale gewannen dann die Nachbarn aus Fürth, ausgerechnet in Nürnberg, allerdings im Städtischen Stadion und nicht in der Club-Heimat in Zerzabelshof. 1929/30 war dann erneut die Berliner Hertha im Halbfinale Endstation (3:6).
Die 1920er Jahre sind bis heute die erfolgreichste Epoche in der Clubgeschichte. Fünf der neun Meisterschaften konnten in dieser Zeit errungen werden. Nur die Nachbarn von der SpVgg Fürth und der Hamburger SV im Norden konnten erfolgreich mit dem Club im Ringen um die deutsche Meisterschaft konkurrieren. Phasenweise stellte Nürnberg die halbe deutsche Nationalmannschaft, die mit Torwart Heiner Stuhlfauth und Kapitän Hans Kalb zwei ihrer wichtigsten Stützen beim FCN hatte. Die Spielkultur des FCN war mit eine Motivation, weshalb Fußballpionier Walther Bensemann die Redaktion seines Fußballmagazins kicker nach Nürnberg verlegte, wo er freundschaftliche Kontakte zu zahlreichen Clubgrößen pflegte. Das erwähnte Aus gegen Hertha BSC 1930 kommentierte Bensemann: „Ich fürchte, daß den sieben fetten Jahren, sieben magere folgen werden.“

## Die 1930er Jahre und der Zweite Weltkrieg
| Saisonbilanzen 1930–1945 | Saisonbilanzen 1930–1945 | Saisonbilanzen 1930–1945 | Saisonbilanzen 1930–1945 |
| Saison | Platz                    | Tore                     | Punkte                   |
| --- | ------------------------ | ------------------------ | ------------------------ |
| 1930/31 | 2.                       | 050:14                   | 20:08                    |
| 1931/32 | 1.                       | 056:17                   | 30:06                    |
| 1932/33 | 1.                       | 068:19                   | 35:01                    |
| 1933/34 | 1.                       | 061:26                   | 34:10                    |
| 1934/35 | 2.                       | 043:26                   | 25:15                    |
| 1935/36 | 1.                       | 036:12                   | 31:05                    |
| 1936/37 | 1.                       | 047:16                   | 27:09                    |
| 1937/38 | 1.                       | 035:16                   | 27:09                    |
| 1938/39 | 5.                       | 028:33                   | 20:16                    |
| 1939/40 | 1.                       | 056:13                   | 29:07                    |
| 1940/41 | 2.                       | 052:24                   | 31:13                    |
| 1941/42 | 4.                       | 064:33                   | 29:15                    |
| 1942/43 | 1.                       | 125:17                   | 40:0                     |
| 1943/44 | 1.                       | 085:23                   | 28:08                    |
| 1944/45 | 2.                       |                          |                          |
| grün: Gewinn der deutschen Meisterschaft blau: Tschammerpokalsieg (das Finale 1935 lag zeitlich bereits in der Gauligasaison 1935/36) 1930/31–1932/33: Bezirksliga 1933/34–1941/42: Gauliga Bayern 1942/43–1943/44: Gauliga Nordbayern 1944/45: Gauliga Bayern/Mittelfranken; Saison nicht beendet |                          |                          |                          |

### Ein jüdischer Trainer und die Gleichschaltung
Die Spielzeit 1930/31 endete für den 1. FC Nürnberg enttäuschend. In der Bezirksliga nur Zweiter, verpasste der FCN anschließend auch die Qualifikation zur DM-Endrunde über die Trostrunde. Erst im Jahr darauf gelang die Teilnahme wieder, doch 1932 zog man gegen den FC Bayern München im Halbfinale mit 0:2 den Kürzeren. In der folgenden Spielzeit wurde der Club zwar souverän Bezirksligameister, scheiterte jedoch in der Endrunde der süddeutschen Meisterschaft.
Weitaus wichtiger als diese sportliche Schwächephase des 1. FCN waren die politischen Entwicklungen. Der NSDAP unter Adolf Hitler war es gelungen, ihre politische Position entscheidend zu festigen. Die Stadt Nürnberg spielte dabei eine zentrale Rolle. Ab 1927 veranstalteten die Nationalsozialisten dort ihre Reichsparteitage, zugleich erschien dort das nationalsozialistische Blatt Der Stürmer. Selbiges hetzte nach dem Halbfinalaus des Club von 1932 gegen dessen jüdischen Trainer Jenő Konrád: „Klub! Besinn Dich und wache auf. Gib Deinem Trainer eine Fahrkarte nach Jerusalem!“ Konrád floh daraufhin mit seiner Familie noch vor der Machtübernahme nach Wien. Hans Kalb hatte ihn nicht zum Bleiben bewegen können.
Vizepräsident Karl Müller bedauerte im Herbst 1932 noch Konrad als „untadeligen Menschen, dem bitteres Unrecht angetan worden ist.“ Wenige Monate später, nämlich bereits am 27. April 1933 und damit einige Monate vor der offiziellen Gleichschaltung der Vereine im Juli 1933, beschloss der Verein, mit Wirkung zum 1. Mai alle ihm angehörigen jüdischen Mitglieder auszuschließen. Gemeinsam mit dreizehn weiteren süddeutschen Spitzenvereinen, darunter auch der SpVgg Fürth und den beiden Münchner Vereinen FC Bayern und TSV 1860, hatte sich der Club per Resolution „freudig und entschieden“ der Regierung Hitler zur Verfügung gestellt. Das Angebot „insbesondere in der Frage der Entfernung der Juden aus den Sportvereinen“ mitzuarbeiten gilt als erstes öffentliches Anzeichen für die Ausgrenzung der Juden im Sport. Dass dieses schnelle Vorgehen nicht auf Anweisung geschah, verdeutlicht die Haltung des damaligen Reichssportführers Hans von Tschammer und Osten, der im Juni 1933 bei einer Rede vor der Deutschen Turnerschaft diese für das schnelle Vorgehen beim Ausschluss jüdischer Sportler rügte. Der Hintergrund für diese offizielle Zurückhaltung bestand in einem gemäßigten diplomatischen Kurs im Hinblick auf die Olympischen Sommerspiele 1936 in Berlin. Der zweite Vorsitzende Karl Müller, ab Mai 1935 auch neuer Präsident, sorgte für die Umsetzung des Beschlusses, der keine Spieler der ersten Mannschaft betraf. Zugleich führte der 1. FCN im April 1933 „als erster Verein“, so die Vereinszeitung, eine Geländesportabteilung ein: „Sache des Geländesports ist es, aus wehrfähigen Sportlern wehrhafte Deutsche zu machen. Man treibt den Geländesport nicht um seiner selbst willen, sondern um des Vaterlands willen.“, beschrieb Abteilungsleiter Karl Frick die Ziele der neuen Abteilung.

### Die Duelle mit Schalke 04
Der neue Reichssportführer Hans von Tschammer und Osten ordnete eine Neuordnung des Ligensystems an. Die Saison 1933/34 begann landesweit mit 16 Gauligen. Für die bayerischen Vereine bedeutete dies quasi eine Rückkehr zur 1927 abgeschafften Ostkreisliga. Zwar war dieser Beschluss politisch motiviert, er bedeutete jedoch aus sportlicher Sicht eine Verbesserung, da sich gleichwertigere Vereine in den Ligenspielen gegenüberstanden.
Für die Fußballer des 1. FCN bedeutete dies aus sportlicher Sicht den Auftakt für vier hervorragende Jahre. Die Rückkehr des alten Lehrmeisters Alfred Schaffer als Trainer tat ihr Übriges, so dass die erste Gauligasaison auf Platz 1 beendet wurde. Eine neue Mannschaft hatte sich gefunden, die nach und nach die Recken der 1920er Jahre abgelöst hatte. Mit Stürmer Seppl Schmitt und Verteidiger Luitpold Popp standen nur noch zwei Meister des Jahres 1927 in ihren Reihen. Im Tor hatte Georg Köhl den großen Heiner Stuhlfauth erfolgreich abgelöst. In der Verteidigung wuchs mit Willi Billmann, der bereits als 18-Jähriger ab 1930 zum Stamm gehörte, eine neue Abwehrgröße heran. Der Leipziger Heinz Carolin konnte Hans Kalb als Mittelläufer vollwertig ersetzen. Neben ihm glänzten Richard Oehm und Hans Uebelein. Im Angriff brillierten neben Schmitt auf der rechten Seite Karl Gußner und als neuer Mittelstürmer Georg Friedel. Schließlich ergänzte zu Beginn der ersten Gauligasaison noch der dribbelstarke Max Eiberger den Angriff, den der Club von TSV Schwaben Augsburg nach Nürnberg locken konnte. Mit diesem neuen und jungen Team kehrte der Erfolg zurück. Der FCN zog ins Finale um die deutsche Meisterschaft gegen den FC Schalke 04 ein. Dort führte der Club durch ein Friedel-Tor bis kurz vor Schluss, ehe Fritz Szepan und Ernst Kuzorra durch einen Doppelschlag in der 87. und 88. Minute dem Club die erste DM-Endspielniederlage seiner Geschichte beibrachten. Zugleich war dieses Finale der Auftakt für eine Reihe packender Duelle mit den Schalkern, die zum neuen großen Rivalen wurden.
Denn bereits im folgenden Jahr konnte sich der Club in einem neuen Wettbewerb revanchieren. Reichssportführer von Tschammer hatte einen Pokalwettbewerb eingeführt, der nach ihm selbst benannt wurde: Der Tschammer-Pokal. Dieser Wettbewerb verdeutlichte nicht nur in der Entstehung die enge Verzahnung zwischen Fußball und nationalsozialistischer Politik, sondern auch im Ablauf. Das Viertelfinale zwischen dem FCN und Minerva 93 Berlin fand am 10. November 1935 in Absprache mit Julius Streicher so statt, dass es Mitglieder der SA im Rahmen eines Gepäckmarsches sehen konnten. Im Finale kam es dann zum erneuten Aufeinandertreffen mit dem FC Schalke 04. Nach der Führung durch Eiberger ersparte Friedel mit seinem 2:0 in der 85. Minute diesmal dem Club, erneut in letzter Minute zu verlieren. Damit war der erste große Titel seit 1927 eingefahren und der deutsche Meister von 1934 und 1935 besiegt. Der Pokalsieg kompensierte den zweiten Platz in der Gauligasaison 34/35 hinter der SpVgg Fürth und den dadurch verpassten Endrundeneinzug.
| Die Pokalsieger von 1935: Georg Köhl – Willi Billmann, Andreas Munkert – Hans Uebelein, Heinz Carolin, Richard Oehm – Karl Gußner, Max Eiberger, Georg Friedel, Seppl Schmitt, Willi Spieß. |

Das Pokalendspiel im Dezember fand bereits mitten in der Saison 1935/36 statt, in der sich der Club auf einem ungefährdeten Weg zur Gaumeisterschaft befand, die ohne Niederlage errungen wurde. Im Halbfinale um die deutsche Meisterschaft wurde Schalke 04 erneut durch zwei Treffer des „Schalke-Schrecks“ Friedel geschlagen und nur 7 ½ Monate nach dem Pokalsieg wurde im Endspiel Fortuna Düsseldorf mit 2:1 nach Verlängerung besiegt. Trainer war inzwischen Hans Kalb geworden. Den frühen Rückstand nach fünf Minuten hatte Eiberger noch in der ersten Halbzeit ausgeglichen. In der Verlängerung gelang dann Gußner, der von der ersten Halbzeit an mit einem gebrochenen Finger spielte, 25 Sekunden vor dem Abpfiff der umjubelte Siegtreffer.
| Die Meistermannschaft von 1936: Georg Köhl – Willi Billmann, Andreas Munkert – Hans Uebelein, Heinz Carolin, Richard Oehm – Karl Gußner, Max Eiberger, Georg Friedel, Seppl Schmitt, Richard Schwab. |

Aus den goldenen Zwanzigern war nur noch Seppl Schmitt als Spieler der Meistermannschaft von 1927 verblieben. Angreifer Richard Schwab machte übrigens insgesamt nur 20 Spiele in der ersten Mannschaft, seinen Einsatz im Finale verdankte er einer schweren Knieverletzung von Willy Spieß.
Im Herbst 1936 übernahm Gyuri Orth das Training. Unter seiner Anleitung gewann der Club erneut die Gaumeisterschaft und zog nach einem überlegenen Sieg in der Endrunde und einem Halbfinalerfolg gegen den Hamburger SV erneut ins Finale um die deutsche Meisterschaft ein. Am 20. Juni 1937 war in Berlin erneut das vom ehemaligen Club-Meisterspieler Hans „Bumbes“ Schmidt trainierte Schalke 04 der Gegner. Vor 101.000 Zuschauern hatte der Club kaum Chancen und verlor am Ende verdient mit 0:2.

### Erneuter Umbruch und Kriegszeiten
Auf dieses verlorene Endspiel folgten für die verwöhnten Nürnberger wieder schlechtere Zeiten. Zwar gewann das Team 1938 noch die Gaumeisterschaft, schied jedoch in den Gruppenspielen nach zwei Niederlagen gegen den späteren Meister Hannover 96 aus. Zu einem ungewohnten Debakel geriet die Saison 1938/39. Nach peinlichen Niederlagen wie einem 0:7 gegen Jahn Regensburg beendete der FCN die Gaumeisterschaft auf einem fünften Tabellenplatz mit einem erstmals negativen Torverhältnis von 28:33. Zugleich erwuchs mit dem Gaumeister 1. FC Schweinfurt 05 nicht nur eine weitere Konkurrenz neben der SpVgg Fürth in Franken, sondern mit der WKG BSG Neumeyer als Nachfolgeverein des ASN Nürnberg eine spielstarke Konkurrenz vor Ort, die den FCN in jener Saison mit 1:0 und 3:2 besiegte und als Vierter vor dem Club in der Abschlusstabelle landete. Trainer Orth musste gehen und wurde durch Alwin “Alv” Riemke abgelöst.
Trainer Riemke musste erneut einen Umbruch organisieren. Verteidiger Munkert hatte den Verein verlassen, junge Spieler wie Alfred Pfänder im Sturm oder Wilhelm Sold als Mittelläufer rückten nach. Seine Arbeit wurde zunächst durch den Ausbruch des Zweiten Weltkriegs am 1. September 1939 unterbrochen. Die bereits ausgetragenen Punktspiele wurden annulliert und die Meisterschaft gestoppt. Die in dieser Pause ausgetragene Nürnberg-Fürther-Stadtmeisterschaft konnte der FCN für sich entscheiden. Im Tschammer-Pokal, dessen 1939er Runde ebenfalls kriegsbedingt ins Jahr 1940 verlängert wurde, lief es in dieser ersten Kriegssaison für den Club sehr erfolgreich. Geführt vom überragenden Mittelläufer Sold revanchierte sich die Mannschaft im Halbfinale für das Vorjahresaus mit einem 1:0 beim SK Rapid Wien und traf am 28. April 1940 im Finale in Berlin auf Waldhof Mannheim. Während bei den Nürnbergern alle im Kriegseinsatz stehenden Spieler rechtzeitig zum Finale eintrafen, fielen bei den Mannheimern gleich beide etatmäßige Torhüter aus. Durch Treffer von Willi Kund und Max Eiberger konnte der Club ungefährdet seinen zweiten Pokalsieg erringen.
| Die Pokalsieger von 1940 (1939): Georg Köhl – Willi Billmann, Hans Uebelein – Georg Luber, Wilhelm Sold, Heinz Carolin – Karl Gußner, Max Eiberger, Julius Uebelein, Alfred Pfänder, Willi Kund. |

Keine sechs Monate später stand der Club erneut im Pokalfinale, jedoch an entscheidender Stelle verändert. Mittelläufer Sold war nach Saarbrücken gewechselt, seinen Platz nahm George Kennemann ein. Das Endspiel der Pokalrunde 1940 fand am 1. Dezember in Berlin statt. Gegner war der Dresdner SC unter Regie von Helmut Schön. Das ausgeglichene Spiel konnten die Dresdner erst in der Verlängerung mit 2:1 für sich entscheiden. Für die Nürnberger sollte dies das letzte Finalspiel für die nächsten acht Jahre sein.
Während des Zweiten Weltkrieges wurde der reguläre Spielbetrieb zwar weiter durchgeführt, angesichts der zahlreichen Soldaten in den Mannschaften fand dieser jedoch immer häufiger unter irregulären Bedingungen statt. Die Nürnberger erklärten sich damit den zweiten Platz in der Gauliga 1940/41 hinter dem TSV 1860 München. Die folgende Saison beendete der Club sogar auf dem vierten Platz und verpasste den Einzug in die Pokalhauptrunde. Nach der Einberufung des Trainers Alv Riemke kehrte ein alter Bekannter nach Zerzabelshof zurück: Hans „Bumbes“ Schmidt übernahm das Training. Er setzte auf Disziplin und Kondition. Seine Verdienste lagen weniger in den Trainingsmethoden, als in seinen erfolgreichen Bemühungen, nicht nur die Club-Spieler immer wieder für Spiele von der Armee loszueisen, sondern gute Spieler aus ganz Deutschland nach Nürnberg zu locken. So kam von Rot-Weiss Essen der spätere Nationalspieler Clemens Wientjes zum Club. Zudem machte sich Schmidt um die Talentförderung verdient. Unter ihm debütierten in der ersten Mannschaft nicht nur die späteren Meisterspieler Helmut Herbolsheimer und Adolf Knoll, sondern vor allem Max Morlock, der noch als 16-Jähriger am 30. November 1941 gegen Wacker München erstmals auflief.
Größere Erfolge blieben unter diesen Bedingungen aus und das Zuschauerinteresse ging zurück. Dazu trug die Teilung der Gauliga Bayern in eine Nord- und eine Südgruppe ihr Übriges bei. Clubspieler wie Willi Billmann, Hans und Julius Uebelein oder Heinz Carolin fanden sich in Frankreich in Soldatenmannschaften wie der Pariser Soldatenelf oder Burgstern Noris wieder. Auf diese Weise war von regulären Bedingungen nicht mehr die Rede. Die Mannschaften liefen ständig in wechselnder Besetzung auf. So gewann der Club sein Heimspiel gegen Eintracht/Franken Nürnberg nur mit 1:0, das Rückspiel dann jedoch mit 20:1. Am Ende stand mit 40:0 Punkten und 125:17 Toren die nordbayerische Gaumeisterschaft zu Buche. Angesichts des folgenden Erstrundenauses in der Meisterschaftsendrunde gegen den VfR Mannheim wäre dies wenig erwähnenswert, wenn nicht Max Morlock alleine 54 der 125 Treffer markiert hätte.
Während dieser Saison hatte der 1. FCN mit Alfred Pfänder, der bei Stalingrad vermisst wurde, ein erstes Kriegsopfer zu beklagen. Am 15. Januar 1944 starb Stammtorwart Georg Köhl. Dennoch ging die Gaumeisterschaft 1943/44 an den Club. In der Endrunde um die deutsche Meisterschaft 1944 gelang dem FCN der Einzug ins Halbfinale. Hier war, wie im Pokalfinale 1940, erneut der Dresdner SC um Helmut Schön Endstation. Mit 1:3 ging dieses Spiel gegen den haushohen Favoriten und späteren Meister verloren.
Die Saison 1944/45 wurde nicht mehr zu Ende gespielt. Das Stadion und Vereinsgelände in Zerzabelshof waren längst bei einem Bombenangriff zerstört worden, als mit dem 149. Derby gegen die SpVgg Fürth am 2. Februar 1945 das letzte Spiel vor Kriegsende ausgetragen wurde.

## Die Nummer eins in der Oberliga Süd
| Saisonbilanzen 1945–1963                                     | Saisonbilanzen 1945–1963 | Saisonbilanzen 1945–1963 | Saisonbilanzen 1945–1963 |
| Saison                                                       | Platz                    | Tore                     | Punkte                   |
| ------------------------------------------------------------ | ------------------------ | ------------------------ | ------------------------ |
| 1945/46                                                      | 02.                      | 086:44                   | 45:15                    |
| 1946/47                                                      | 01.                      | 108:31                   | 62:14                    |
| 1947/48                                                      | 01.                      | 088:37                   | 60:16                    |
| 1948/49                                                      | 11.                      | 049:55                   | 27:33                    |
| 1949/50                                                      | 08.                      | 052:40                   | 31:29                    |
| 1950/51                                                      | 01.                      | 093:46                   | 47:21                    |
| 1951/52                                                      | 02.                      | 072:33                   | 43:17                    |
| 1952/53                                                      | 09.                      | 067:61                   | 29:31                    |
| 1953/54                                                      | 04.                      | 071:44                   | 38:22                    |
| 1954/55                                                      | 09.                      | 064:51                   | 29:31                    |
| 1955/56                                                      | 07.                      | 042:41                   | 31:29                    |
| 1956/57                                                      | 01.                      | 076:33                   | 47:13                    |
| 1957/58                                                      | 02.                      | 074:45                   | 41:19                    |
| 1958/59                                                      | 03.                      | 080:38                   | 43:17                    |
| 1959/60                                                      | 06.                      | 073:54                   | 34:26                    |
| 1960/61                                                      | 01.                      | 096:30                   | 48:12                    |
| 1961/62                                                      | 01.                      | 070:30                   | 43:17                    |
| 1962/63                                                      | 02.                      | 087:41                   | 41:19                    |
| grün: Gewinn der deutschen Meisterschaft blau: DFB-Pokalsieg |                          |                          |                          |

In den Jahren zwischen dem Ende des Zweiten Weltkriegs und der Gründung der Bundesliga 1963 gehörte der 1. FC Nürnberg ununterbrochen der damaligen Spitzenklasse, der insgesamt fünfgleisigen Oberliga, in der Süd-Staffel an. Mit der Oberliga Süd gelang erstmals ein überregionaler Zusammenschluss der süddeutschen Spitzenvereine aus Bayern, Württemberg und Hessen. Der 1. FC Nürnberg rangiert in der ewigen Tabelle der Oberliga Süd auf Platz 1. Dennoch gelang es dem Club in diesen Jahren nicht, an die glorreichen Zeiten der 1920er anzuknüpfen. Zwischen der ersten Nachkriegsmeisterschaft 1948 und dem nächsten Titelgewinn 1961 liegen relativ magere Jahre in den 1950er Jahren, trotz eines Max Morlock in den eigenen Reihen, damals einer der besten Angreifer Deutschlands.

### Neuanfang, Fressspiele und die erste Nachkriegsmeisterschaft
Mit Beginn der alliierten Besetzung standen die Fußballstadien zunächst unter alliierter Kontrolle und waren ohnehin teilweise zerstört. Ein geordneter Spielbetrieb war zunächst kaum möglich. Dennoch gab es bereits am 23. September 1945 ein erstes großes Fußballspiel in Franken, als es im Fürther Ronhof zum ersten Nachkriegs-Derby zwischen der SpVgg Fürth und dem 1. FC Nürnberg kam. Vor 8000 Zuschauern gewann der Club mit 3:2. Nur einige Wochen später startete am 4. November die neugegründete Oberliga Süd mit 16 Mannschaften den Spielbetrieb. Der 1. FC Nürnberg gehörte selbstverständlich dazu und wurde am Ende mit nur einem Punkt Rückstand Zweiter hinter dem VfB Stuttgart. Die zweite Oberligaspielzeit gewann der Club souverän. Bereits fünf Spieltage vor Ende stand die Meisterschaft fest, die die Mannschaft einer als Überfalltaktik bezeichneten Spielweise mit bis zu sieben Stürmern verdankte. 108 Tore fielen so in 38 Spielen, Hans Pöschl wurde mit 38 Treffern Torschützenkönig, neben ihm stürmten Eigengewächs Morlock sowie Filigrantechniker Helmut Herbolsheimer, der 1945 vom FSV Gostenhof gekommen war. Auch einige Stützen früherer Jahre gehörten noch zum Team wie Julius Uebelein, Pokalsieger 1939 und in der Abwehr Willi Billmann aus der 1936er Meistermannschaft. Die Heimspiele mussten jedoch weiterhin im Fürther Ronhof ausgetragen werden. Das eigene Stadion war noch zu schwer beschädigt.
Neben dem Spaß am Fußballspiel war in dieser Zeit fast noch wichtiger, dass die Spieler sehr häufig mit Naturalien wie Kartoffeln, Fleisch, Kirschen oder gar einer Torte bezahlt wurden. Dies jedoch weniger in den Ligaspielen, als in den sogenannten Fress- oder Kalorienspielen, bei denen die erfolgreichen Mannschaften durch die Provinz tingelten. Max Morlock über die damalige Zeit: „Gelitten haben wir Gott sei Dank nicht. Die größten Fanatiker in Nürnberg, das waren nämlich die Metzger.“
1947 verhinderte der 1. FC Nürnberg noch die Ausrichtung einer Endrunde um die deutsche Fußballmeisterschaft, obwohl er als haushoher Favorit galt. Doch er sagte ab, weil den Mannschaften aus der sowjetischen Besatzungszone die Teilnahme verwehrt blieb und Nürnberg deutlich mehr Spiele hatte absolvieren müssen als die Vertreter aus dem Norden und Westen sowie aus Berlin.
Zu Beginn der Saison 1947/48 musste der Club zunächst einen Schock verkraften. Torhüter Georg Lindner verstarb mit 26 Jahren an Tuberkulose. Doch sein Nachfolger Eduard „Edi“ Schaffer, der als einziger Club-Spieler nicht aus Franken kam, zeigte schnell, dass er in der Tradition der großen Club-Torhüter stand. Ex-Meisterspieler Seppl Schmitt übernahm das Traineramt und gab die Devise aus: „Wir spielen kein System, wir spielen Fußball.“ Nachdem erneut der Meistertitel in der Oberliga Süd errungen wurde, stand erstmals wieder eine Endrunde um die deutsche Meisterschaft auf dem Programm. Hier musste der Club den Ausfall der Altmeister Billmann (Kieferbruch) und Julius Uebelein (TBC) verkraften. Nach einem mühsamen 3:2 nach Verlängerung im Halbfinale gegen den FC St. Pauli traf man im Finale am 8. August 1948 in Köln auf den 1. FC Kaiserslautern mit Fritz und Ottmar Walter. Bereits nach 24 Minuten führte der Club durch Treffer von Konrad Winterstein und Pöschl. Danach schaltete man einen Gang zurück und kam nach einem Eigentor Hans „Abel“ Uebeleins in der 62. Minute noch in Bedrängnis. Doch Edi Schaffer rettete dem FCN mit einer hervorragenden Leistung die siebte deutsche Meisterschaft. Als Trophäe gab es diesmal allerdings nur den traditionellen Meisterschaftswimpel, da die bislang verliehene „Viktoria“ nach dem Krieg verschollen blieb und die Meisterschale noch nicht geschaffen war.
| Die Meistermannschaft von 1948: Eduard Schaffer – Hans Uebelein, Adolf Knoll – Gerhard Bergner, Georg Kennemann, Robert Gebhardt – Helmut Herbolsheimer, Max Morlock, Hans Pöschl, Konrad Winterstein, Hans Hagen |

### Auf und Ab in den 1950er Jahren
Als erster deutscher Nachkriegsmeister und endlich wieder mit dem eigenen Stadion in Zerzabelshof, das nach dem Endspielsieg freigegeben wurde, schien der Club vor neuen goldenen Zeiten zu stehen. Doch es kam anders. Die Altmeister um Kennemann, Abel Uebelein und Billmann konnten nicht mehr an ihre alten Leistungen anknüpfen. Torjäger Pöschl wechselte im Frühjahr 1949 als erster Club-Spieler ins Ausland zu den Grasshoppers Zürich. Die Saison 1948/49 beendete der Club als Elfter erstmals mit einem negativen Punkteverhältnis und musste erleben, wie der ehemalige Meisterspieler und -trainer Hans „Bumbes“ Schmidt den VfR Mannheim zur Meisterschaft führte. Obwohl Schmidt im Dezember 1949 als Trainer zurückkehrte, lief es 1949/50 kaum besser. Als Tabellenachter weit abgeschlagen erlebte man den letzten Höhenflug der SpVgg Fürth, die als Südmeister bis ins Halbfinale der DM-Endrunde vordrang.
Ab 1950 lief es besser. Mit dem Leipziger Gunther Baumann fand sich ein Nachfolger für Kennemann als Mittelläufer, der Schweinfurter Kurt Ucko fungierte als Halbstürmer. Max Morlock war Ende der Saison 1950/51 erneut bester Torjäger mit 28 Treffern und der Club wieder Meister der Oberliga Süd. Bei der DM-Endrunde 1951 scheiterte der FCN in den Gruppenspielen wegen des schlechteren Torquotienten an Preußen Münster. Die Club-Spieler fühlten sich betrogen, da Münster im letzten Spiel Tennis Borussia Berlin mit 8:2 besiegte. Die Berliner äußerten zuvor gegenüber Nürnberger Spielern angeblich, dass diese das Endspiel nicht erreichen sollten. In der folgenden Saison gelang dem 1. FCN erneut die Meisterschaft in der Oberliga Süd. In den Gruppenspielen der Endrunde scheiterte die Mannschaft erneut.
Da weder Bumbes Schmidt 1951 noch Alv Riemke 1952 an ihre alten Trainererfolge aus der Vorkriegszeit anknüpfen konnten, übernahm ab 1952 mit Toni Kugler ein vierfacher Meister aus den goldenen 1920er Jahren das Training. Aus dem erhofften großen Erfolg wurde nichts – im Gegenteil. Der Club stand im Oktober 1952 zwischenzeitlich auf dem letzten Platz und beendete die Saison als Tabellenachter. Große Hoffnungen erweckte der spektakuläre Wechsel des Fürther Mittelstürmers Horst Schade. Der 1. FC Nürnberg hatte ihm angeboten, den Warenbestand seines verschuldeten Sportgeschäfts aufzukaufen. Zwar erfüllte Schade selbst mit 22 Treffern die Hoffnungen, der Club war am Ende aber nur Vierter. Grund zum Jubel gab es 1954 dennoch dank Max Morlocks Teilnahme an der Fußball-Weltmeisterschaft 1954. Zum Titelgewinn der deutschen Nationalmannschaft trug er mit seinen Treffern maßgeblich bei. Morlock ist bis heute der einzige Spieler, der jemals während seiner Zugehörigkeit zum 1. FC Nürnberg in einer Weltmeisterschaft für Deutschland spielte. Strehl und Köpke waren später zwar im Kader, kamen aber nicht zum Einsatz.
Trainer Toni Kugler wurde 1954 durch den Wiener Franz „Bimbo“ Binder abgelöst. Der ehemalige Torjäger von Rapid Wien genoss bei allen Spielern Respekt. Doch die ersten beiden Jahre lief es auch mit ihm nicht wirklich rund. 1955 als Neunter und 1956 als Siebter gehörte der Club nur zum Mittelmaß. Einige Stammspieler wie Verteidiger Mirsberger nutzten daher Angebote anderer Mannschaften und verließen den Club. Entgegen der üblichen Gewohnheit hielt das Präsidium jedoch an Binder fest. Denn ihm gelang es nach und nach, junge Spieler erfolgreich in die eigene Mannschaft einzubauen. Heini Müller als Linksaußen war einer der ersten „jungen Wilden“, der bereits 1956/57 zur Mannschaft gehörte, die erstmals seit 1951 wieder die Südmeisterschaft gewann. In der Endrunde 1957 scheiterte der Club in den Gruppenspielen schließlich am Hamburger SV. Der gleiche Gegner war auch 1958 Endstation in den Gruppenspielen. Als Zweiter hatte sich das Team erneut für die Endrunde qualifiziert, nun auch mit den Nachwuchsspielern Roland Wabra im Tor und Richard Albrecht als Außenstürmer. Zudem lief Mittelstürmer Günther Glomb, seit 1951 im Verein, in dieser Zeit zu großer Form auf und erzielte beim 4:3-Sieg gegen den 1. FC Köln allein drei Treffer. Bei diesem Spiel debütierte mit Rechtsaußen Heinz Strehl ein weiterer junger Spieler.
Mit jungen Spielern und offensivem Fußball war der Club am Ende der Saison 1958/59 zwar mit 80 Treffern der torgefährlichste Verein im Süden. Die Endrundenteilnahme verpasste das Team als Tabellendritter jedoch erneut. Torjäger Glomb verließ darauf den Verein und Strehl wurde zum Mittelstürmer umfunktioniert. Mit 30 Treffern wurde er als 20-Jähriger prompt Torschützenkönig. Zur Stammelf gehörten weitere junge Spieler wie die Verteidiger Ferdinand Wenauer und die beiden 19-jährigen Tasso Wild und Gustav Flachenecker im Angriff. Als jedoch Max Morlock als Leitfigur fünf Monate verletzt ausfiel, beendete der Club die Saison 1959/60 nur auf dem sechsten Platz.

### Die letzten Meisterschaften und die Bundesliga
1960 löste Herbert Widmayer Franz Binder als Trainer ab. Binders sechs komplette Spielzeiten auf der Trainerbank bedeuten bis heute die Rekordamtszeit für einen Trainer der Fußballherren des FCN. Mit seinem erfolgreichen Einbau junger Spieler legte Binder zudem den Grundstock für die nächste Meisterelf des 1. FCN. Widmayer setzte Binders Kurs fort und ergänzte die junge Mannschaft noch um die Jugendspieler Steff Reisch, Kurt Haseneder sowie Karl-Heinz Ferschl und Horst Leupold. Am 24. Juni 1961 konnte sich schließlich Max Morlock seinen Traum von der zweiten deutschen Meisterschaft mit dem 1. FC Nürnberg erfüllen. Im Finale von Hannover hatte Borussia Dortmund beim 3:0-Sieg nach Toren von Haseneder, Müller und Strehl ebenso keine Chance wie zuvor schon in der ganzen Saison die Oberligakonkurrenz, die der Club mit sieben Punkten Vorsprung und 96:30 Toren gewann.
| Die Meistermannschaft von 1961: Roland Wabra – Paul Derbfuß, Helmut Hilpert – Josef Zenger, Ferdinand Wenauer, Steff Reisch – Gustav Flachenecker, Max Morlock, Heinz Strehl, Heini Müller, Kurt Haseneder |

In die Saison 1961/62 ging der 1. FC Nürnberg erstmals in seiner Geschichte mit der Doppelbelastung aus nationalem Spielbetrieb und Teilnahme im Europapokal der Landesmeister. Die ersten beiden Runden überstand die Mannschaft in den Partien gegen Drumcondra Dublin und Fenerbahçe Istanbul relativ einfach. Im Viertelfinale scheiterte sie jedoch an Benfica Lissabon um Starspieler Eusebio. Dennoch gilt der 3:1-Hinspielsieg bis heute als einer der Höhepunkte der Clubgeschichte. Im Rückspiel ging das Team jedoch mit 0:6 unter. Heinz Strehl war jedoch am Ende mit acht Treffern der beste Torschütze des Wettbewerbs. Die Oberligarunde beendete der Club, der erstmals seit Schade 1953 mit Reinhold Gettinger wieder einen Spieler von der SpVgg Fürth verpflichtet hatte, als Meister. Allerdings war er diesmal punktgleich mit der Eintracht Frankfurt. Erneut gelang der Einzug ins Endspiel um die deutsche Meisterschaft. Doch dieses Mal war der 1. FC Köln ein übermächtiger Gegner. Das Finale 1962 ging mit 0:4 verloren.
Doch bereits drei Monate später hatte man die Chance auf den nächsten Titel. Am 29. August 1962 traf der Club in Hannover im Finale um den DFB-Pokal auf die Fortuna aus Düsseldorf. Ohne Morlock gelang ein 2:1 nach Verlängerung. Den entscheidenden Treffer erzielte Tasso Wild in der 93. Minute.
| Die Pokalsieger von 1962: Roland Wabra – Paul Derbfuß, Helmut Hilpert – Gustav Flachenecker, Ferdinand Wenauer, Steff Reisch – Kurt Dachlauer, Kurt Haseneder, Heinz Strehl, Tasso Wild, Richard Albrecht |

Der Pokalsieg berechtigte erneut zur Teilnahme an einem europäischen Wettbewerb. Diesmal trat der Club im Europapokal der Pokalsieger an und drang nach Erfolgen über den AS St. Etienne und BK Odense bis ins Halbfinale vor. Gegen den spanischen Vertreter Atlético Madrid hatte Max Morlock am 10. April 1963 seinen letzten großen internationalen Auftritt. Er trieb die Mannschaft nach einem 0:1-Rückstand noch zu einem 2:1-Sieg durch zwei Treffer von Tasso Wild. Im Rückspiel schied der 1. FC Nürnberg trotz sehr guter Leistung mit 0:2 aus.
Parallel zu den Europapokalerfolgen gehörte der Club in der Oberliga weiter zu den Spitzenvereinen. In der letzten Oberligasaison 1962/63 vor Einführung der Bundesliga gelang drei Punkte hinter dem TSV 1860 München ein zweiter Platz. Dieser berechtigte ebenfalls zur Teilnahme an der DM-Endrunde. In der Gruppenphase verpasste die Mannschaft als Zweiter das Finale. Das entscheidende Spiel ging deutlich mit 2:6 gegen den 1. FC Köln verloren.
Damit endete für den 1. FC Nürnberg die Zeit in der Oberliga Süd. In den 18 Jahren ihres Bestehens sammelte der Club insgesamt 739:381 Punkte und erzielte 1348:754 Tore. Damit führte er die ewige Tabelle der Liga an und war für die Bundesliga qualifiziert, gegen deren Einführung und das damit verbundene Profitum sich das Präsidium des FCN lange gewehrt hatte: „Zur Struktur unserer Vereine passt das Profitum so wenig wie zum Journalismus das Pferdestehlen“, lautete ein Kommentar aus dem Vorstand.

## Von der Bundesligagründung bis zum ersten Abstieg
| Saisonbilanzen 1963–1969                 | Saisonbilanzen 1963–1969 | Saisonbilanzen 1963–1969 | Saisonbilanzen 1963–1969 | Saisonbilanzen 1963–1969 | Saisonbilanzen 1963–1969 |
| Saison                                   | Platz                    | Tore                     | Punkte                   | Zuschauer                | Kader                    |
| ---------------------------------------- | ------------------------ | ------------------------ | ------------------------ | ------------------------ | ------------------------ |
| 1963/64                                  | 09.                      | 45:56                    | 29:31                    | 24.924                   | Kader                    |
| 1964/65                                  | 06.                      | 44:38                    | 32:28                    | 27.482                   | Kader                    |
| 1965/66                                  | 06.                      | 54:43                    | 39:29                    | 25.085                   | Kader                    |
| 1966/67                                  | 10.                      | 43:50                    | 34:34                    | 23.519                   | Kader                    |
| 1967/68                                  | 01.                      | 71:37                    | 47:21                    | 37.233                   | Kader                    |
| 1968/69                                  | 17.                      | 45:55                    | 29:39                    | 25.844                   | Kader                    |
| grün: Gewinn der deutschen Meisterschaft |                          |                          |                          |                          |                          |

Die Vereinsführung des 1. FC Nürnberg stand der Gründung der Bundesliga und der Einführung des Profitums skeptisch gegenüber. Dennoch hoffte man in Nürnberg nach den unmittelbar zuvor errungenen Erfolgen, eine gute Rolle in der Liga zu spielen. Die ersten vier Spielzeiten Bundesliga verliefen für den Club wenig erfolgreich. Zwei sechste Plätze waren die besten Ergebnisse, die die Mannschaft holte. Der 1. FCN verzeichnet auch die erste Trainerentlassung der Bundesligageschichte, als Widmayer 1963 gehen musste. Die Meisterspieler von 1961 alleine waren kein Garant für einen Erfolg in der Bundesliga. Erst unter Trainer Max Merkel und nach einigen Transfers gelang 1968 die erste Meisterschaft in der Bundesliga. Zugleich war diese Meisterschaft bis zum Pokalsieg 2007 der letzte Titelgewinn des 1. FC Nürnberg im Fußball. In der folgenden Saison stieg der Club als Titelverteidiger aus der Bundesliga ab, was bis heute einmalig ist.

### Die erste Trainerentlassung
In die erste Bundesligasaison ging der 1. FC Nürnberg optimistisch, gehörte der Club doch in den letzten drei Spielzeiten wieder zur deutschen Spitzenklasse. Hinzu kam, dass der Großteil der Mannschaft noch immer jung war. Nach einem erfolgreichen Saisonstart mit 8:2 Punkten und dem Sprung auf Platz 3 setzte es jedoch herbe Niederlagen. Nach einer 2:4-Niederlage gegen den Karlsruher SC gab es drei weitere Niederlagen mit 0:12 Toren, die letzte davon eine 0:5-Heimniederlage gegen den 1. FC Kaiserslautern. Diese hatte zur Folge, dass die erste Trainerentlassung der Bundesligageschichte beim 1. FC Nürnberg geschah. Am 30. Oktober musste Herbert Widmayer gehen, Jenő Csaknády, der zwischen 1957 und 1959 bereits die SpVgg Fürth trainiert hatte, wurde neuer Chefcoach. Besser wurde es unter dem autoritären Stil Csaknadys nicht. Seine ersten beiden Spiele verlor er. Der Club blieb die ganze Saison immer kurz vor den Abstiegsrängen und schaffte erst zum Ende der Saison den Sprung auf Platz 9. Mit der ersten Bundesligasaison endete die Laufbahn Max Morlocks. Verteidiger Paul Derbfuß entschied sich gegen die Risiken der Profikarriere und für eine Laufbahn im öffentlichen Dienst.

### Sechste Plätze und Messepokal
Csaknady ging freiwillig, der ehemalige Oberligaspieler Gunther Baumann wurde sein Nachfolger. Unter ihm lief es besser. Die Mannschaft hielt bis zum 23. Spieltag Anschluss an die Tabellenspitze, erst sieben sieglose Spiele am Saisonende ließen den Club die Saison 1964/65 lediglich auf dem sechsten Platz abschließen. Im DFB-Pokal lief es lange gut, ehe Nürnberg im Halbfinale gegen Borussia Dortmund ausschied. Nachdem sich Trainer Baumann mit Präsident Luther überworfen hatte, wurde überraschenderweise Csaknady erneut Club-Trainer. Dieser führte die Mannschaft erneut ins DFB-Pokal-Halbfinale sowie nach einem schwierigen Saisonstart auf Platz sechs in der Liga, der zur Teilnahme am Messestädte-Pokal, berechtigte.
Der 1. FC Nürnberg spielte zu dieser Zeit mit einem noch immer gegenüber der Meisterschaft 1961 und dem Pokalsieg 1962 fast unveränderten Team. Wabra im Tor, Hilpert in der Abwehr, Wenauer, Reisch und Flachenecker in der Mitte sowie Strehl und Wild im Sturm waren weiterhin dabei, aus der letzten Oberligasaison 1962/63 noch Verteidiger Leupold. Ergänzt wurden diese seit 1964 in der Abwehr durch den jungen Haßfurter Ludwig Müller und seit 1965 im Angriff durch den jungen Ansbacher Georg Volkert. Doch es gab auch einige besondere Transfers. 1964 verstärkte der Club den Kader mit dem Schweizer Nationalspieler Anton Allemann im Angriff, der jedoch nie richtig Fuß fasste und 1966 wieder ging. An die Seite Strehls spielte stattdessen seit 1965 Franz Brungs, der von der Dortmunder Borussia geholt wurde.

### Vom letzten Platz zur neunten Meisterschaft
Nach zwei sechsten Plätzen sollte es 1966/67 endlich besser laufen. Für den Aufbruch in neue Zeiten stand der Verkauf des eigenen Stadions in Zerzabelshof, das abgerissen wurde. Aus dem Erlös finanzierte der Verein den Aufbau eines modernen Trainingsgeländes am Valznerweiher in unmittelbarer Nähe zur neuen Spielstätte, dem schon 1928 erbauten Städtischen Stadion, das 1965 ausgebaut worden war. Statt besserer Zeiten ging es nach einem guten Saisonstart, der bis auf Platz 3 am 8. Spieltag führte, rapide nach unten. In der 1. Runde des UEFA-Pokals schied der Club knapp gegen den FC Valencia aus. Auf dieses Ausscheiden folgte eine Serie von 13 sieglosen Spielen, die auch die Entlassung Csaknadys am 7. November nicht aufhalten konnte. Amateurtrainer Jenő Vincze gelang kein einziger Sieg, in der kurzen Weihnachtspause wurde er durch Max Merkel, der in der Vorsaison mit dem TSV 1860 München die Meisterschaft geholt hatte, abgelöst. Unter Merkel gab es zunächst ebenfalls keine Siege, stattdessen fand sich der Club auf dem letzten Tabellenplatz wieder. Mit einem 1:0-Sieg gegen den Hamburger SV am 18. Februar, den Brungs per Kopf in der 90. Minute sicherstellte, kam die Wende. Der Club verlor nur noch zwei Spiele: am 24. Spieltag das Heimspiel gegen den FC Bayern und am letzten Spieltag beim deutschen Meister Eintracht Braunschweig. Am Ende hatte sich der Club auf den 10. Tabellenplatz gerettet. Merkels Mixtur aus „Zuckerbrot & Peitsche“ zeigte ebenso Wirkung wie sein taktisches Konzept des schnellen und direkten Spiels.
Zur Saison 1967/68 mussten mit Heinz Müller, Reisch und Flachenecker drei der Meisterspieler von 1961 gehen. Dafür kamen von der PSV Eindhoven für den Angriff der Jugoslawe Zvezdan Čebinac und für das Mittelfeld August Starek von Rapid Wien. Sehr schnell fand Merkel eine Stammformation, die fast die komplette Saison bestritt. Insgesamt kamen im Laufe der Saison nur 15 Spieler zum Einsatz. Ab dem fünften Spieltag stand der FCN bis zum Saisonende auf dem ersten Tabellenplatz. Lediglich das Viertelfinalaus im DFB-Pokal gegen den FC Bayern schmerzte ein wenig. Doch gegen den damaligen Tabellenzweiten FC Bayern gelang der Mannschaft am 2. Dezember 1967 eines der besten Spiele der Vereinsgeschichte. Am Ende siegte der Club mit 7:3. Franz Brungs allein erzielte dabei fünf Tore. Bei den Bayern sicherte sich der Club am vorletzten Spieltag mit einem 2:0-Sieg seine neunte deutsche Meisterschaft. Das Torjägerduo Strehl/Brungs erzielte 43 Treffer, Cebinac auf dem Flügel gelangen 21 Torvorlagen. Und selbst im DFB-Pokal schrieb der Club ein Stück Geschichte, wenn auch nicht im Sport, so doch in der Literatur. Denn die Mannschaftsausstellung aus dem Erstrundenspiel gegen Bayer 04 Leverkusen verewigte Peter Handke in seinem Gedicht Die Aufstellung des 1. FC Nürnberg vom 27.1.1968:
| Die Aufstellung des 1. FC Nürnberg vom 27. Januar 1968 Wabra Leupold – Popp L. Müller – Wenauer – Blankenburg Starek – Strehl – Brungs – H. Müller – Volkert |

Übrigens ist diese Aufstellung nicht ganz korrekt. Tatsächlich verteidigte neben Popp Hilpert, der sonst während der Saison nur viermal eingesetzt wurde. Leupold dagegen wurde in der 76. Minute für Blankenburg eingewechselt.
1968 gab es auch einen internationalen Erfolg, als der 1. FC Nürnberg (zusammen mit 13 weiteren Mannschaften) den Intertoto-Cup gewann. In einer Gruppe mit dem RSC Anderlecht und Inter Mailand gewann der Club bis auf ein Unentschieden gegen die Belgier alle Spiele. Das damalige Turnier glich jedoch eher einer Testspielreihe als einem Europapokal.

### Abstieg als Meister

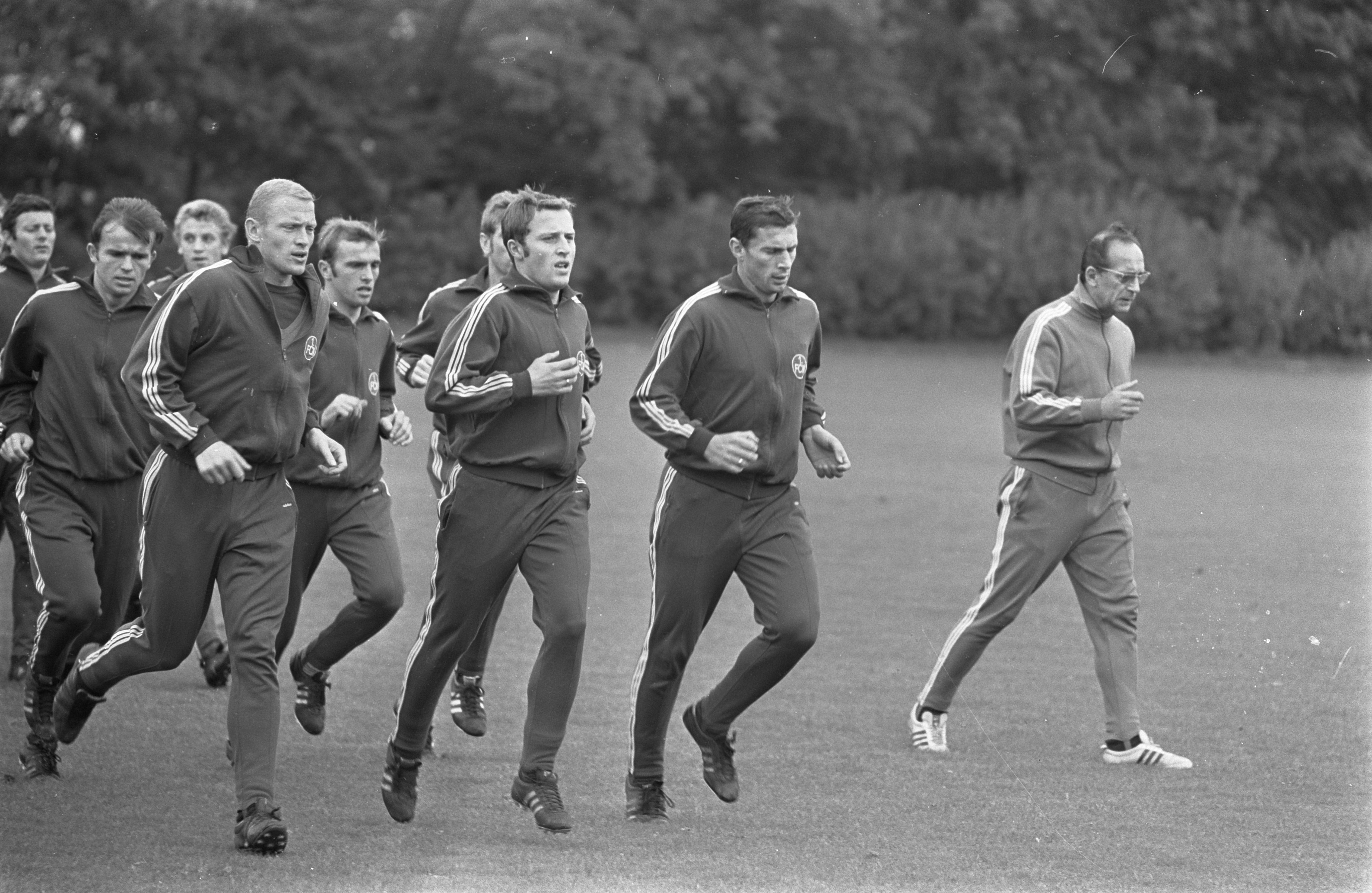
Max Merkel (rechts) trainiert den 1. FC Nürnberg in Amsterdam am 30. September 1968. Dem letzten Meistertrainer wird häufig auch die Schuld am ersten Abstieg zugesprochen.

Max Merkel wollte den neuen deutschen Meister in der Saison 1968/69 auch auf europäischer Ebene glänzen lassen. Zehn Spieler gingen, darunter mit Ferschl, Starek und Torjäger Brungs wichtige Stützen. Dem standen dreizehn Neuverpflichtungen gegenüber. So kamen vom Karlsruher SC Torhüter Jürgen Rynio und Stürmer Klaus Zaczyk, von 1860 München lockte Merkel seinen ehemaligen Schützling Hans Küppers und aus Dänemark kam mit Johnny Hansen ein talentierter Verteidiger, der später mit dem FC Bayern große Erfolge feierte. Das neuformierte Team harmonierte nicht richtig. Zum Auftakt gab es gleich eine 1:4-Heimniederlage gegen den späteren Vizemeister Alemannia Aachen. Zwar gelang kurzzeitig der Sprung auf Platz 7, doch die Vorrunde verlief nicht wie gewünscht und im Europapokal der Landesmeister schied das Team in der 1. Runde chancenlos gegen Ajax Amsterdam aus. Nach der halben Saison stand der Club nur auf Platz 16 und als die Mannschaft schließlich im März auf den letzten Tabellenplatz abrutschte, musste Max Merkel gehen – kurioserweise zwei Tage nach einem Heimsieg gegen Eintracht Frankfurt. Unter Interimstrainer Robert Körner gab es eine weitere Niederlage, danach versuchte Kuno Klötzer das Team zu stabilisieren. Nach drei Siegen in Folge, darunter gegen den späteren Meister FC Bayern, war Nürnberg zwar noch Letzter, aber punktgleich mit dem ersten Nichtabstiegsplatz. Zwei weitere Unentschieden sorgten dafür, dass der Club vor dem letzten Spieltag auf einem Nichtabstiegsplatz stand. Am letzten Spieltag musste das Team zum 1. FC Köln, der ebenfalls noch abstiegsbedroht war, und verlor mit 0:3. Da gleichzeitig Dortmund als 17. das zweite Abstiegsendspiel gegen den 18. aus Offenbach gewann, musste der Club als Vorjahresmeister aus der Bundesliga in die zweitklassige Regionalliga absteigen.
Über die genauen Ursachen für den Abstieg zerbrechen sich heute noch viele Nürnberger den Kopf. Die Schuld wird meist bei Max Merkels großem Spielerumbruch ausgemacht. Hinzu kommt eine beispiellose Leistungsdichte im Verlauf der Saison 1968/69. Nürnberg als Absteiger landete nur neun Punkte hinter Vizemeister Aachen und verpasste die UEFA-Pokalteilnahme nur um sieben Punkte. Schließlich gilt noch Bestechung als Ursache. So behauptet Verteidiger Wenauer, dass Torhüter Rynio am vorletzten Spieltag beim 2:2 gegen die ebenfalls abstiegsbedrohten Dortmunder bestochen war: „Bekannt ist, dass Borussia Dortmund unseren Torhüter Jürgen Rynio eingekauft hat, der im Schicksalsspiel, dem 2:2 gegen Dortmund, zumindest einen vermutlich haltbaren Treffer passieren ließ.“ Nachgewiesen wurde dies jedoch nicht. Problematisch war der Abstieg nicht nur aus sportlicher, sondern auch aus finanzieller Sicht. Denn mit dem Bau des am 31. Oktober 1968 eingeweihten Trainingsgeländes hatte sich der Verein in der Hoffnung auf lukrative Einnahmen in Bundesliga und Europapokal verschuldet. Der 1. FC Nürnberg ging mit den modernsten Trainingsanlagen Europas in die Zweitklassigkeit, für sportliche Verstärkungen fehlten jedoch Finanzmittel.

## Neun Jahre in der Zweitklassigkeit
| Saisonbilanzen 1969–1978                       | Saisonbilanzen 1969–1978 | Saisonbilanzen 1969–1978 | Saisonbilanzen 1969–1978 | Saisonbilanzen 1969–1978 | Saisonbilanzen 1969–1978 |
| Saison                                         | Platz                    | Tore                     | Punkte                   | Zuschauer                | Kader                    |
| ---------------------------------------------- | ------------------------ | ------------------------ | ------------------------ | ------------------------ | ------------------------ |
| 1969/70                                        | 3.                       | 64:29                    | 57:19                    | 12.184                   | –                        |
| 1970/71                                        | 1.                       | 81:39                    | 55:17                    | 13.278                   | –                        |
| 1971/72                                        | 9.                       | 49:62                    | 34:38                    | 13.944                   | –                        |
| 1972/73                                        | 5.                       | 61:52                    | 41:27                    | 14.353                   | –                        |
| 1973/74                                        | 2.                       | 63:42                    | 44:24                    | 18.588                   | –                        |
| 1974/75                                        | 6.                       | 70:52                    | 42:34                    | 13.131                   | Kader                    |
| 1975/76                                        | 2.                       | 78:42                    | 54:22                    | 19.586                   | Kader                    |
| 1976/77                                        | 5.                       | 77:51                    | 49:27                    | 10.799                   | Kader                    |
| 1977/78                                        | 2.                       | 75:46                    | 53:23                    | 16.340                   | Kader                    |
| orange: Regionalliga; ab 1974/75 2. Bundesliga |                          |                          |                          |                          |                          |

Nach nur sechs Jahren Zugehörigkeit zur Bundesliga musste der deutsche Rekordmeister wieder im regionalen Fußball antreten. Den zweitklassigen Unterbau der Bundesliga bildeten damals noch fünf Regionalligen (Süd, Südwest, West, Nord, Berlin), wobei die Regionalliga Süd das Gebiet der ehemaligen Oberliga Süd umfasste. Der sportliche Abstieg bedeutete, auf viele alte bekannte Gegner aus Oberligazeiten wie die SpVgg Fürth und den FC Schweinfurt, den Karlsruher SC und den VfR Mannheim zu treffen. Wie erwähnt war der Verein finanziell schwer belastet und der völlig unerwartete Abstieg traf die Führung schwer. Präsident Walter Luther musste sich mit dem Problem der Finanzierung des Wiederaufstiegs auseinandersetzen, statt den Verein wie geplant zu europäischen Erfolgen zu führen. Nach den ersten zwei Jahren in der Regionalliga wurde Luther durch den Handballer Hans Ehrt abgelöst, der in seiner Amtszeit bis 1977 den Schuldenberg von sechs Millionen D-Mark um zwei Millionen DM verkleinerte. Der Wiederaufstieg in die Bundesliga gelang den Fußballern jedoch erst wieder am Ende der Saison 1977/78.

### Regionalligafußball
Der Abstieg war gleichbedeutend mit einem erneuten personellen Aderlass. Von der letzten Meistermannschaft verbliebene Spieler wie Torhüter Wabra, der Sportinvalide wurde, Verteidiger Ludwig Müller, der zur Borussia Mönchengladbach wechselte, und die Angreifer Cebinac (zu Hannover 96) und Volkert (zum FC Zürich) verließen den Club. Es blieben auch Spieler wie Leupold, Heinz Müller, Popp, Strehl oder Wenauer. Hinzu kamen aus der Abstiegssaison junge Talente wie Stürmer Dieter Nüssing, der Däne Johnny Hansen und Verteidiger Amand Theis. Der Club spielte unter Trainer Kuno Klötzer lange oben mit, kam in der Endabrechnung aber nur auf Platz 3 und verfehlte damit die Teilnahme an den Aufstiegsspielen. Zur nächsten Saison übernahm der junge Trainer Barthel Thomas das Kommando. Gleich zum Auftakt gelang dem Team ein Paukenschlag, als der FC Bayern München in der ersten Runde des DFB-Pokals mit 2:1 durch Treffer der jungen Neuzugänge Rudi Kröner und Roland Stegmayer besiegt wurde. In der Liga blieb der Club 27 Spiele in Folge ungeschlagen und wurde mit zehn Punkten Vorsprung vor dem Karlsruher SC Meister der Regionalliga Süd. In der Aufstiegsrunde gingen die ersten drei Spiele bei Borussia Neunkirchen, gegen Fortuna Düsseldorf und beim späteren Letzten Wacker 04 Berlin verloren. Die große Hoffnung auf den Wiederaufstieg, die zum Spiel gegen Düsseldorf 75.000 Zuschauer ins Stadion nach Nürnberg gelockt hatte, erfüllte sich nicht.

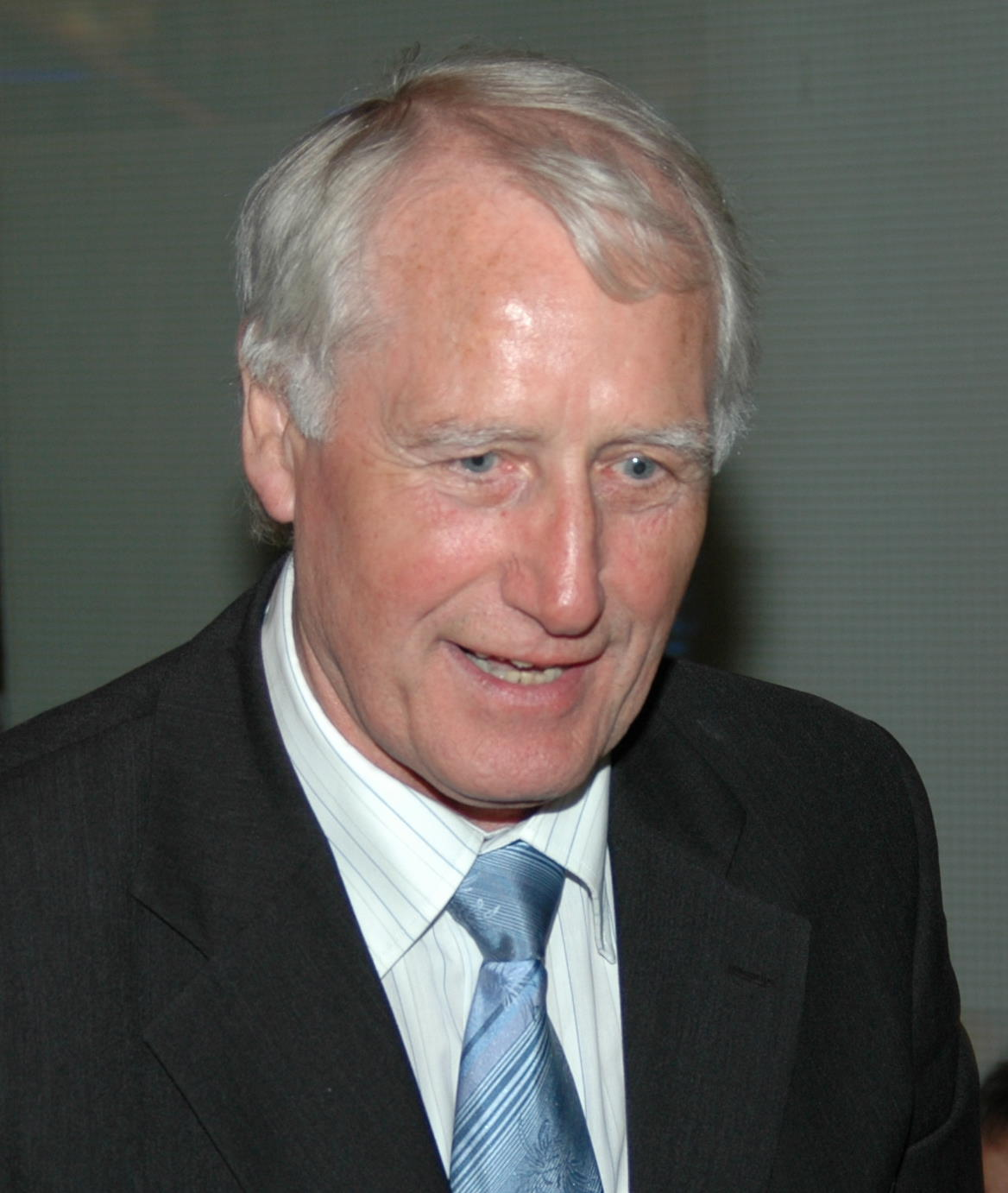
Hans Tilkowski (Foto von 2005) trainierte den Verein von 1973 bis 1976.

An der Vereinsspitze löste Heinz Ehrt Walter Luther als Präsident ab und gab dem Schuldenabbau Priorität. Die folgende Saison 1971/72 sah gleich drei Trainer. Erst Tschik Čajkovski als Trainer stabilisierte die Mannschaft und führte sie auf Platz 9. Dagegen gelang dem fränkischen Rivalen FC Bayern Hof der Sprung in die Aufstiegsrunde. 1972/73 wurde der Club zwar Fünfter, war aber erneut nur die Nummer zwei im fränkischen Fußball, da dieses Mal die SpVgg Bayreuth vor ihm landete. Derweil etablierte sich der Rheinländer Dieter Nüssing mehr und mehr als neue Identifikationsfigur für die Anhänger. Gemeinsam mit Kurt Geinzer und Slobodan Petrović bildete er ein Mittelfeld mit Bundesligaformat. Zudem war er enorm torgefährlich – in 276 Spielen in der Zweitklassigkeit traf er 90 Mal. Das Mittelfeld um Nüssing war ein Garant dafür, dass unter dem neuen Trainer Hans Tilkowski in der Saison 1973/74 erneut die Aufstiegsrunde erreicht wurde. Diese endete punktgleich mit Eintracht Braunschweig, die wegen der um ein Tor besseren Tordifferenz aufstieg.

### Zweitligafußball
1974 wurde mit der Einführung der zweigleisigen 2. Bundesliga der Unterbau der Bundesliga gestärkt. Nachdem es dem Club in fünf Jahren in der eher einfachen Regionalliga nicht gelungen war, in die Bundesliga zurückzukehren, musste er es nun in der starken 2. Bundesliga versuchen. In der ersten Saison 1974/75 wurde die Mannschaft nur Sechster und landete damit hinter der fränkischen Konkurrenz aus Hof und Schweinfurt. Letztere hatten nur wegen der Tordifferenz die Aufstiegsspiele verpasst. 1975/76 lief es dann besser. Trainer Hans Tilkowskis für Club-Verhältnisse ungewöhnlich kontinuierliche Arbeit (seit 1973 im Amt) machte sich bezahlt. Zudem hatte das starke Mittelfeld mit Hans Walitza endlich wieder einen Torjäger als Abnehmer, der in den Spielzeiten zwischen 1974 und 1977 jede Saison 21 Treffer erzielte. Als Zweiter der Südliga traf die Mannschaft in den Entscheidungsspielen um den Aufstieg auf die von Otto Rehhagel trainierte Borussia aus Dortmund. Doch das Hinspiel vor eigenem Publikum ging mit 0:1 verloren, das Rückspiel mit 2:3.
Enttäuscht warf Trainer Tilkowski das Handtuch. Nachfolger Horst Buhtz konnte zunächst an den Erfolg der Vorsaison anknüpfen, doch gegen Saisonende verspielte das Team die Aufstiegschancen. Das Publikum resignierte. Zum letzten Heimspiel – immerhin das fränkische Derby gegen den FC Bayern Hof – kamen am 21. Mai 1977 nur 1743 Zuschauer und sorgten damit für den Minusrekord in der Vereinsgeschichte. Vor der Saison 1977/78 musste sich der Verein von Leistungsträgern wie Nüssing, Geinzer, Pechthold und Hannakampf trennen. So ging der Club ohne große Ambitionen in die neue Spielzeit. In der Zwischenzeit hatten sich in der Jugend, die 1974 erstmals Deutscher Jugendmeister wurde, und bei den Amateuren einige Talente entwickelt. Junge Spieler wie Norbert Eder, Bertram Beierlorzer, Horst Weyerich, Peter Stocker und Reinhold Schöll ergänzten die Routiniers wie Torwart Manfred Müller, Mittelfeldspieler Petrovic und Angreifer Walitza ideal. Vor allem mit einer hervorragenden Vorrunde sicherte sich die Mannschaft den zweiten Tabellenplatz und damit das Entscheidungsspiel um den Aufstieg gegen Rot-Weiss Essen. Da die letzten Spiele der Rückrunde jedoch etwas schlechter verlaufen waren, entließ der neue Vereinspräsident Lothar Schmechtig Trainer Buhtz und verpflichtete Werner Kern, den bisherigen Co-Trainer von Bayern München. Diese ungewöhnliche Maßnahme war zumindest kein Misserfolg. Das Hinspiel gewann der Club mit 1:0 durch ein Tor von Walitza. Beim Rückspiel in Essen genügte ein 2:2 durch Treffer von Walitza und Petrovic sowie eine überragende Torhüterleistung von Müller, der in der 82. Minute noch einen Elfmeter von Horst Hrubesch parierte, um nach neun Jahren den Wiederaufstieg in die Bundesliga zu schaffen.

## Fahrstuhlmannschaft statt Europacup
| Saisonbilanzen 1978–1994 | Saisonbilanzen 1978–1994 | Saisonbilanzen 1978–1994 | Saisonbilanzen 1978–1994 | Saisonbilanzen 1978–1994 | Saisonbilanzen 1978–1994 |
| Saison                   | Platz                    | Tore                     | Punkte                   | Zuschauer                | Kader                    |
| ------------------------ | ------------------------ | ------------------------ | ------------------------ | ------------------------ | ------------------------ |
| 1978/79                  | 17.                      | 36:67                    | 24:44                    | 34.422                   | Kader                    |
| 1979/80                  | 01.                      | 88:38                    | 61:19                    | 18.935                   | Kader                    |
| 1980/81                  | 14.                      | 47:57                    | 28:40                    | 28.122                   | Kader                    |
| 1981/82                  | 13.                      | 53:72                    | 28:40                    | 20.643                   | Kader                    |
| 1982/83                  | 14.                      | 44:70                    | 28:40                    | 17.821                   | Kader                    |
| 1983/84                  | 18.                      | 38:85                    | 14:54                    | 14.379                   | Kader                    |
| 1984/85                  | 01.                      | 71:45                    | 50:26                    | 14.388                   | Kader                    |
| 1985/86                  | 12.                      | 51:54                    | 29:39                    | 27.182                   | Kader                    |
| 1986/87                  | 09.                      | 62:62                    | 35:33                    | 25.275                   | Kader                    |
| 1987/88                  | 05.                      | 44:40                    | 37:31                    | 24.614                   | Kader                    |
| 1988/89                  | 14.                      | 36:54                    | 26:42                    | 17.458                   | Kader                    |
| 1989/90                  | 08.                      | 42:46                    | 33:35                    | 23.197                   | Kader                    |
| 1990/91                  | 15.                      | 40:54                    | 29:39                    | 21.929                   | Kader                    |
| 1991/92                  | 07.                      | 54:51                    | 43:33                    | 34.640                   | Kader                    |
| 1992/93                  | 13.                      | 30:47                    | 28:40                    | 31.135                   | Kader                    |
| 1993/94                  | 16.                      | 41:55                    | 28:40                    | 32.817                   | Kader                    |
| orange: 2. Bundesliga    |                          |                          |                          |                          |                          |

Nach dem Ende der langen Zweitklassigkeit erfolgte 1979 gleich wieder der Abstieg aus der Bundesliga und 1980 der sofortige Wiederaufstieg. Aus dem Rekordmeister begann eine Fahrstuhlmannschaft zu werden. In der ersten Ära von Präsident Michael A. Roth (1979–1983) plante dieser die Rückkehr in die Bundesligaspitze. Doch das Konzept mit Altstars wie Rudolf Kargus, Manfred Burgsmüller und Rüdiger Abramczik ging nicht auf, stattdessen folgte 1984 nach einer katastrophalen Saison ohne jeden Auswärtspunkt der erneute Abstieg. Die folgende Zweitligasaison wurde zum Wendepunkt. Als im Oktober 1984 die erfahrenen Spieler die weitere Zusammenarbeit mit Trainer Heinz Höher verweigerten, wurden diese entlassen. Um junge Spieler wie Hans Dorfner, Dieter Eckstein, Roland Grahammer und Stefan Reuter entstand eine Mannschaft, die nicht nur den sofortigen Wiederaufstieg schaffte, sondern 1988 sogar die Qualifikation für den UEFA-Pokal. Die Kosten für die Modernisierung von Stadion und Trainingsgelände, eine ungeschickte Transferpolitik und schließlich Steuerhinterziehung und Schiedsrichterbestechung führten bis 1994 jedoch zurück in die 2. Bundesliga und den Verein kurz vor den finanziellen Ruin.

### Die Ära Roth I
Nach der Rückkehr in die Bundesliga hatte sich der 1. FC Nürnberg viel vorgenommen. Doch Zweitligatorjäger Walitza blieb in der Bundesliga ebenso wirkungslos wie sein anfänglicher Sturmpartner Siegfried Susser. Der Club reagierte mit Nachverpflichtungen für den Angriff. Von Fortuna Düsseldorf kam Detlev Szymanek. Am spektakulärsten war jedoch die Verpflichtung von Uli Hoeneß, der am 30. Oktober 1978 vom FC Bayern zum Club ging. Nach seiner schweren Knieverletzung blieb er ebenfalls wirkungslos und spielte nur elf Mal für den Club. Nach der Vorrunde und nur neun Punkten musste Trainer Wolfgang Kern bereits wieder gehen. Sein Nachfolger wurde Alt-Meister Robert „Zapf“ Gebhardt, der das Team zwar etwas stabilisierte, aber nie von einem Abstiegsplatz führen könnte. So blieb der DFB-Pokal das einzige Highlight: der Club schied erst im Halbfinale nach Verlängerung gegen die Fortuna Düsseldorf aus. Und am drittletzten Spieltag konnte das Duell gegen den FC Bayern München mit 4:2 entschieden werden. Die chronische Sturmschwäche bedeutete am Ende der Saison 1978/79 den zweiten Abstieg.
Der neue Präsident Michael A. Roth strebte den sofortigen Wiederaufstieg an – trotz des Abgangs von Manfred Müller, Petrovic und Walitza. Gleich nach drei Spieltagen und einem Fehlstart von 1:5 Punkten entließ Roth den neuen Trainer Jef Vliers und holte Robert „Zapf“ Gebhardt zurück. Ihm gelang es, um die beiden Österreicher Reinhold Hintermaier und Franz Oberacher eine erfolgreiche Mannschaft zu etablieren, die bereits vier Spieltage vor Ende der Saison 1979/80 den Aufstieg perfekt machte.
In die Saison 1980/81 ging der Club mit dem neuen Trainer Horst Heese und einem relativ jungen Team. So standen in der Abwehr mit Beierlorzer, Eder, Reinhardt, Weyerich und dem jungen Jürgen Täuber bis auf Routinier Peter Stocker nur Eigengewächse. Um nicht erneut an der Sturmschwäche zu scheitern, gelang mit der Rückkehr Georg Volkerts ein besonderer Coup. Mit immerhin zehn Treffern trug er dazu bei, dass am Ende der Saison der Klassenerhalt gelang. Das Defensivverhalten wurde im Laufe der Vorrunde mit der Verpflichtung des ehemaligen Nationaltorwarts Rudolf Kargus verbessert. Dennoch wurde Trainer Heese in der Rückrunde entlassen, weshalb Norbert Eder aus Protest sein Kapitänsamt niederlegte. Fritz Popp, Meisterspieler von 1968, wurde der neue Coach. Wegen seiner fehlenden Trainerlizenz musste jedoch Fred Hoffmann die letzten drei Spiele offiziell das Traineramt an der Seite Popps übernehmen.
Nach dem Klassenerhalt sollte Heinz Elzner als Trainer den Verein in der Bundesliga etablieren. Nach fünf Niederlagen zu Beginn der Saison 1981/82 wurde Elzner von Präsident Roth entlassen und Udo Klug als fünfter Cheftrainer des Jahres 1981 beim 1. FC Nürnberg vorgestellt. Mit ihm stabilisierte sich das Team und hamsterte mit der von Klug ausgegebenen „Eichhörnchen-Methode“ (pro Spieltag ein Punkt) tatsächlich in 29 Spielen 28 Punkte. Parallel dazu gelang im DFB-Pokal 1982 der Einzug ins Pokalfinale. Am 1. Mai 1982 wurde dieses legendäre Spiel trotz 2:0-Pausenführung mit 2:4 gegen Bayern München verloren.
Nach dieser Rückkehr ins Rampenlicht des Fußballs sollte es in der Saison 1982/83 aufwärtsgehen. Tatsächlich startete die Mannschaft, deren Stamm zur Hälfte noch immer aus dem eigenen Nachwuchs kam, gut in die Saison. Doch gegen Ende der Vorrunde begann bereits ein Abwärtstrend, dessen negativer Höhepunkt eine Serie von 0:24 Punkten aus den letzten zwölf Auswärtsspielen war. Dennoch hielt die Vereinsführung entgegen früherer Gewohnheit an Trainer Klug fest. Die fehlende Qualität sollten zur Saison 1983/84 die Alt-Nationalspieler Rüdiger Abramczik und Manfred Burgsmüller verbessern. Der Saisonstart war durchwachsen, nach 8:14 Punkten in den ersten elf Spielen wurde Trainer Klug entlassen. Ex-Spieler Rudolf „Rudi“ Kröner als neuer Trainer agierte äußerst erfolglos. Bis zur Winterpause holte der Club nur einen einzigen Punkt, gleich im zweiten Spiel unter Kröners Leitung gab es mit einem 0:7 beim VfB Stuttgart die höchste Auswärtsniederlage der Bundesligageschichte. Dennoch war die Lage am Ende der Vorrunde noch nicht völlig hoffnungslos. Den Club trennte nur ein Punkt von einem Nichtabstiegsplatz.
Auf diesen sollte Heinz Höher als neuer Trainer den Verein führen. Zudem hatte Gerd Schmelzer im Dezember 1983 Michael A. Roth als Präsident abgelöst. Da Roth selbst 2,5 Millionen DM in den Verein investiert hatte, war der Verein zu diesem Zeitpunkt immerhin weitgehend schuldenfrei. Doch die chronische Auswärtsschwäche hielt an, der Club holte die ganze Saison keinen einzigen Auswärtspunkt – zusammen mit den zwölf Niederlagen der Vorsaison kam der FCN so auf eine Negativserie von 29 Auswärtsniederlagen hintereinander. Nur fünf Pluspunkte konnte die Mannschaft unter Höher holen – mit lediglich 14 Punkten und 85 Gegentoren wurde der Club nach Tasmania 1900 Berlin und dem Wuppertaler SV der drittschlechteste Absteiger der Bundesligageschichte.

### Heinz Höher und die „Club-Fohlen“
Nach dem Abstieg verließen zwar zwölf Spieler den Club, Trainer Heinz Höher durfte jedoch bleiben. Vor der Saison 1984/85 waren die Perspektiven der Mannschaft völlig unklar. Einigen erfahrenen Spielern wie Torwart Kargus und Neuzugang Udo Horsmann standen vor allem junge Spieler zur Seite. Von den eigenen Amateuren, die in der Vorsaison den Aufstieg in die bayerische Amateuroberliga geschafft hatten, waren Roland Grahammer, Dieter Eckstein und Rainer Geyer gekommen. Von Bayern München kam der talentierte Hans Dorfner hinzu. Die Saison begann durchwachsen. Im Herbst 1984 stand der Club im Mittelfeld, bevor es Ende Oktober zur „Oktober-Revolution“ kam. An einem von Trainer Heinz Höher nach dem 1:1-Unentschieden bei Rot-Weiß Oberhausen am 27. Oktober angeordnetes Straftraining um sechs Uhr morgens nahmen nur fünf Spieler teil. Der Rest boykottierte die Maßnahme und forderte in einem offenen Brief die Ablösung des Trainers. Präsident Gerd Schmelzer unterstützte Trainer Höher und entließ stattdessen die Rädelsführer Horsmann, Lottermann, Kargus, Krella, Weyerich und Walz fristlos. Lediglich Thomas Brunner durfte bleiben, da sein Transferwert als Sicherheit an eine Bank überschrieben war. Zum nächsten Spiel bei Alemannia Aachen trat der Club mit der jüngsten Club-Mannschaft aller Zeiten an: das Durchschnittsalter lag unter 21 Jahren. Stefan Reuter aus der eigenen Jugend gehörte dazu, der kurz vorher noch mit 17 Jahren in der ersten Mannschaft debütiert hatte. Zwar ging das Spiel in Aachen verloren, doch mit jugendlichem Elan stürmte die Club-Elf danach in Richtung Tabellenspitze. Am letzten Spieltag gelang im entscheidenden Spiel gegen den KSV Hessen Kassel ein 2:0. Kassel fiel damit auf Platz vier zurück, der 1. FC Nürnberg hatte den sofortigen Wiederaufstieg geschafft.

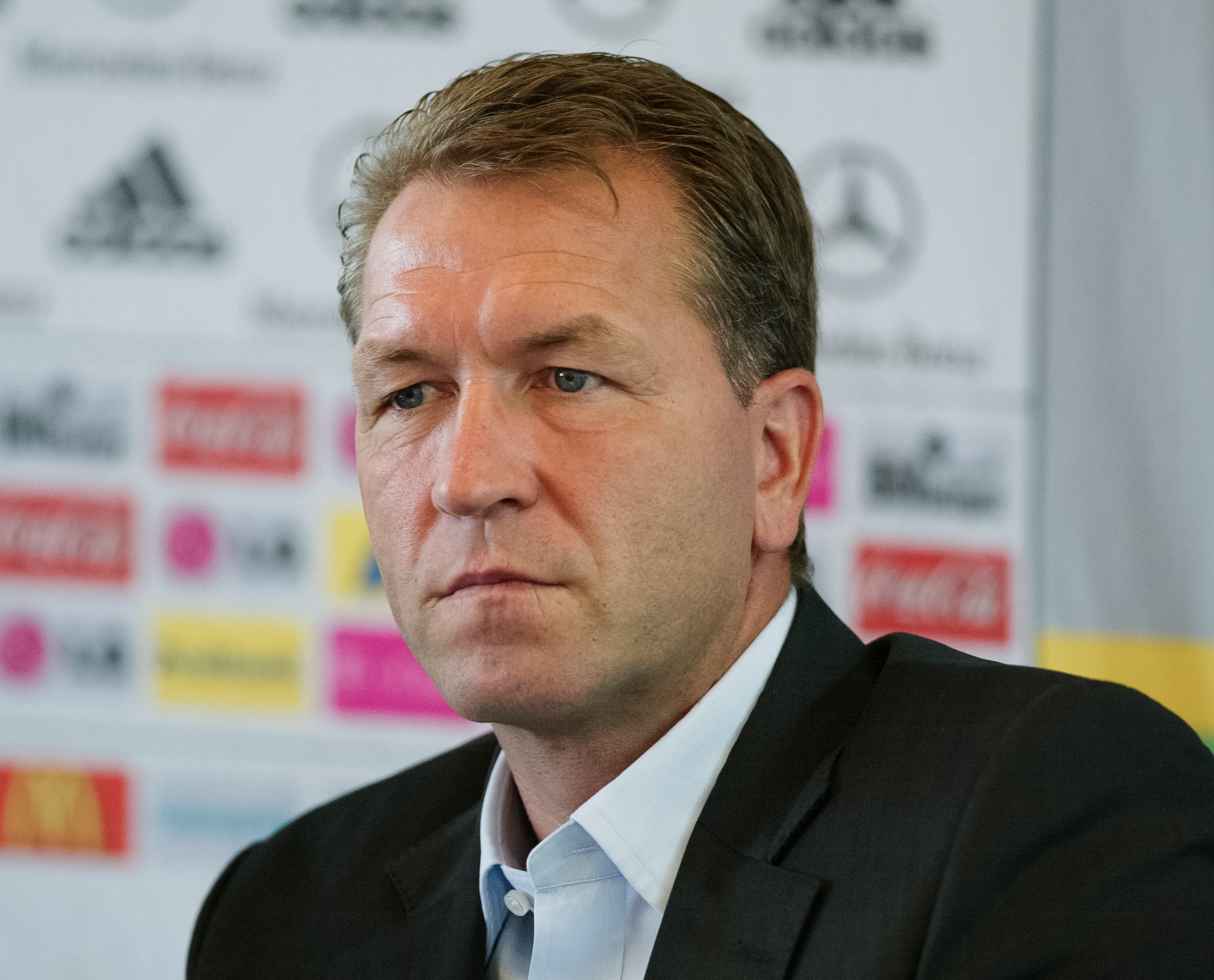
Andreas Köpke (Foto von 2006) war der bislang letzte deutsche Nationalspieler des 1. FCN.

Nach dem Wiederaufstieg hatte der 1. FC Nürnberg unter Trainer Heinz Höher mit den jungen „Club-Fohlen“ um Senior Dieter Lieberwirth die erfolgreichste Phase in der Bundesliga seit der letzten Meisterschaft. Schritt für Schritt etablierte sich die Mannschaft und erreichte nach drei Jahren schließlich in der Saison 1987/88 den fünften Platz und damit die Qualifikation für den UEFA-Pokal. Es war eine der wenigen Phasen in der jüngeren Club-Geschichte, in der Trainer, Präsident und Mannschaft in einem ruhigen Umfeld arbeiten konnten. Die Mannschaft spielte weitgehend kontinuierlich zusammen. Mit den wenigen Neuzugängen hatte die Teamleitung zudem Glück. In der ersten Saison nach dem Aufstieg trugen Neuzugang Joachim Philipkowski sowie die Nachverpflichtungen Anders Giske in der Abwehr und Jørn Andersen im Angriff wesentlich zum Klassenerhalt bei. Zur Saison 1986/87 kehrte Dorfner zurück zum FC Bayern München, konnte jedoch durch Manfred Schwabl gut ersetzt werden. Zudem machte Andreas Köpke im Tor schnell den Sportinvaliden Herbert Heider vergessen. Allerdings war es auch die Saison, in der der FC Bayern München durch den Gewinn der zehnten Meisterschaft zum alleinigen Rekordmeister wurde, nachdem er erst ein Jahr zuvor mit Nürnberg gleichgezogen war. Vor der Saison 1987/88 kamen schließlich von der SpVgg Bayreuth Jörg Dittwar, der Lieberwirth ersetzen konnte, und Jugendnationalspieler Martin Schneider hinzu und sie etablierten sich schnell im Team.
Am 24. August 1988 wurde die Abteilung für Frauen- und Mädchenfußball gegründet.

### Der „Club 2000“
Mit der Qualifikation für den UEFA-Cup war die Ära der „Club-Fohlen“ unter Heinz Höher vorbei. Reuter und Grahammer wechselten für 5,8 Millionen D-Mark zusammen zum FC Bayern München. Trainer Höher zog sich auf den neugeschaffenen Managerposten zurück. Das Training übernahm zur Saison 1988/89 Hermann Gerland. Zudem gab man im Angriff Andersen ab, um Zweitliga-Torschützenkönig Souleyman Sané vom SC Freiburg verpflichten zu können. Bewusst verzichtete der Verein auf die Verpflichtung von Bundesligaspielern, holte neben Sané jedoch mit Ulf Metschies und Stephan Kuhn zwei weitere Leistungsträger aus der 2. Bundesliga.
Parallel zum sportlichen Erfolg begann das Vereinspräsidium um Präsident Schmelzer und Schatzmeister Böbel sein Konzept des „Club 2000“ umzusetzen. Das sah nicht nur die Etablierung der Mannschaft in der Spitzenklasse vor, sondern auch einen Stadionneubau, die Sanierung des Vereinsgeländes und die Zukunftssicherung des Vereins durch die Verpachtung eines Grundstückes auf dem Vereinsgelände an eine Hotelkette. Zwar wurden diese Pläne umgesetzt, doch führten diese weder sportlich noch finanziell zum Erfolg. Am Ende der Ära Schmelzer 1991 war der Schuldenstand auf 15,3 Millionen D-Mark angewachsen und die Mannschaft weit vom internationalen Erfolg entfernt.
Da der Umbau des Städtischen Stadions während des laufenden Betriebs in sechs Schritten bis 1990 geschah, musste der Club die erste Europacup-Teilnahme seit 1968 auf einer Baustelle mit verringerter Zuschauerkapazität austragen. Nach einem mäßigen Start in der Bundesliga gelang der Mannschaft zwar mit dem 2:1-Hinspielsieg bei der AS Roma ein sensationelles Spiel. Es folgte eine Niederlagenserie in der Bundesliga und im Rückspiel das Aus gegen die Römer mit 1:3 nach Verlängerung. Einige Tage später verließ Dieter Eckstein den Verein und wechselte zur Eintracht Frankfurt. Erst in der Winterpause wurde mit dem bereits 25-jährigen Medizinstudenten Reiner Wirsching vom 1. FC Schweinfurt 05 ein Nachfolger verpflichtet. Mit seinen Treffern trug er immerhin zum Klassenerhalt bei.
Nach dem Verlust von Giske und Schwabl ging der Club in die Saison 1989/90 ohne große Ambitionen. Zwar ermöglichte die Club-Elf am 25. November 1989 mit dem 4:0-Heimsieg (Tore durch Brunner, Türr, Dusend und Kristl) gegen den FC Bayern München den Anhängern einen besonderen emotionalen Höhepunkt, doch im restlichen Saisonverlauf lag die Mannschaft immer nur knapp vor den Abstiegsplätzen. Im April wurde Trainer Gerland entlassen. Unter Dieter Lieberwirth als Interimstrainer wurde die Spielzeit mit einem 8. Platz bei 33:35 Punkten erfolgreich abgeschlossen. Danach wollte Präsident Gerd Schmelzer mit der Verpflichtung Arie Haans seine Pläne des „Club 2000“ noch erfolgreich umsetzen. Allerdings fehlten dafür die Spieler. Kuhn, Sané und Martin Schneider waren gegangen. Namhafte Neuzugänge gab es außer Uwe Weidemann keine. So gab es erneut eine Saison im Abstiegskampf mit dem Höhepunkt der beiden Eigentore Vlado Kasalos im März 1991, der danach untertauchte und vermutlich in illegale Sportwetten verstrickt war. Bereits im Januar 1991 war Gerd Schmelzer zurückgetreten. Präsident Oberhof und Schatzmeister Böbel stellten Arie Haan Willi Entenmann als zweiten Trainer an die Seite und sorgten für die Rückverpflichtung von Hans Dorfner, Dieter Eckstein und Sergio Zárate. Mit diesen gelang der Klassenerhalt und in der folgenden
Saison 1991/92, unter der alleinigen Verantwortung Entenmanns, beinahe der Einzug in den UEFA-Cup, der erst am vorletzten Spieltag verpasst wurde.

### Rekordschulden, Schwarze Kassen und der Abstieg
Finanziell wäre die Qualifikation von großer Bedeutung gewesen. Denn zur Finanzierung der Verpflichtung der drei Rückkehrer hatte der Club seine Werbeflächen bereits für vier Jahre vermietet. So mussten Zárate, Golke und Martin Wagner für insgesamt 7,75 Millionen D-Mark verkauft werden. Der Fall Zárate machte dabei die problematische finanzielle Situation deutlich, in die sich der Club gebracht hatte: Von den 4,1 Millionen Ablöse, die Ancona Calcio zahlte, gingen 1,2 Millionen an einen Sponsor, der selbst erst die Verpflichtung Zárates möglich gemacht hatte. Der Club selbst erhielt nur 1,3 Millionen, denn der Rest ging an Zárate als Handgeld. Vor dem Start der Saison 1992/93 standen gerade einmal 15 Spieler und zwei Vertragsamateure zur Verfügung. Umso mehr erstaunte es, dass der Club am 20. Spieltag auf Platz 7 nur einen Punkt hinter einem UEFA-Cup-Platz rangierte. Doch dann verließ der peruanische Nationalspieler Percy Olivares, den man kurzfristig verpflichten hatte können, Nürnberg, da es seiner Frau zu kalt war. Mit Olivares ging auch der Erfolg. Erst am letzten Spieltag gelang der Klassenerhalt.
Für Schlagzeilen sorgte der 1. FC Nürnberg in dieser Zeit dagegen wegen des Rekordschuldenstandes von 23 Millionen D-Mark. Hinzu kamen „Schwarze Kassen“ und gefälschte Bilanzen, die den Staatsanwalt auf den Plan und Schatzmeister Böbel schließlich sogar ins Gefängnis brachten. Für sportlichen Aufruhr sorgte zudem der Verdacht der Schiedsrichterbeeinflussung – Sportgeräte wie Heimtrainer, auswärts auch Sportutensilien oder Kosmetika bekam das gesamte Schiedsrichtergespann geliefert, Siege sollten auf diesem Wege „gesichert“ werden, doch eine zu gute Buchhaltung ließ die Sache auffliegen. Und der neue Präsident Gerhard Voack trug während der Saison 1993/94 nicht dazu bei, den Verein zur Ruhe zu bringen. Zwar galt der Kader dank der Rückkehr Zárates, Golkes und Schwabls sowie der Verpflichtung von Alain Sutter und Luboš Kubík durchaus als konkurrenzfähig, doch statt des erwarteten einstelligen Tabellenplatzes stieg der Club am Ende ab. Präsident Voack hatte während der Saison zunächst Publikumsliebling Eckstein an den FC Schalke 04 verkauft. Dann entließ er Trainer Entenmann nach einem 2:0-Sieg über Bayern München. Weder Interimstrainer Dieter Renner noch ab der Winterpause Rainer Zobel konnten den Abstieg verhindern. Mit dem Phantomtor im vorletzten Spiel beim FC Bayern München, das zur Wiederholung des Spiels führte, endete die längste ununterbrochene Bundesligazugehörigkeit des 1. FC Nürnberg.

## Die Ära Roth II
| Saisonbilanzen 1994–2007                                                       | Saisonbilanzen 1994–2007 | Saisonbilanzen 1994–2007 | Saisonbilanzen 1994–2007 | Saisonbilanzen 1994–2007 | Saisonbilanzen 1994–2007 |
| Saison                                                                         | Platz                    | Tore                     | Punkte                   | Zuschauer                | Kader                    |
| ------------------------------------------------------------------------------ | ------------------------ | ------------------------ | ------------------------ | ------------------------ | ------------------------ |
| 1994/95                                                                        | 15.                      | 38:47                    | 30:38                    | 14.954                   | Kader                    |
| 1995/96                                                                        | 17.                      | 33:40                    | 33                       | 15.158                   | Kader                    |
| 1996/97                                                                        | 01.                      | 75:26                    | 80                       | 15.328                   | –                        |
| 1997/98                                                                        | 03.                      | 52:35                    | 59                       | 22.010                   | Kader                    |
| 1998/99                                                                        | 16.                      | 40:50                    | 37                       | 34.994                   | Kader                    |
| 1999/00                                                                        | 04.                      | 54:46                    | 55                       | 17.279                   | Kader                    |
| 2000/01                                                                        | 01.                      | 58:35                    | 65                       | 20.356                   | Kader                    |
| 2001/02                                                                        | 15.                      | 34:57                    | 34                       | 29.736                   | Kader                    |
| 2002/03                                                                        | 17.                      | 33:60                    | 30                       | 27.533                   | Kader                    |
| 2003/04                                                                        | 01.                      | 68:45                    | 61                       | 14.702                   | Kader                    |
| 2004/05                                                                        | 14.                      | 55:63                    | 38                       | 29.549                   | Kader                    |
| 2005/06                                                                        | 08.                      | 49:51                    | 44                       | 30.756                   | Kader                    |
| 2006/07                                                                        | 06.                      | 43:32                    | 48                       | 41.015                   | Kader                    |
| 2007/08                                                                        | 16.                      | 35:51                    | 31                       | 43.300                   | Kader                    |
| 2008/09                                                                        | 03.                      | 51:29                    | 60                       | 33.544                   | Kader                    |
| orange: 2. Bundesliga gelb: drittklassige Regionalliga Süd blau: DFB-Pokalsieg |                          |                          |                          |                          |                          |

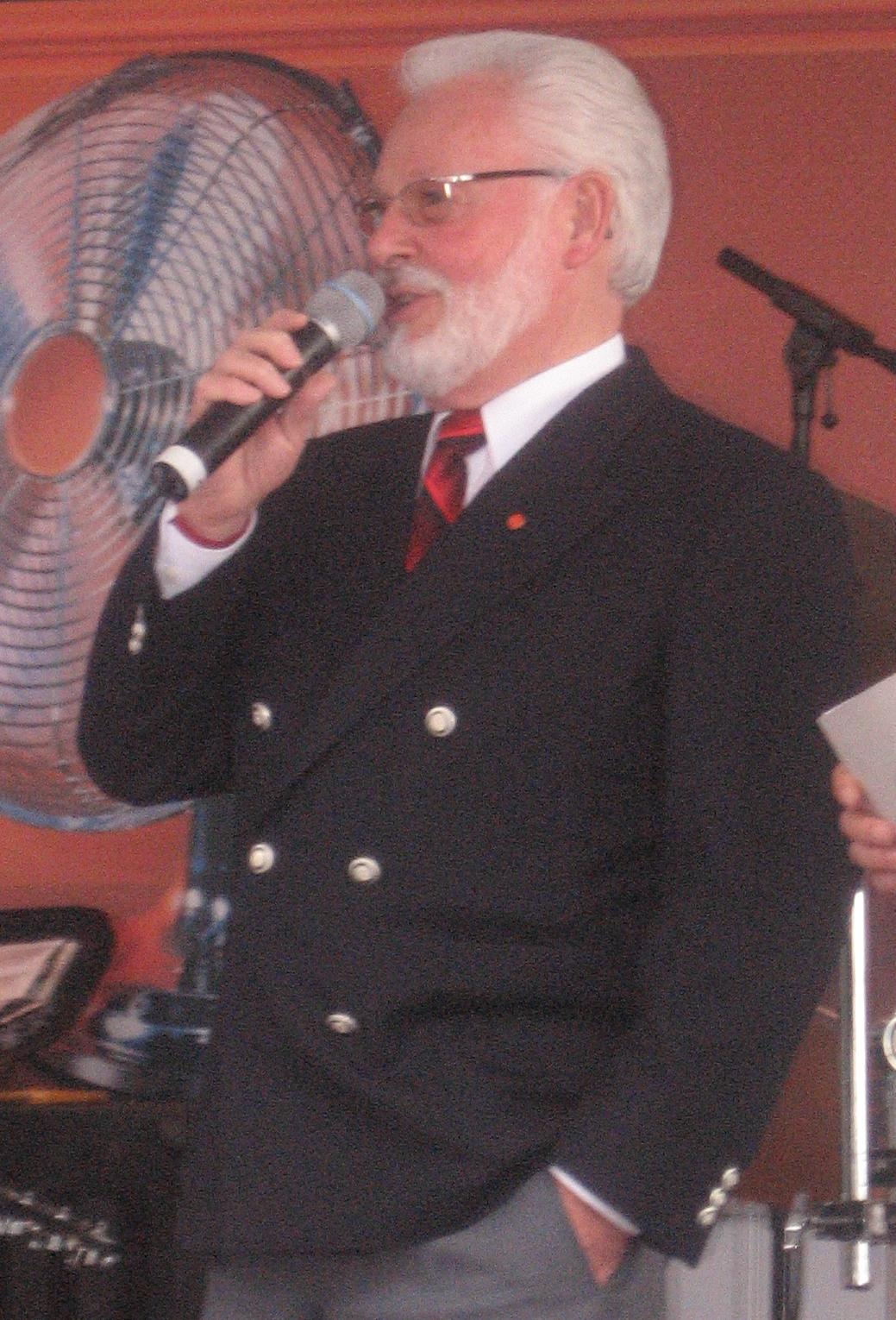
Michael A. Roth war von 1979 bis 1983 sowie von 1994 bis 2009 Präsident des 1. FC Nürnberg.

Nach dem Rücktritt Voacks und einem kurzen Intermezzo von Ludwig Haas als Vereinspräsident kehrte im Oktober 1994 Michael A. Roth in das Präsidentenamt (offiziell im März 1995) zurück. Er setzte zunächst seinen Plan durch, aus dem 1. FC Nürnberg einen Dachverband zu machen, dem die bisherigen Abteilungen als eigenständige Vereine angehören. Damit trennte er die finanziellen Risiken des Profifußballs von den anderen Abteilungen. Zugleich gelang es ihm, dank langfristiger Werbeverträge für seinen Teppichkonzern ARO Heimtextilien sowie persönlicher Bürgschaften bis Oktober 1995 die Schulden auf 11,6 Millionen D-Mark zu drücken und den Verein vor einem Lizenzentzug zu bewahren. Der zwischenzeitliche Tiefpunkt des Abstiegs in die drittklassige Regionalliga Süd wurde jedoch zum Wendepunkt. Finanziell besser aufgestellt gelang der sofortige Wiederaufstieg und der Durchmarsch durch die 2. Bundesliga in die Bundesliga. Seitdem pendelt der Verein als typische Fahrstuhlmannschaft zwischen Bundesliga und 2. Bundesliga. Erst in der Saison 2005/06 gelang es dank des erneuten Klassenerhalts, dass der 1. FC Nürnberg erstmals seit den frühen 1990er Jahren drei Spielzeiten hintereinander in derselben Spielklasse spielte. 2006/07 gelang sogar der sechste Tabellenplatz und mit dem Gewinn des DFB-Pokals der erste Titel seit Jahrzehnten. Unmittelbar darauf stieg der 1. FC Nürnberg zwar wieder ab, schaffte dann allerdings auch den direkten Wiederaufstieg.

### Zwei weitere Abstiege
Erstmals seit 1985 war der 1. FC Nürnberg nach dem Abstieg 1994 wieder in der 2. Bundesliga. Die katastrophale finanzielle Situation erlaubte es nicht, eine konkurrenzfähige Mannschaft aufzustellen. Am Ende der Saison 1994/95 verpasste das Team den sportlichen Klassenerhalt, blieb jedoch dank des Lizenzentzugs des 1. FC Saarbrücken sowie von Dynamo Dresden in der 2. Bundesliga. In die Saison 1995/96 startete der Club mit sechs Punkten Abzug als Auflage für den Verstoß gegen Lizenzauflagen des DFB. Weder Hermann Gerland, der zum Club zurückgekehrt war, noch sein Nachfolger, Rückkehrer Willi Entenmann, konnten als Trainer den Abstieg in die Drittklassigkeit verhindern.

### Ein Jahr Regionalliga
Die Saison 1996/97 in der Regionalliga Süd wurde für den 1. FC Nürnberg äußerst erfolgreich. Mit einem Regionalliga-Rekordetat von zehn Millionen D-Mark war der Club haushoher Aufstiegsfavorit. Spieler wie Frank Baumann, Marc Oechler, Markus Kurth, Armin Störzenhofecker und Michael Wiesinger gingen mit in die Regionalliga und führten den Club zu einer souveränen Regionalligameisterschaft. Absolute Höhepunkte waren dabei die Spiele gegen Fürth, das nach der Fusion mit dem TSV Vestenbergsgreuth als SpVgg Greuther Fürth firmierte. Gleich in vier Pflichtspielen trafen die Lokalrivalen aufeinander. Neben den beiden Regionalligaspielen bestritten der Club und die SpVgg auch das Finale um den Bezirkspokal und trafen am 31. August 1996 in der Hauptrunde des DFB-Pokals aufeinander. Die 44.181 Zuschauer bilden bis heute (2007) den Zuschauerrekord für ein Pokalspiel zwischen Drittligisten. Am Ende der Saison stieg Fürth zusammen mit dem Club auf.

### Durchmarsch in die Bundesliga und erneuter Abstieg

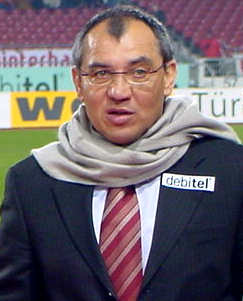
Felix Magath (Foto von 2006) schaffte 1997/98 den Aufstieg in die Bundesliga.

Nach einem schwachen Start in die Zweitliga-Saison 1997/98 wurde Willi Entenmann nach dem fünften Spieltag durch Felix Magath als Trainer abgelöst. Unter Magath und dank der Tore des in der Winterpause verpflichteten Mazedoniers Saša Ćirić gelang der durchaus erhoffte Durchmarsch zurück in die Bundesliga.
Für die Saison 1998/99 prognostizierten die Experten des kicker, dass der Kampf um den Klassenerhalt „hoffnungslos ist, sollten Trainer und Führung nicht vereint am Strang ziehen.“ Wenige Tage später trat Magath noch vor dem ersten Spieltag als Trainer zurück, weil Präsident Roth keine teuren Verstärkungen bewilligen wollte. Willi Reimann übernahm das Traineramt, das er Ende November 1998 jedoch bereits wieder wegen einer schweren Erkrankung seiner Frau abgab. In der Rückrunde schien unter Trainer Friedel Rausch und mit Rückkehrer Köpke im Tor der Klassenerhalt zu gelingen. Nach dem 1:1 am vorletzten Spieltag bei Hansa Rostock hatte der 1. FC Nürnberg als Tabellenzwölfter drei Punkte Vorsprung vor Eintracht Frankfurt als 16. und dazu das um fünf Tore bessere Torverhältnis. Die Vereinsführung hatte vor dem letzten Heimspiel gegen den SC Freiburg bereits zur Klassenerhaltsfeier eingeladen und auch an die Dauerkarten-Besitzer der ablaufenden Saison bereits Schreiben versandt, in denen vom „gesicherten Klassenerhalt“ die Rede war. Doch der 1. FC Nürnberg verlor 1:2 und Frankfurt gewann gleichzeitig 5:1 gegen Kaiserslautern, den Meister der Vorsaison. Da auch andere hinter dem Club liegenden Teams punkteten, entschieden am Ende bei je 37 Punkten und einer Tordifferenz von „minus zehn“ die 40 Nürnberger Tore gegen die 44 Frankfurter Saisontreffer zu Ungunsten des 1. FC Nürnberg. So war der Club wieder einmal unglücklich an einem denkwürdigen Bundesligaereignis beteiligt. Erstklassig blieb der 1. FC Nürnberg im Fußball dennoch durch den Aufstieg der Fußballfrauen in die Frauen-Bundesliga. Im Jahr darauf stiegen diese allerdings ebenfalls ab.

### Mit Augenthaler zurück in die Bundesliga

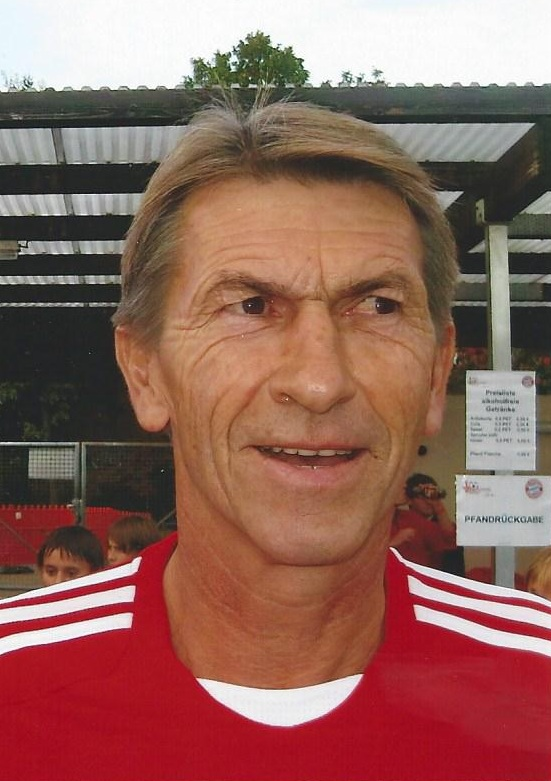
Klaus Augenthaler (Foto von 2009) stieg 2000/01 auf, 2002/03 jedoch wieder ab.

Als der Club unter Trainer Rausch nach Beginn der Rückrunde der Saison 1999/2000 den Anschluss an die Aufstiegsplätze zu verpassen drohte, wurde Klaus Augenthaler als neuer Trainer verpflichtet. Am Ende wurde der Club nur Vierter und musste ein zweites Jahr in der 2. Bundesliga bleiben. Zusammen mit dem neuen Manager Edgar Geenen holte Augenthaler mit David Jarolim, Nils-Eric Johansson und Frank Wiblishauser drei junge Talente vom FC Bayern. Dies erinnerte nicht zufällig an die Zeit in den 1980er Jahren, als der Club u. a. mit Dorfner und Schwabl erfolgreich aus dem Nachwuchs des FC Bayern Spieler verpflichtete. Johannson und Wiblishauser entwickelten sich neben Spieler wie Jacek Krzynówek und Marek Nikl zu Stützen des Teams und so durfte Andreas Köpke am Ende der Saison 2000/01 und damit am Ende seiner Karriere nach vielen Abstiegen endlich einen Aufstieg feiern.
In der folgenden Bundesliga-Saison 2001/02 gelang der Klassenerhalt. Zwar war der überraschende Verkauf von Johannson für 8 Millionen D-Mark an die Blackburn Rovers im Oktober eine Schwächung. Dank der Nachverpflichtung des norwegischen Nationalspielers Tommy Svindal Larsen stabilisierte sich die Mannschaft und im Angriff sorgte Cacau, der von den eigenen Amateuren in die 1. Mannschaft geholt wurde, mit seinen Treffern für Aufwind. So konnte am vorletzten Spieltag die Klasse gesichert werden.
Mit Milan Belić, Dušan Petković, Rade Todorović und Milorad Popović sowie Rückkehrer Saša Ćirić holten Manager Geenen und Trainer Augenthaler für die Bundesliga-Saison 2002/03 fünf Spieler aus dem ehemaligen Jugoslawien. Lediglich Ćirić konnte überzeugen, alle andere Neuzugänge erwiesen sich als Fehlgriffe. Zwar hatte der Club nach der Vorrunde noch fünf Punkte Vorsprung vor einem Abstiegsplatz. Doch eine katastrophale Rückrunde mit nur neun Punkten (2 Siege, 3 Unentschieden, 12 Niederlagen) führte erneut zum Abstieg. Auch die Entlassung Klaus Augenthalers am 30. April nach über dreijähriger Amtszeit konnte nicht mehr verhindern, dass der 1. FC Nürnberg zum Rekordabsteiger aus der Bundesliga wurde. Präsident Roth erklärte: „Die Verantwortung tragen alleine Klaus Augenthaler und Edgar Geenen.“ Tatsächlich hatte sich Roth entgegen früheren Gewohnheiten kaum in das sportliche Geschäft eingemischt und auch lange Zeit am Trainer festgehalten.

### Wiederaufstieg und Etablierung in der Bundesliga

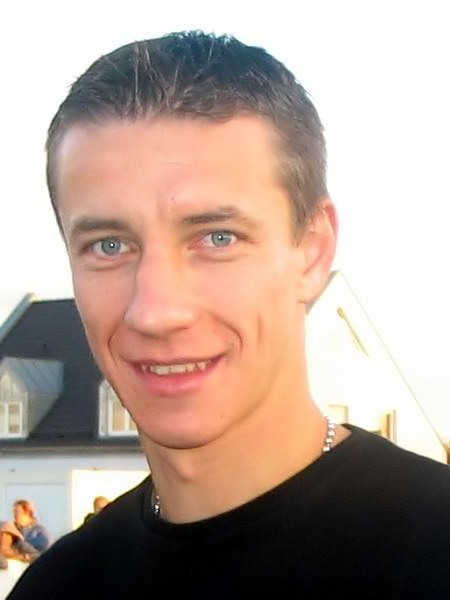
Marek Mintál wurde einmal in der Bundesliga und zweimal in der 2. Bundesliga Torschützenkönig.

Augenthalers Nachfolger wurde Wolfgang Wolf, der mit seiner zweieinhalbjährigen Amtszeit für Club-Verhältnisse ebenfalls lange im Amt blieb. In der Saison 2003/04 gelang der sofortige Wiederaufstieg. Spieler wie Larsen, Krzynowek und Ćirić konnten gehalten werden. Zwar ging Jarolim während der Saison zum Hamburger SV, doch insbesondere die Slowaken Marek Mintál und Róbert Vittek entpuppten sich als Schnäppchen. Dagegen ging der Plan, mit Oktay Derelioğlu der türkischen Bevölkerung Nürnbergs eine Identifikationsmöglichkeit mit dem Club anzubieten, nicht auf.
Trainer Wolf und der neue Sportdirektor Martin Bader verpflichteten für die Saison nach dem Wiederaufstieg mit Tomasz Hajto und Markus Schroth gestandene Bundesligaprofis. Während Hajto in der Abwehr nicht überzeugte und der Club für seine Anfälligkeit bei gegnerischen Standardsituationen bekannt wurde, verdankte der Club den Klassenerhalt vor allem Marek Mintál, der als Mittelfeldspieler mit 24 Toren Torschützenkönig wurde. Zur Saison 2005/06 wollten Wolf und Bader insbesondere mit der Verpflichtung der tunesischen Nationalspieler Jawhar Mnari und Adel Chedli sowie des Tschechen Jan Polák die Defensive stärken. Mnari und Chedli waren durch die Teilnahme am Konföderationen-Pokal 2005 erschöpft und verpassten große Teile der Vorbereitung. Marek Mintál brach sich nach dem dritten Spieltag den Mittelfuß und fiel die gesamte Vorrunde aus. Da die Defensive anfällig blieb, die Offensive jedoch ohne den besten Mann auskommen musste, befand sich der Club nach zwölf Spieltagen mit nur sechs Punkten am Tabellenende.

### Höhenflug nach langem Leiden

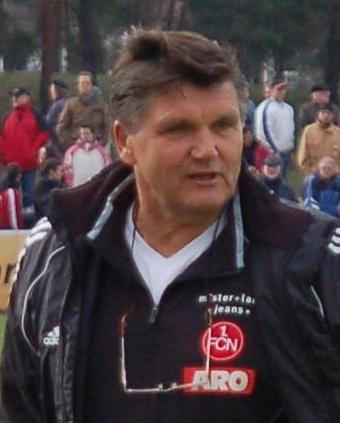
Hans Meyer war Trainer vom 9. November 2005 bis zum 11. Februar 2008 und konnte dabei den DFB-Pokal gewinnen.

Wolfgang Wolf und der Club trennten sich, Hans Meyer wurde neuer Trainer. Ihm gelang es, die Mannschaft zu stabilisieren und noch in der Vorrunde auf einen Nichtabstiegsplatz zu führen. Zwar begann die Rückrunde mit einem Schock, da sich Rückkehrer Mintál bereits in der dritten Minute im ersten Spiel nach der Winterpause gegen den Hamburger SV erneut den Fuß brach, der Aufwärtstrend blieb jedoch ungebrochen und dank des aufblühenden Sturms um Róbert Vittek, der in der Rückrunde 16 Tore erzielte, Iwan Sajenko und Stefan Kießling wurde Nürnberg zum viertbesten Rückrundenteam. Mit dem achten Tabellenplatz bei 44 Punkten war dies die erfolgreichste Spielzeit seit 1991/92. Nach der Spielzeit blieb der Großteil der Stammspieler beim Verein. Lediglich Publikumsliebling Stefan Kießling verließ den Club für eine Ablösesumme von 5 Millionen Euro.

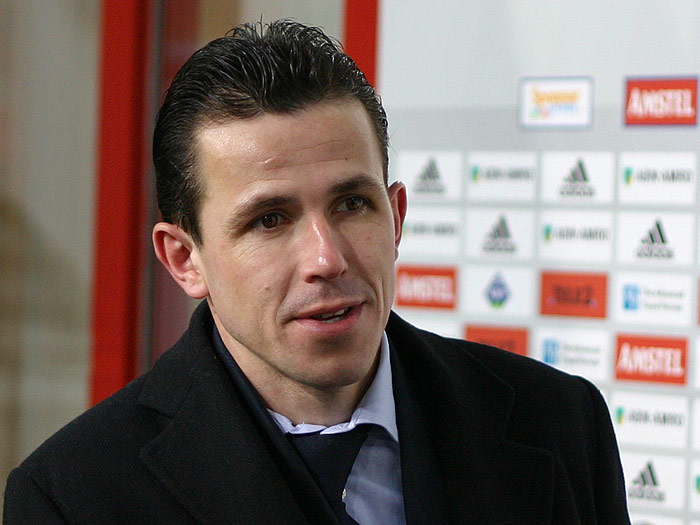
Tomáš Galásek, Mannschaftskapitän der Saison 2007/08

Nach den Schuldenjahren hatte der Verein nach dieser Saison endlich wieder eine solide finanzielle Basis erreicht und konnte mit dem Kapitän der tschechischen Nationalmannschaft, Tomáš Galásek von Ajax Amsterdam, einen spektakulären Neuzugang vermelden, der ablösefrei kam. So konnte die Mannschaft zu Beginn der Saison 2006/07, behutsam verstärkt durch Galásek und Rückkehrer Mintál (der nach wenigen Spieltagen erneut für lange Zeit ausfiel), nahtlos an die Vorsaison anknüpfen und den erfolgreichsten Start der Vereinsgeschichte in der Bundesliga mit zwei Auftaktsiegen feiern, wobei die Tabellenführung (zum ersten Mal seit 1968) bis zum dritten Spieltag gehalten wurde. Die Hinrunde der Saison schloss der Club nach einem 3:1-Heimsieg gegen Hannover 96 auf dem siebten Tabellenplatz ab. In der Rückrunde gelang mit 13 Punkten aus fünf Spielen ebenfalls ein guter Start, der die Mannschaft auf den fünften Tabellenplatz führte und von einer UEFA-Cup-Teilnahme träumen ließ. Bei den Fans waren auch die Spiele gegen den FC Bayern München von herausragender Bedeutung. Nach einem 0:0 auswärts siegte Nürnberg mit 3:0 in der Rückrunde. Dies führte zu zahlreichen Fanartikeln unter dem Motto „3:0 – Ich war dabei“. Am Saisonende stand der 1. FC Nürnberg auf dem sechsten Platz – die beste Platzierung seit dem fünften Platz 1988. Besonders Torhüter Raphael Schäfer und die Abwehrreihe um Javier Pinola, Andreas Wolf, Dominik Reinhardt, Honorato Gláuber und Michael Beauchamp spielte in dieser Saison sehr stark, so dass Nürnberg gemeinsam mit Schalke die wenigsten Gegentore der Liga hatte (32). Und eine Woche nach dem letzten Spieltag stand noch das Finale im DFB-Pokal an.
| Der DFB-Pokal in Nürnberg | Die Pokalsieger von 2007: Raphael Schäfer – Dominik Reinhardt, Andreas Wolf, Marek Nikl (Matthew Spiranovic), Javier Pinola (Ivica Banović) – Tomáš Galásek, Marco Engelhardt, Jan Kristiansen, Marek Mintál (Jan Polák), Iwan Sajenko – Markus Schroth |  |

Die Teilnahme für den UEFA-Cup stand zu diesem Zeitpunkt bereits fest, da der Club als Pokalfinalist gegen den deutschen Meister VfB Stuttgart auf jeden Fall qualifiziert war. Mit einem 3:2 n. V. über den VfB Stuttgart gewann der 1. FC Nürnberg am 26. Mai 2007 mit dem DFB-Pokal erstmals seit 1968 wieder einen nationalen Titel. Dabei hätte sich der Club im DFB-Pokal in der 1. Runde 2006/07 fast blamiert, denn man gewann nur knapp mit 0:1 beim Oberligisten BV Cloppenburg, in der zweiten Runde nur 1:2 nach Verlängerung beim SC Paderborn 07 und im Achtelfinale 2:1 im Elfmeterschießen gegen die Spielvereinigung Unterhaching. Am 27. Februar 2007 wurde nach einem 4:2 im Elfmeterschießen gegen Hannover 96 erstmals seit 25 Jahren wieder das Halbfinale des DFB-Pokals erreicht. Dort besiegte der Club vor heimischem Publikum Eintracht Frankfurt mit 4:0.

### Abstieg in Deutschland, Erfolge in Europa

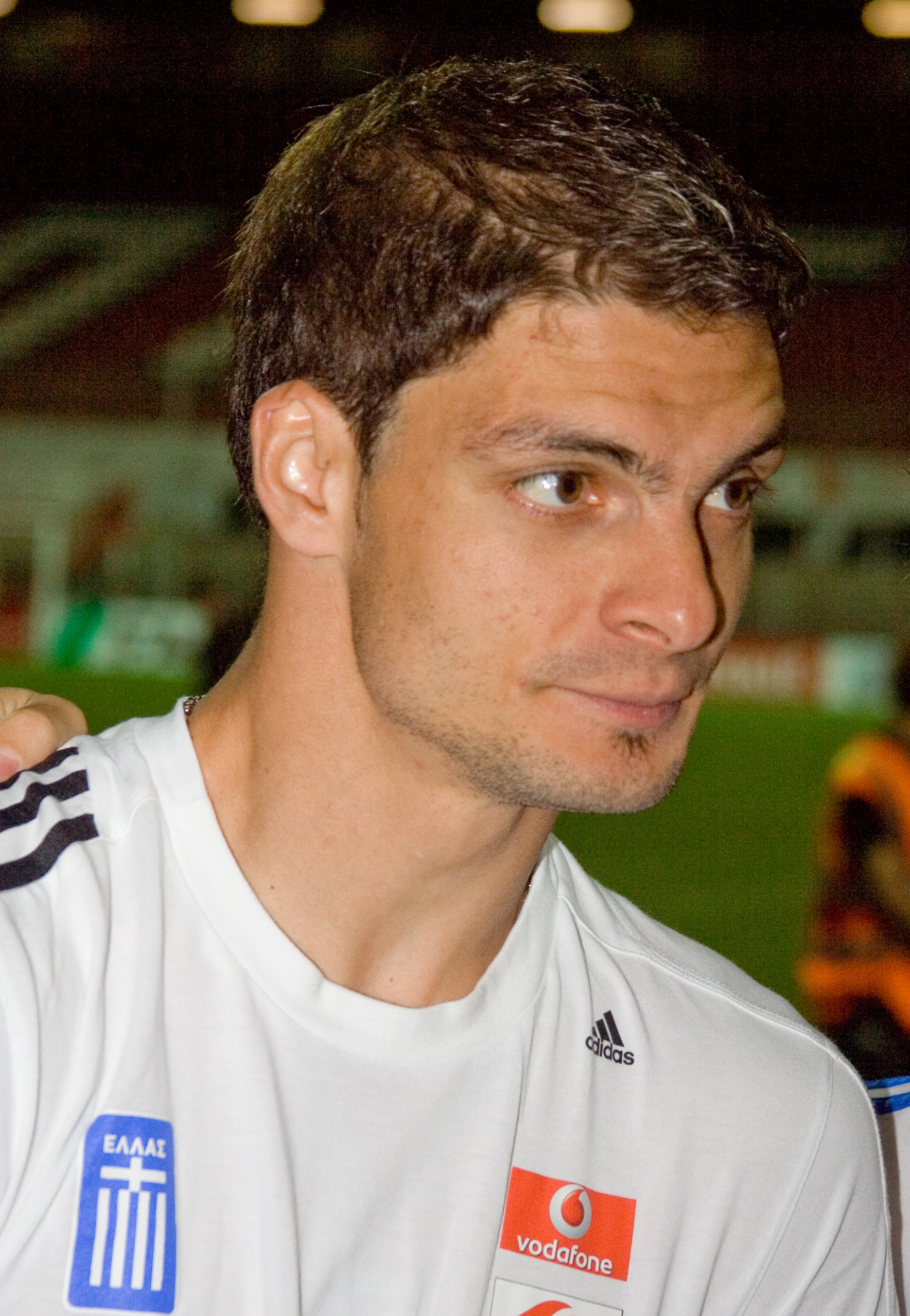
Angelos Charisteas: Der teuerste Einkauf der Vereinsgeschichte

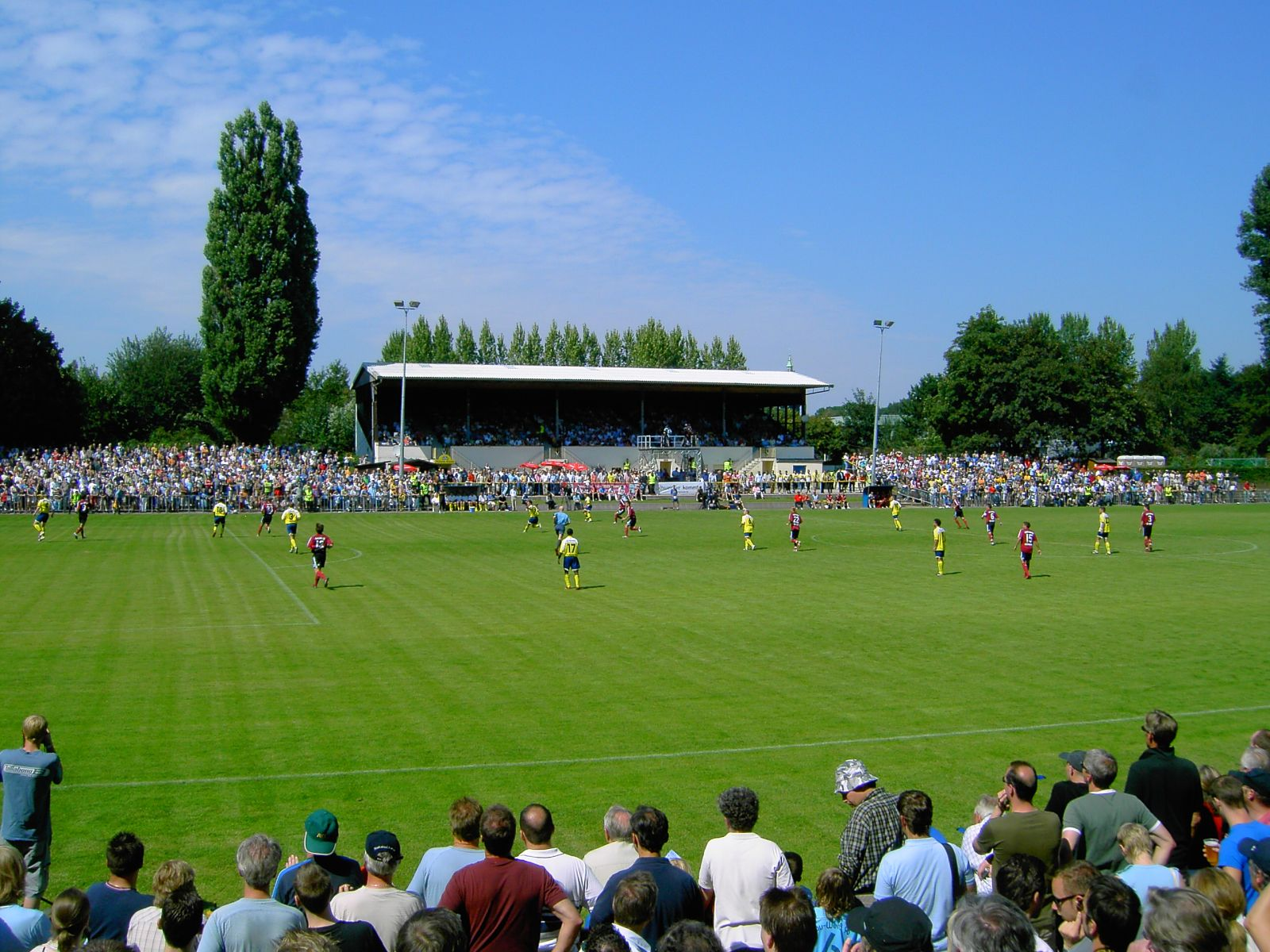
Szene aus dem Pokalspiel gegen den SC Victoria Hamburg im Stadion Hoheluft, 5. August 2007

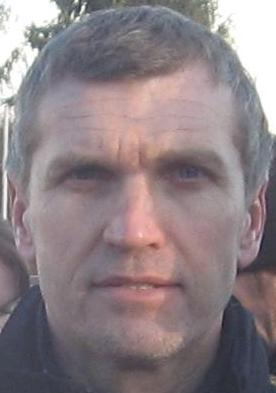
Thomas von Heesen konnte den Abstieg nicht verhindern.

Als DFB-Pokalsieger war der Club direkt für das Halbfinale des DFL-Ligapokals qualifiziert. Das einzige Spiel der Vereinsgeschichte in diesem Wettbewerb verlor Nürnberg am 24. Juli vor 25.500 Zuschauern im eigenen Stadion mit 2:4 gegen Schalke 04. In die Saison 2007/08 ging der 1. FC Nürnberg mit einem Kader, der als „sinnvoll verstärkt und ergänzt“ galt. Aus der Vorsaison waren nur Stammtorhüter Raphael Schäfer, Mittelfeldspieler Jan Polák und Angreifer Markus Schroth als bedeutende Abgänge zu verzeichnen. Mit dem tschechischen Nationaltorhüter Jaromír Blažek, dem griechischen Europameister Angelos Charisteas sowie Zvjezdan Misimović und Peer Kluge holte der Club vier Verstärkungen. Charisteas war dabei mit rund 2,5 Millionen Euro der teuerste Einkauf aller Zeiten. Dennoch war die sportliche Leitung skeptisch und warnte vor zu großer Euphorie. Manager Bader gab lediglich das „Ziel Klassenerhalt“ aus, das jedoch nicht erreicht werden konnte. Am Ende der Saison stand der siebte Bundesligaabstieg fest.
Eine Teilschuld hatte dabei sicherlich großes Verletzungspech: Róbert Vittek viel nach dem vierten Spieltag aus, und kehrte erst am zweiundzwanzigsten zurück, Javier Pinola fiel ab dem siebten bis zur Winterpause aus, Charisteas konnte in der Hinrunde nur sieben Mal über die volle Zeit spielen und auch Misimović, der am Ende mit zehn Treffern der beste Torschütze war, musste immer wieder pausieren. Nürnberg ging auf Platz 16 in die Winterpause und lag damit deutlich hinter den Erfolgen des Vorjahres, auch im DFB-Pokal: In der ersten Runde gab es noch einen deutlichen 6:0-Sieg gegen den fünftklassigen Verein SC Victoria Hamburg, in der zweiten Runde dann aber das Ausscheiden bei Meyers früherem Team, dem Zweitligisten FC Carl Zeiss Jena im Elfmeterschießen.
Erfolge gab es hingegen im UEFA-Pokal. Dort traf der 1. FC Nürnberg in der ersten Runde auf den rumänischen Vertreter Rapid Bukarest. Nach 0:0 im Hinspiel reichte im Rückspiel das 2:2. Damit war zum ersten Mal die 1. Runde überstanden und Nürnberg zog in die Gruppenphase ein. Dort kam zunächst der FC Everton nach Nürnberg. Das Spiel blieb lange torlos, dann gewannen die Engländer jedoch nach einem verwandelten Elfmeter und einem Anschlusstor. Das Auswärtsspiel gegen Zenit St. Petersburg – den späteren Pokalsieger – endete 2:2. Im Heimspiel gegen AZ Alkmaar führten die Niederländer lange mit einem Tor, in den letzten Minuten konnte Marek Mintál das Spiel jedoch mit einem Doppelschlag drehen. So wurde Nürnberg mit dem folgenden 3:1-Sieg gegen AE Larisa Gruppenzweiter und rückte in die dritte Hauptrunde vor. Im Sechzehntelfinale traf der Club auf den Champions-League-Absteiger Benfica Lissabon. In der Neuauflage des Europapokalviertelfinales von 1962 scheiterte der FCN erneut an den Portugiesen. Nach einer 0:1-Niederlage im Hinspiel in Lissabon führten die Nürnberger im Rückspiel bis zur 89. Minute mit 2:0, ehe Benfica der Anschlusstreffer und schließlich sogar noch der Ausgleich gelang.
Für die Rückrunde kamen die Neuzugänge Jacques Abardonado und Jan Koller, der für etwa eine Million Euro eingekauft wurde. Da auch der Rückrundenstart verpatzt wurde, verpflichtete der 1. FC Nürnberg trotz der Erfolge im UEFA-Pokal mit Thomas von Heesen zum 12. Februar 2008 einen neuen Cheftrainer. Nach sieben weiteren sieglosen Bundesligaspielen und dem Aus im UEFA-Pokal gab es unter dem neuen Trainer erst am 27. Spieltag mit dem 3:1 bei Eintracht Frankfurt den ersten Sieg. Diesen Erfolg überschattete jedoch eine 21-minütige Spielunterbrechung, die durch Anhänger des 1. FCN ausgelöst worden war. Aus dem Block des FCN waren nach 30 Minuten beim Stand von 1:1 mehrere Feuerwerkskörper auf das Spielfeld geworfen worden, so dass Schiedsrichter Peter Gagelmann das Spiel unterbrechen musste und den Abbruch androhte. Das DFB-Sportgericht verurteilte Nürnberg am 8. April wegen „mangelnden Schutz des Schiedsrichters, der Schiedsrichter-Assistenten und des Gegners in Tateinheit mit einem unsportlichen Verhalten“ zu einer Geldstrafe von 50.000 €, Eintracht Frankfurt musste 25.000 € zahlen.
Ironischerweise wurde bereits das nächste Spiel gegen den VfL Wolfsburg tatsächlich durch Schiedsrichter Jochen Drees abgebrochen, allerdings nicht wegen menschlichen Fehlverhaltens, sondern wegen zu starken Regens. Der sechste Spielabbruch der Bundesligageschichte – der erste wegen Regens – war besonders bitter, da Nürnberg durch Iwan Sajenkos ersten Saisontreffer gegen den VfL Wolfsburg, die damals beste Rückrundenmannschaft, in Führung lag und Torwart Jaromír Blažek einen Elfmeter gehalten hatte. Nach einer klaren 0:3-Niederlage in Stuttgart holte der Club dann zwar acht Punkte aus vier Spielen (darunter das 1:0 im Wiederholungsspiel gegen Wolfsburg, der erste Heimsieg im Jahr 2008), versäumte es dabei jedoch auch, gegen den direkten Konkurrenten Arminia Bielefeld zu Hause ein 2:0 über die Zeit zu retten. Mit dem 2:2-Endergebnis blieb der Club hinter der Arminia; ein Sieg hätte bei sonst gleichen Ergebnissen zum Klassenerhalt gereicht. Am letzten Spieltag kam es zu einem „Endspiel“ gegen den FC Schalke 04. Da Bielefeld nicht gewann, hätte Nürnberg mit einem Sieg die Klasse gehalten. Das Spiel endete jedoch 0:2, was die einzige Heimniederlage der Rückrunde bedeutete. Mit dem sieben Abstieg wurde Nürnberg zum alleinigen Rekordabsteiger, während sich Bielefeld fortan den zweiten Platz mit Duisburg teilen musste. Trotz des Abstiegs stellte Nürnberg fünf Spieler für die folgende Europameisterschaft: Die drei Tschechen Tomáš Galásek, Jan Koller und Jaromír Blažek, den Griechen Angelos Charisteas und den Russen Iwan Sajenko.

### Zum siebten Mal zweite Liga und siebter Aufstieg

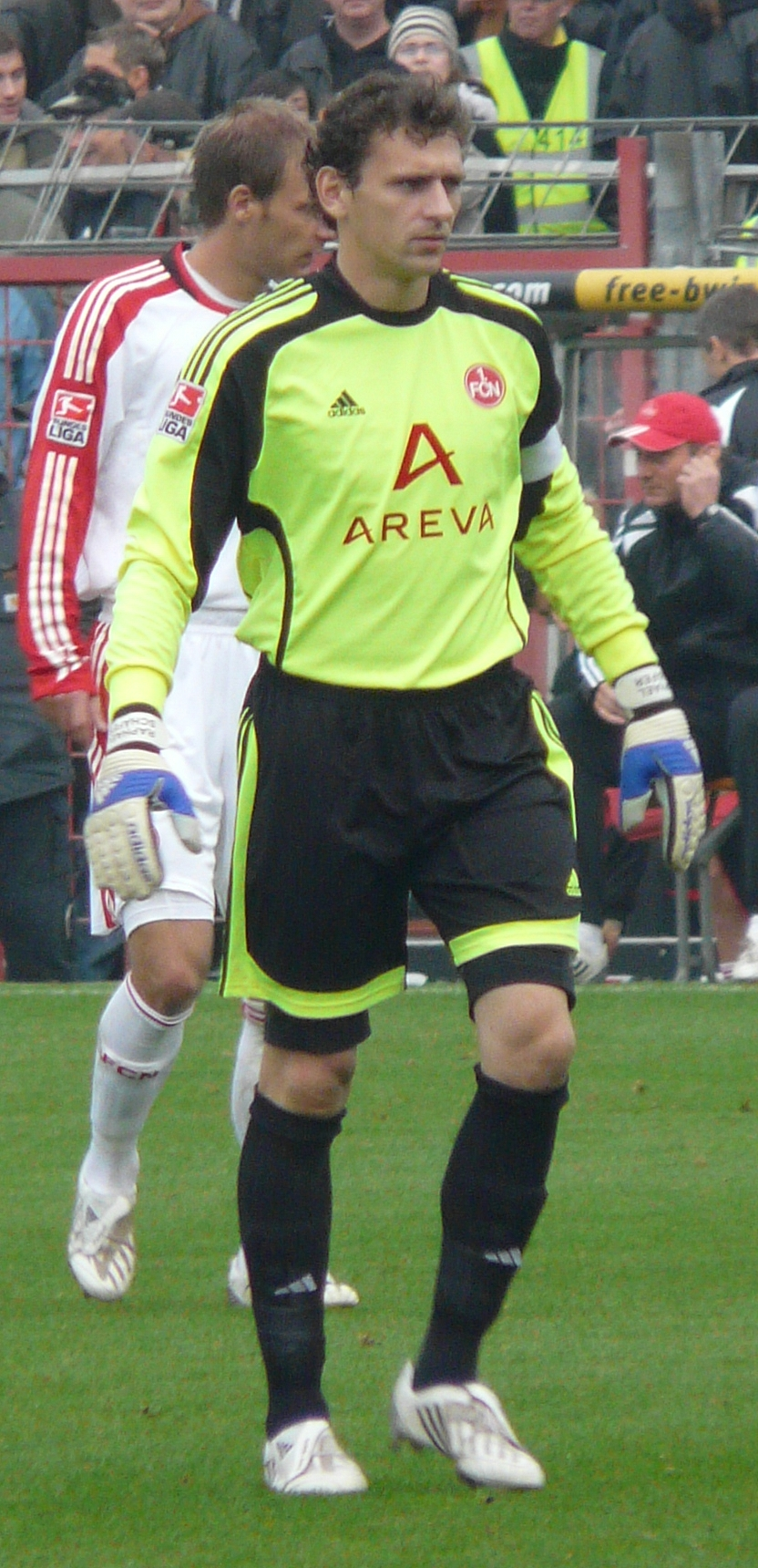
Raphael Schäfer stellte mit 945 gegentorlosen Heimspielminuten einen neuen Zweitligarekord auf.

Für die folgende Zweitligasaison 2008/09 plante der Verein, mit erfahrenen Bundesligaspielern den sofortigen Wiederaufstieg zu erreichen. Nachdem man durch die Einnahmen aus dem Pokalsieg und den UEFA-Cup-Spielen schuldenfrei geworden war, stemmte man nun einen 17,8-Millionen-Euro-Etat, der länger als eine Spielzeit in der zweiten Liga nicht möglich gewesen wäre. Das Konzept ging jedoch nur zum Teil auf. Vier Wochen vor dem Saisonstart wurde zudem der französische Energiekonzern Areva als neuer Hauptsponsor vorgestellt. Mit dem auch in Erlangen ansässigen Unternehmen, das „weltweit führend im Bereich der Kerntechnik“ ist, wurde ein Vertrag bis 2011 geschlossen, der dem 1. FC Nürnberg rund 1,9 Millionen Euro pro Zweitligasaison und das Doppelte für eine Erstligasaison einbringen soll. In der Mannschaft kam es zu einer größeren Anzahl von Transfers. Zu den bedeutendsten Abgängen gehörten Galásek, Sajenko, Vittek, Abardonado, Blažek, Koller, Misimović, Gláuber und Kristiansen. Allerdings gelang auch die Neuverpflichtung zum Teil namhafter Spieler wie Mário Breška, Daniel Gygax, José Gonçalves, Ioannis Masmanidis, Pascal Bieler, Juri Judt, Isaac Boakye, Aleksandar Mitreski und – nach längerem Pokern – Christian Eigler. Hinzu kam die Rückkehr von Raphael Schäfer, der sich bei Stuttgart nicht hatte durchsetzen können. Das erste Saisonspiel wurde gewonnen, das zweite verloren. Daraufhin erklärte Thomas von Heesen am 28. August seinen Rücktritt, wobei er sagte: „Nicht nachvollziehbar für mich ist, nach zwei Spieltagen einen Trainer komplett in Frage zu stellen – wider besseren Wissen, dass eine neu formierte, verjüngte Mannschaft Zeit zur Entwicklung braucht.“

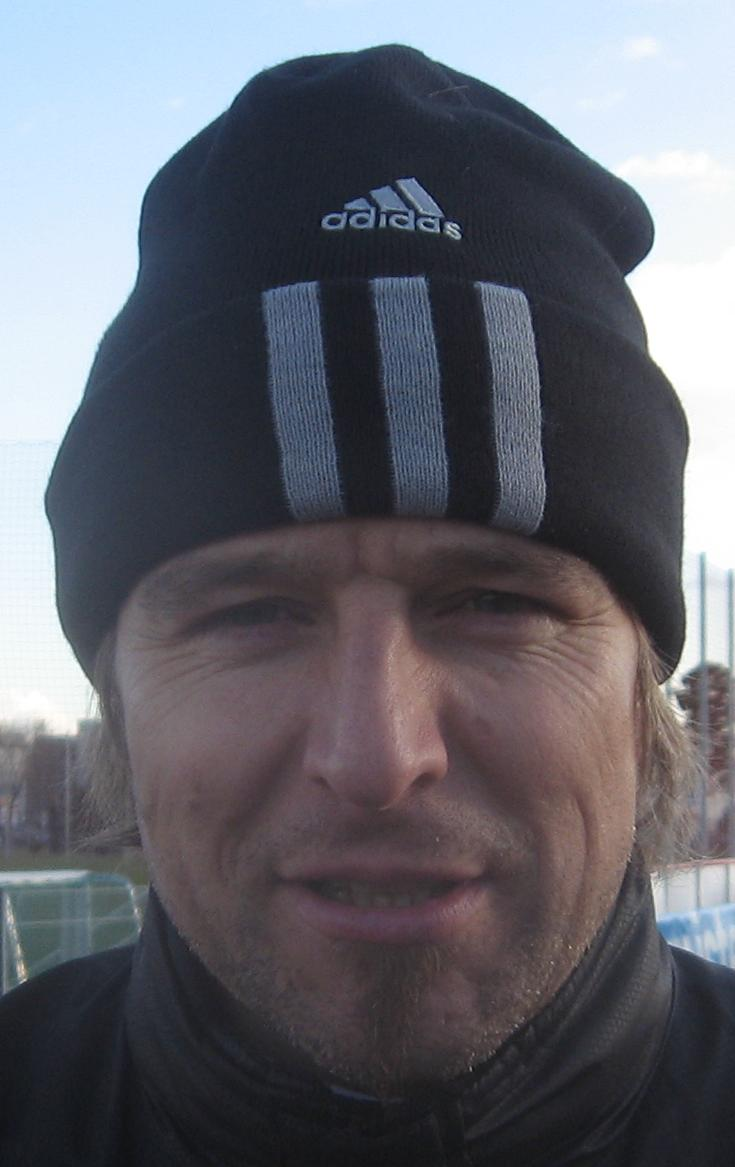
Michael Oenning schaffte 2008/09 den sofortigen Wiederaufstieg.

Darauf übernahm der bisherige Kotrainer Michael Oenning zunächst als Interimstrainer die Aufgaben des Cheftrainers, wurde aber bereits am 5. September offiziell zu selbigem ernannt. In der Folgezeit spielte Nürnberg unter den Erwartungen und verlor bald die Position als Aufstiegsfavorit. Tiefster Tabellenstand war der 14. Platz vom fünften bis zum siebten Spieltag. Rotsperren und viele Verletzungen führten schließlich zum vermehrten Einsatz junger Spieler. So wurden etwa Peter Perchtold und Mike Frantz überraschend zu Stammspielern. Dominic Maroh und Markus Fuchs aus der zweiten Mannschaft, die in der Regionalliga Süd einen erfolgreichen Saisonstart hingelegt hatte, kamen gar zu unerwarteten Profieinsätzen. Der erste Auswärtssieg gelang erst am 13. Spieltag. Im nächsten Spiel folgte jedoch ein Saisonhöhepunkt: Nürnberg gewann erstmals seit der Regionalligasaison 1996/97 ein Pflichtheimspiel gegen Greuther Fürth. Dieses 252. Frankenderby war mit 46.243 Zuschauern auch das bis dahin bestbesuchte Spiel der Liga in dieser Saison. Am letzten Spieltag der Hinrunde wurde dieser Rekord jedoch von 1860 München gebrochen – im Spiel gegen den 1. FC Nürnberg, wobei sich unter den 57.200 Zuschauern rund 20.000 Clubfans befanden.
Während der Winterpause gewann Nürnberg im Trainingslager in der Türkei nach einem 2:0 gegen den lokalen Verein Antalyaspor und einem 1:1 mit anschließendem 3:1 im Elfmeterschießen gegen den niederländischen Erstligisten SC Heerenveen den „Antalya-Cup“. Auch für die Rückrunde setzte der Club wieder auf junge Spieler. Mit Marcel Risse, Stefan Reinartz und Dennis Diekmeier kamen drei deutsche U-20-Nationalspieler und zugleich amtierende U-19-Europameister. Nach dem ersten Spieltag wurde bekannt gegeben, dass auch noch Albert Bunjaku und der Jugendnationalspieler İlkay Gündoğan mit sofortige Wirkung kommen werden, obwohl sie eigentlich erst zu neuen Saison wechseln sollten. Es gab aber auch Abgänge, darunter die Routiniers Engelhardt und Charisteas sowie die Neulinge Masmanidis und Breška. Der Club konnte an die Erfolge des Endes der Hinrunde anknüpfen, schaffte es aber lange nicht, an die Aufstiegsplätze heranzukommen. Ein dramatisches Unentschieden in Duisburg dämpfte am 23. Spieltag alle Hoffnungen, danach konnte Nürnberg allerdings durch eine Serie von fünf Siegen in Folge bis auf den zweiten Platz vorrücken. Da zudem alle diese Partien ohne Gegentor blieben, stellte Nürnberg einen neuen Vereinsrekord im Profifußball auf. Die folgende 1:2-Auswärtsniederlage beim FSV Frankfurt war ebenfalls denkwürdig, da rund 12.000 der 16.112 Besucher Clubfans waren. Nach der Saison belegte Nürnberg den dritten Tabellenplatz und trat daher in den neu wieder eingeführten Relegationsspielen gegen den FC Energie Cottbus an. Beim Hinspiel in der Lausitz konnte sich der Club überraschend deutlich mit 3:0 behaupten, im Rückspiel machte er mit einem 2:0 den Aufstieg perfekt. Außerdem stellte Nürnberg weitere Rekorde auf: Im Frankenstadion fiel vom 14. bis zum 34. Spieltag kein Gegentor, was mit 945 Minuten die längste Serie ohne Heimgegentore in der Geschichte der 2. Bundesliga bedeutet. Zudem wurde Marek Mintál mit 16 Treffern abermals Torschützenkönig und der Club stellte mit nur 29 Gegentoren die beste Abwehr der Saison, obwohl der eigentliche Abwehrchef Andreas Wolf, der vor der Saison zum neuen Kapitän gewählt worden war, wegen zwei schwerer Verletzungen zu nur sieben Einsätzen gekommen war. Finanziell hatte das Zweitligajahr einen Fehlbetrag von 5,8 Millionen Euro nach Steuern verursacht, darunter 1,2 Millionen Euro Bankschulden.
Am 8. Juni 2009 erklärte Michael A. Roth seinen Rücktritt. Er begründete dies mit der Aussage: „Ich werde mich mehr ins Privatleben zurückziehen und mich auf die Arbeit in meiner Firma ARO konzentrieren. Mit dem Aufstieg 2008/09 habe ich zudem das mir selbst vorgegebene Ziel erreicht.“ Als Interimspräsident folgte ihm Franz Schäfer, der seit 2004 Vizepräsident war.

## Fünf Jahre Bundesliga
| Saisonbilanzen 2009–2014 | Saisonbilanzen 2009–2014 | Saisonbilanzen 2009–2014 | Saisonbilanzen 2009–2014 | Saisonbilanzen 2009–2014 | Saisonbilanzen 2009–2014 |
| Saison                   | Platz                    | Tore                     | Punkte                   | Zuschauer                | Kader                    |
| ------------------------ | ------------------------ | ------------------------ | ------------------------ | ------------------------ | ------------------------ |
| 2009/10                  | 16.                      | 32:58                    | 31                       | 42.335                   | Kader                    |
| 2010/11                  | 06.                      | 47:45                    | 47                       | 42.020                   | Kader                    |
| 2011/12                  | 10.                      | 38:49                    | 42                       | 41.968                   | Kader                    |
| 2012/13                  | 10.                      | 39:47                    | 44                       | 41.518                   | Kader                    |
| 2013/14                  | 17.                      | 37:70                    | 26                       | 40.412                   | Kader                    |

Nach dem Rücktritt Roths wurde beschlossen, dass der Verein künftig von einem hauptamtlichen Vorstand geleitet werden soll. Bis zur Umsetzung am 7. Oktober 2010 leitete Franz Schäfer den Club, und in seinem ersten Jahr gelang der Klassenerhalt, die folgende Saison beendete Nürnberg sogar auf Platz sechs. Nach zwei weiteren erfolgreichen Spielzeiten, die der Verein jeweils auf Platz zehn beendete, kam es 2013/14 wieder zum Abstieg.

### Satzungsänderung zum hauptamtlichen Vorstand und Club-Anleihe
Am 13. Oktober 2009 stimmten bei der ordentlichen Mitgliederversammlung 93,3 % der Erschienenen einer Satzungsänderung zu. Demnach soll der Verein ab Oktober 2010 von einem hauptamtlichen, aus zwei Personen bestehenden Vorstand geleitet werden. Dadurch wird es keine ehrenamtlichen Präsidenten mehr geben. Die Mitgliederversammlung soll aber weiterhin das höchste Organ bleiben, da sie einen neunköpfigen Aufsichtsrat wählt, der den Vorstand bestimmt.
Vom 10. Dezember 2009 bis zum 19. März 2010 bot der 1. FC Nürnberg eine „Club-Anleihe“ an, um Geld für einen Neubau am Valznerweiher zu bekommen. Dort sollen ein neues Nachwuchs-Leistungszentrum und ein Club-Museum entstehen. Die Anleihe wird mit 6 % p. a. verzinst und hat eine Laufzeit von sechs Jahren. Ende April 2010 gab der Verein bekannt, dass das erhaltene Geld für den Bau ausreichend ist. Vizepräsident Ralf Woy sagte dazu: „Aufgrund der zahlreichen Zeichnungen können wir das geplante Emissionsvolumen von 6 Mio. Euro jetzt auflegen. Das hat unsere Erwartungen weit übertroffen. Damit können wir das für uns so wichtige Zukunftsprojekt des 1. FCN allein durch die Club-Anleihe und ohne Bankfinanzierung verwirklichen. Unseren Fans und Anlegern sei Dank!“

### Klassenerhalt durch Relegation

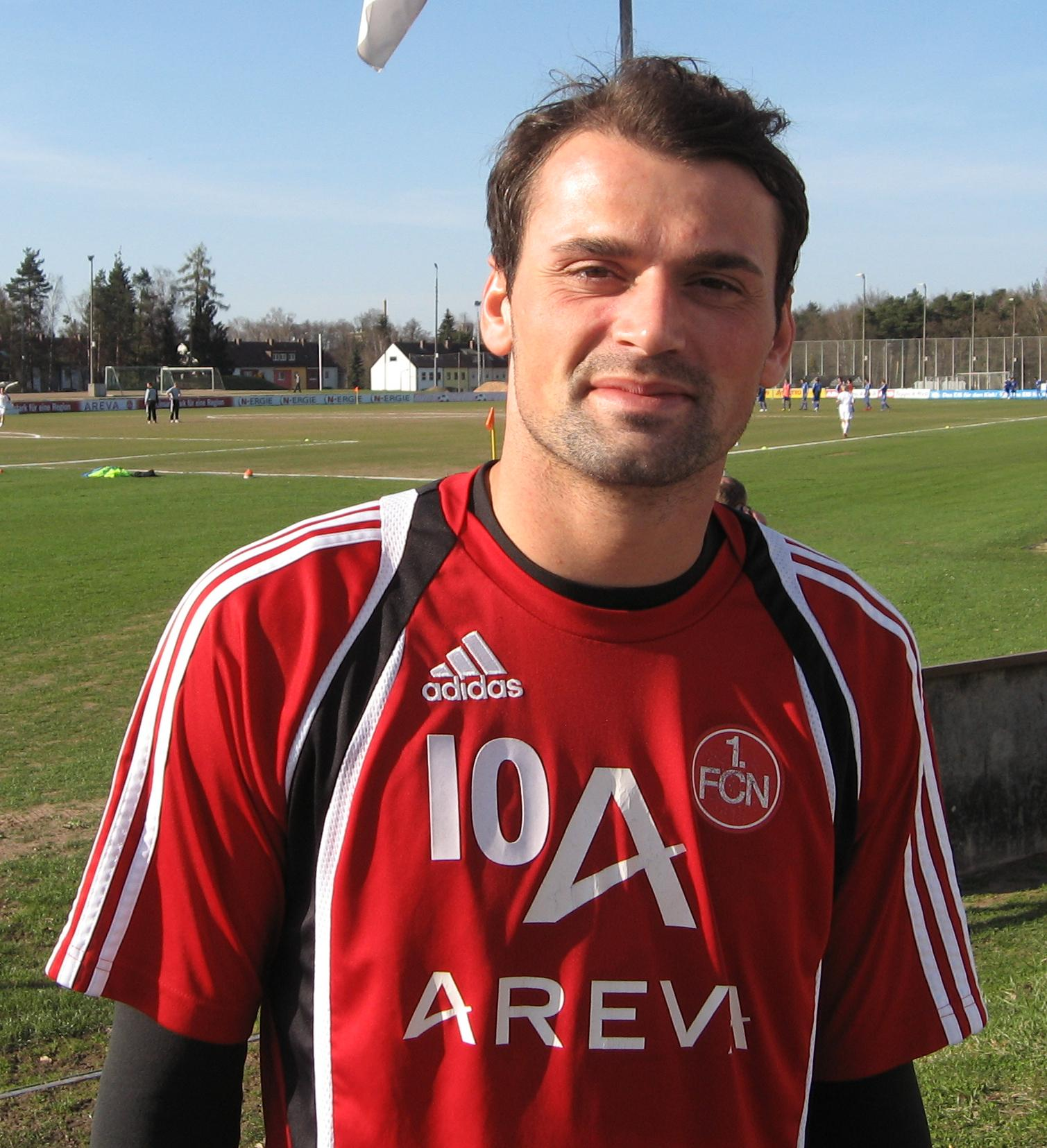
Albert Bunjaku war mit zwölf Toren der erfolgreichste Stürmer der Saison.

Während die Bundesligavereine vor der Saison 2009/10 gemeinsam einen neuen Rekord an Ablösesummen aufstellten, verstärkte sich der Club zunächst nur mit Jugendspielern, dem ablösefreien Thomas Broich und Rückkehrer Charisteas. Erst nach Saisonbeginn zahlte der Verein noch einen niedrigen sechsstelligen Betrag, um die Spieler Håvard Nordtveit und Eric Maxim Choupo-Moting leihen zu können. Den bedeutendsten Abgang stellte Stefan Reinartz dar, der vorzeitig nach Leverkusen zurückgerufen wurde. Außerdem wurde der langjährige Nürnberger Dominik Reinhardt an den FC Augsburg verliehen und verließ den Verein nach der Saison endgültig.
Das erste Saisonspiel verlor man zu Hause gegen den FC Schalke. Mit einem Unentschieden am zweiten Spieltag erreichte der Club den 13. Tabellenplatz – die beste Platzierung der Hinrunde, sodass Nürnberg von Anfang an in den Abstiegskampf verwickelt war. Am 13. Spieltag gab es überraschend den ersten Auswärtssieg beim Meister VfL Wolfsburg, der einen Sprung auf Rang 14 zur Folge hatte. Für Aufsehen sorgte in diesem Spiel jedoch Torhüter Schäfer mit einer Tätlichkeit, wofür er mit einer Sperre von vier Partien bestraft wurde. Die letzten Hinrundenspiele gingen allesamt verloren, wodurch der Club auf dem vorletzten Tabellenplatz überwinterte. Der Vorstand reagierte darauf am 21. Dezember mit der Beurlaubung von Trainer Michael Oenning. Als Nachfolger gelang die Verpflichtung von Dieter Hecking. Dessen erste Handlung bestand darin, den Urlaub der Spieler um fünf Tage zu kürzen. Nürnberg verstärkte sich mit den Bayernspielern Andreas Ottl und Breno sowie dem Hamburger Mickaël Tavares, wodurch die Anzahl der Leihspieler auf sechs anstieg, gab mit Kluge aber einen Leistungsträger an Schalke 04 ab.

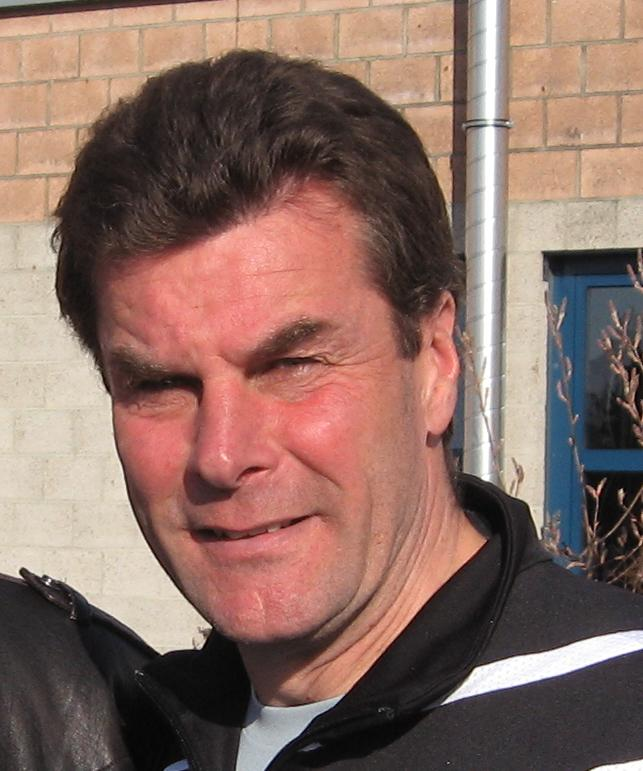
Dieter Hecking gelang der Klassenerhalt.

In der Rückrunde gab es mehrere Vorfälle mit einem Teil der Fans. Wegen eines Feuerzeugwurfes auf einen Schiedsrichter-Assistenten am 6. Februar musste der Verein 6.000 Euro Strafe zahlen und kündigte bereits ein noch deutlicheres Vorgehen gegen Gewalt und Vandalismus an. Doch bereits am 27. Februar kam es beim Auswärtsspiel in Bochum zu einem weiteren Vorfall, als im Nürnberger Block Magnesiumpulver angezündet wurde und mehrere Fans zum Teil schwere Verletzungen erlitten. Als Konsequenz gab der 1. FC Nürnberg an, künftig nur noch personalisierte Eintrittskarten für Auswärtsspiele zu verkaufen. Als Strafe musste der Verein über zwei Jahre 40.000 Euro an das Jugendamt der Stadt Nürnberg zahlen. Ferner mussten die Stehplätze in zwei Auswärtsspielen leer bleiben und der Club auch die dadurch entstandenen Einnahmenverluste der Heimvereine ausgleichen. Dadurch belief sich die Geldstrafe insgesamt auf etwa 100.000 Euro.
Sportlich verlief die Rückrunde für den 1. FC Nürnberg besser. Nach einer Serie von fünf Spielen ohne Niederlage zwischen dem 23. und dem 27. Spieltag, in deren Verlauf man auch den bislang ungeschlagenen Herbstmeister Bayer 04 Leverkusen bezwang, schien Nürnberg den engeren Kreis der Abstiegskandidaten bereits verlassen zu haben. Da dann jedoch vier der letzten fünf Spiele verloren wurden, beendete der Club die Saison auf dem 16. Tabellenplatz und musste erneut an den Relegationsspielen teilnehmen. Gegner war dort der FC Augsburg. Spielerisch zeigte sich Nürnberg in beiden Partien überlegen. Im Hinspiel vor heimischem Publikum ließen die Franken zahlreiche Chancen aus, schafften am Ende aber noch ein 1:0, im Rückspiel gelang schließlich der Klassenerhalt mit einem 2:0-Sieg.
Für die folgende Weltmeisterschaft stellte Nürnberg vier Spieler: Den Schweizer Bunjaku, den Kameruner Choupo-Moting, den Griechen Charisteas und den Australier Vidosic, der jedoch das letzte halbe Jahr an den MSV Duisburg verliehen war. Außerdem standen mit Michael Beauchamp, Cacau, Lars Jacobsen, Joshua Kennedy, Stefan Kießling und Róbert Vittek sechs ehemalige Nürnberger im Aufgebot, wobei besonders Vittek mit vier Toren herausragte.

### Die Saison 2010/11: Platz sechs

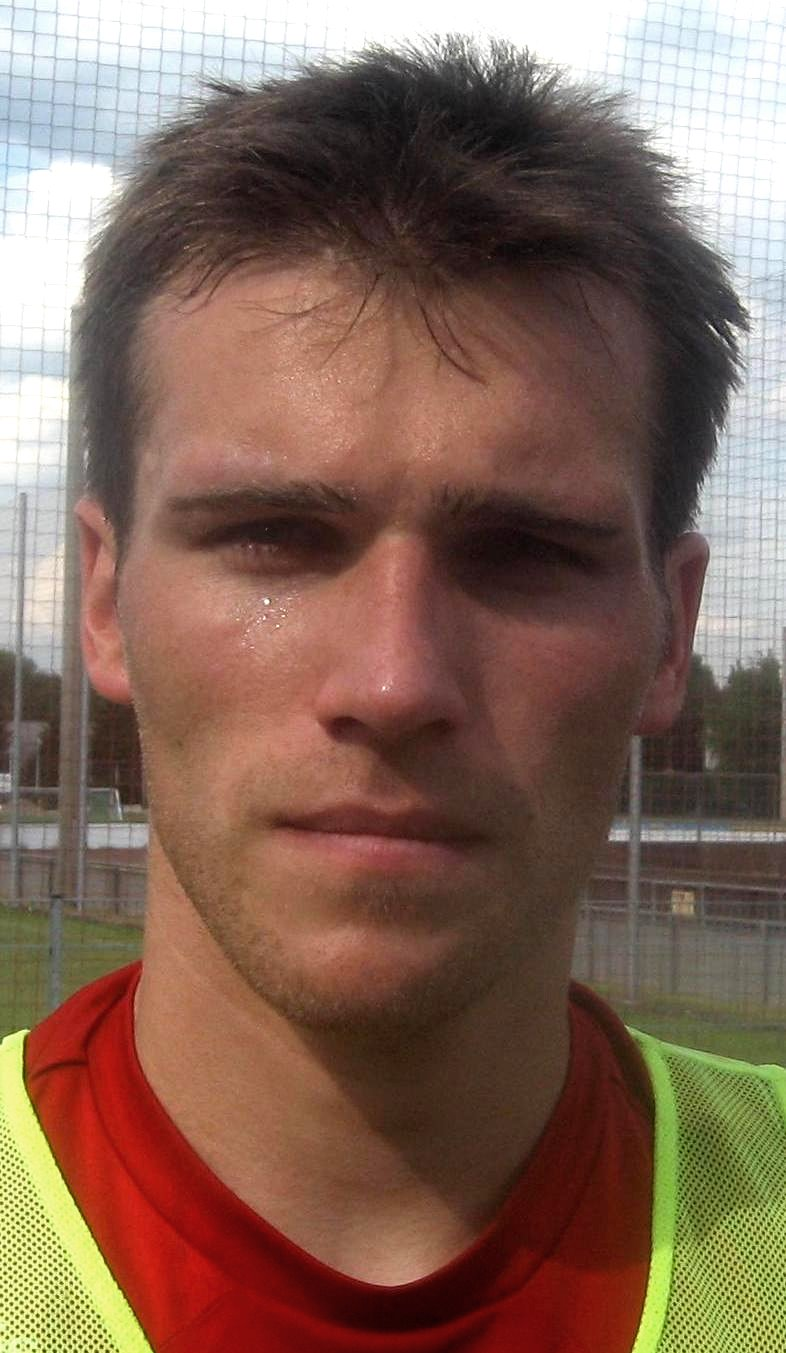
Christian Eigler (Foto von 2009) schoss beim 5:0-Heimsieg gegen den FC St. Pauli vier Tore; den einzigen „Viererpack“ der Bundesligasaison.

Am 7. Oktober 2010 trat die Satzungsänderung in Kraft. Zu den hauptamtlichen Vorständen wurden Martin Bader für Sport und Öffentlichkeitsarbeit und Ralf Woy für Finanzen und Verwaltung. Der Aufsichtsrat wurde auf neun Mitglieder vergrößert.
Sportlich begann die Bundesligasaison 2010/11 mit einem Unentschieden gegen den vermeintlichen Abstiegsrivalen Borussia Mönchengladbach. Als das folgende Heimspiel gegen den SC Freiburg verloren wurde, begannen die Fans an der Transferpolitik zu zweifeln: Nach dem Abgang einiger Leistungsträger wie Diekmeier, Ottl, Risse oder Choupo-Moting hatte der Verein erneut auf junge Talente gesetzt. Julian Schieber, Mehmet Ekici und Jens Hegeler wurden von anderen Bundesligisten ausgeliehen, Almog Cohen, Rubin Okotie und Róbert Mak fest verpflichtet. Mit Per Nilsson und Timmy Simons hatte Nürnberg lediglich zwei Routiniers geholt. Zwei Auswärtsunentschieden gegen Hamburg und Leverkusen bedeuteten kleine Erfolge, ehe der Club gegen Stuttgart den ersten Saisonsieg feiern konnte. Es folgten bis zur Winterpause fünf weitere, wobei auch Schalke, Wolfsburg und Bremen geschlagen wurden; dem gegenüber standen Niederlagen gegen kleinere Teams wie St. Pauli oder Kaiserslautern. Insgesamt bedeuteten die 22 Punkte zur Saisonhälfte einen großen Erfolg. Auch im Pokal wurde erstmals seit dem Titelgewinn von 2007 wieder die zweite Runde überstanden; die Partie der dritten Runde wurde wegen zu starken Winters vertagt. Der Auftakt der Rückrunde begann mit einer Niederlage gegen die Borussia aus Mönchengladbach. Das Nachholspiel im DFB-Pokal hierzu gewann der Club wiederum mit 2:0 in Offenbach und zog so ins Viertelfinale gegen den Ligakonkurrenten FC Schalke 04 ein, das erst nach Verlängerung verloren wurde. In der Liga legte Nürnberg hingegen mit einer Siegesserie gegen Hamburg, Leverkusen, Stuttgart und Frankfurt Erfolge nach. Am 25. Spieltag errang der Club mit einem 5:0 gegen den FC St. Pauli einen der höchsten Bundesligasiege der Vereinsgeschichte, was einen Sprung auf Platz sechs zur Folge hatte. Diesen Rang konnte Nürnberg bis zum Saisonende halten, wobei sogar bis zum vorletzten Spieltag theoretische Chancen auf eine Qualifikation für die Europa League bestanden haben. Im Gegensatz zur Freude über die gute Saison stand der emotionale Abschied von Marek Mintál nach acht Jahren Vereinszugehörigkeit. In der Sommerpause verließ auch Kapitän Andreas Wolf den Verein, nachdem er mit dem angebotenen Vertrag nicht einverstanden war. Ebenso gingen Gündoğan, Ekici und Schieber, die mit ihrem harmonischen Offensivspiel maßgeblich zum Erfolg der Saison beigetragen hatten und gar als Magisches Dreieck bezeichnet worden waren. Alle drei verließen den Verein. Gündoğan wurde bereits kurz darauf in die deutsche Nationalmannschaft berufen, die er später sogar als Kapitän anführte.

### Zwei zehnte Plätze

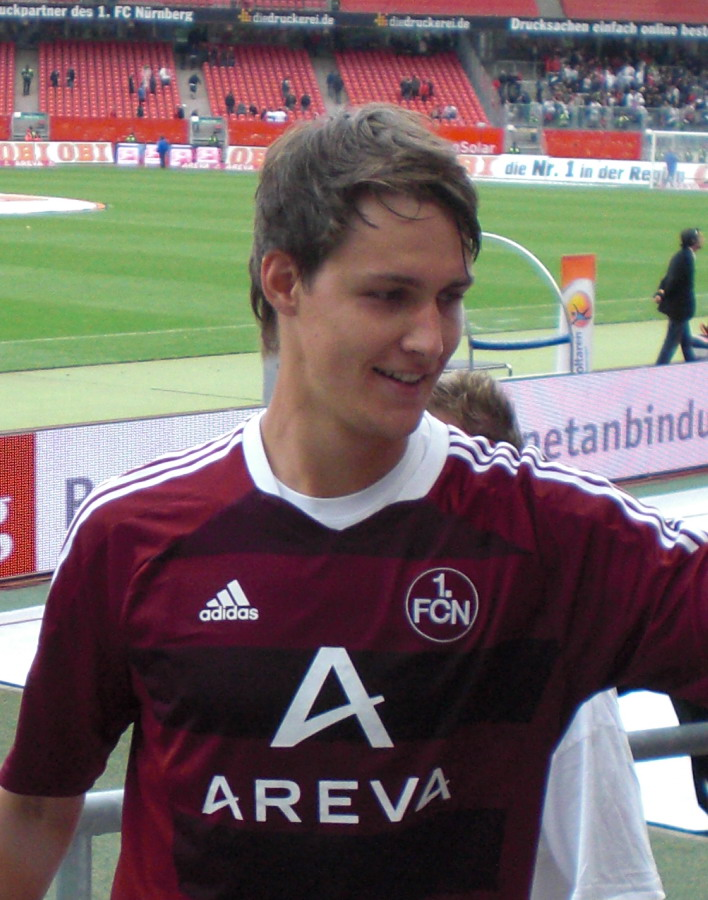
Abwehrspieler Philipp Wollscheid verließ Nürnberg nach nur eineinhalb Jahren im Profifußball für sieben Millionen Euro.

Auch in der Saison 2011/12 setzte Nürnberg wieder auf junge Spieler, wobei es jedoch bereits gelang, weniger Spieler zu leihen. Für den Stürmer Tomáš Pekhart zahlte der Verein rund zwei Millionen Euro Ablösesumme. Weitere bedeutende Verstärkungen waren die Mittelfeldspieler Alexander Esswein und Markus Feulner sowie der Schweizer Abwehrspieler Timm Klose. Weiterhin wurde Daniel Didavi von Stuttgart ausgeliehen. Finanziell war vor allem der Abgang von İlkay Gündoğan rentabel: Borussia Dortmund zahlte viereinhalb Millionen Euro.

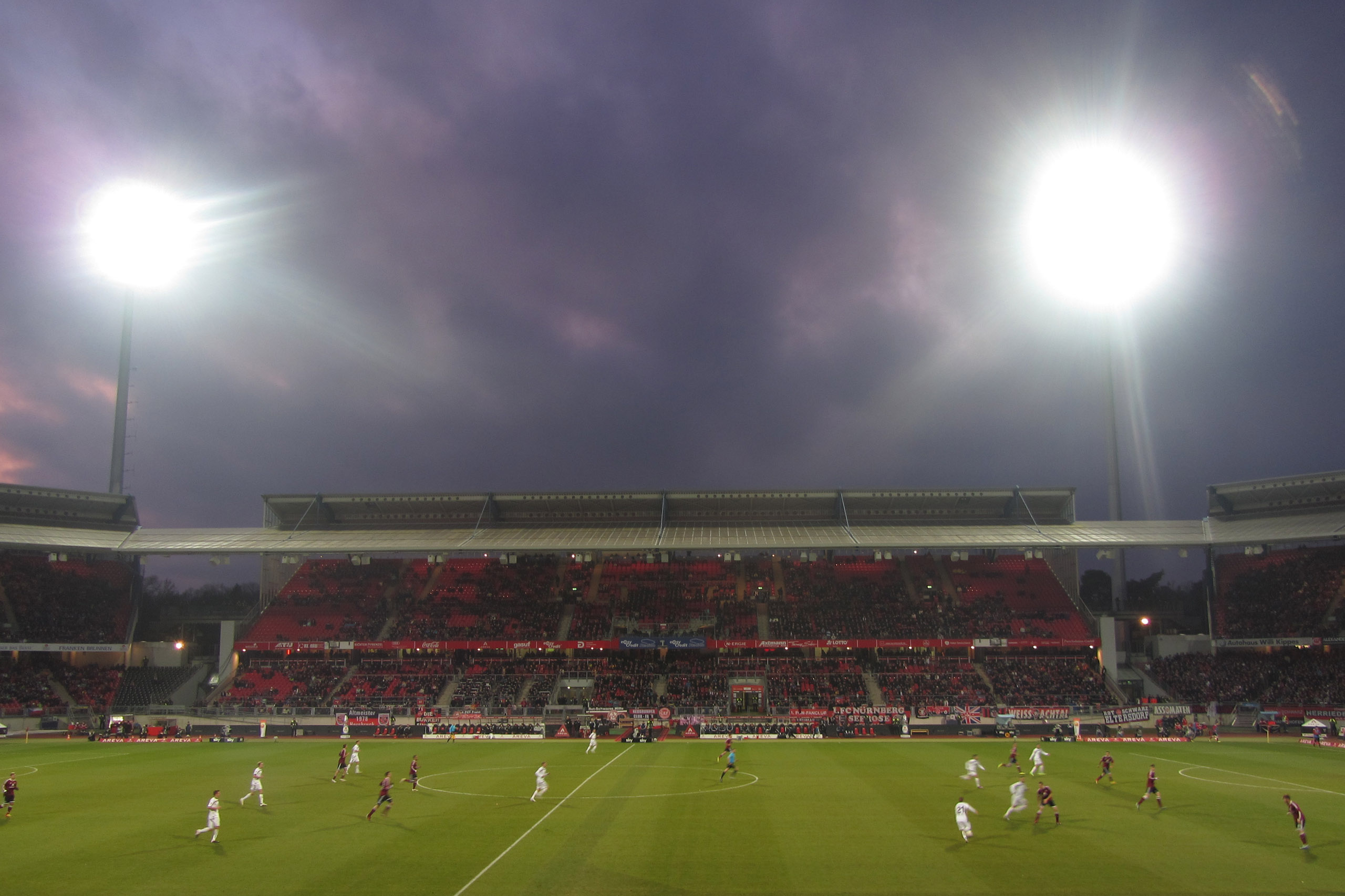
Szene aus der Heimpartie gegen den 1. FC Kaiserslautern am 14. Spieltag; Endstand war 1:0.

Zum Auftakt gewann Nürnberg mit 1:0 beim Neuaufsteiger Hertha BSC und erreichte Platz sieben. Mit weiteren zwei Siegen an den nächsten vier Spieltagen hatte der Verein einen erfolgreichen Saisonstart. Danach stieg der Club jedoch bis zur schlechtesten Tabellenplatzierung – Rang 16 ab, der nach den Spieltagen 13 und 16 belegt wurde. Im letzten Spiel vor der Winterpause konnte sich Nürnberg noch durch einen 3:0-Sieg in Leverkusen auf Platz 15 verbessern. Am 20. Dezember verlor Nürnberg im eigenen Stadion das Pokal-Achtelfinale gegen die SpVgg Greuther Fürth, die erst im Halbfinale knapp gegen Dortmund unterlag und am Saisonende erstmals in die Erste Bundesliga aufstieg. Zur Saisonmitte verstärkte sich Nürnberg mit dem erfahrenen Hanno Balitsch sowie mit Adam Hloušek, für den eine weitere Million gezahlt wurde. In der Rückrunde wurde als beste Platzierung Rang neun erreicht. Höhepunkte waren ein 1:0 in Bremen, ein spätes 1:0 gegen Mönchengladbach sowie ein 4:1-Heimsieg gegen den FC Schalke 04. Bis zum letzten Spieltag bestanden theoretische Chancen auf eine Teilnahme an der UEFA Europa-League. Das Abschlussspiel, das gleichzeitig Michael Ballacks letzten Auftritt in der Bundesliga bedeutete, verlor der Club jedoch mit 1:4 gegen Leverkusen und blieb damit auf Tabellenplatz zehn.
Unter den Spielern hatte es Nürnberg schwer gehabt, das erfolgreiche Trio Ekici, Gündoğan, Schieber zu ersetzen. Erfolgreichste Torjäger waren am Ende Pekhart und Didavi mit jeweils neun Treffern, wobei Letzterer eine Serie von sechs Treffern in fünf Spieltagen erreichte. In der Abwehr sorgte Philipp Wollscheid für Stabilität. Er verließ den Verein am Ende der Saison für sieben Millionen Euro in Richtung Leverkusen. Es war die höchste Summe, die je für einen Nürnberger gezahlt wurde. Timm Klose hingegen wurde nach 13 Spieltagen wieder durch Dominic Maroh ersetzt. Maroh verließ den Verein am Ende ebenfalls, nachdem sich abgezeichnet hatte, dass er für die kommende Saison erneut nicht als Stammspieler eingeplant war. Weitere Abgänge waren Christian Eigler, Albert Bunjaku und Juri Judt.

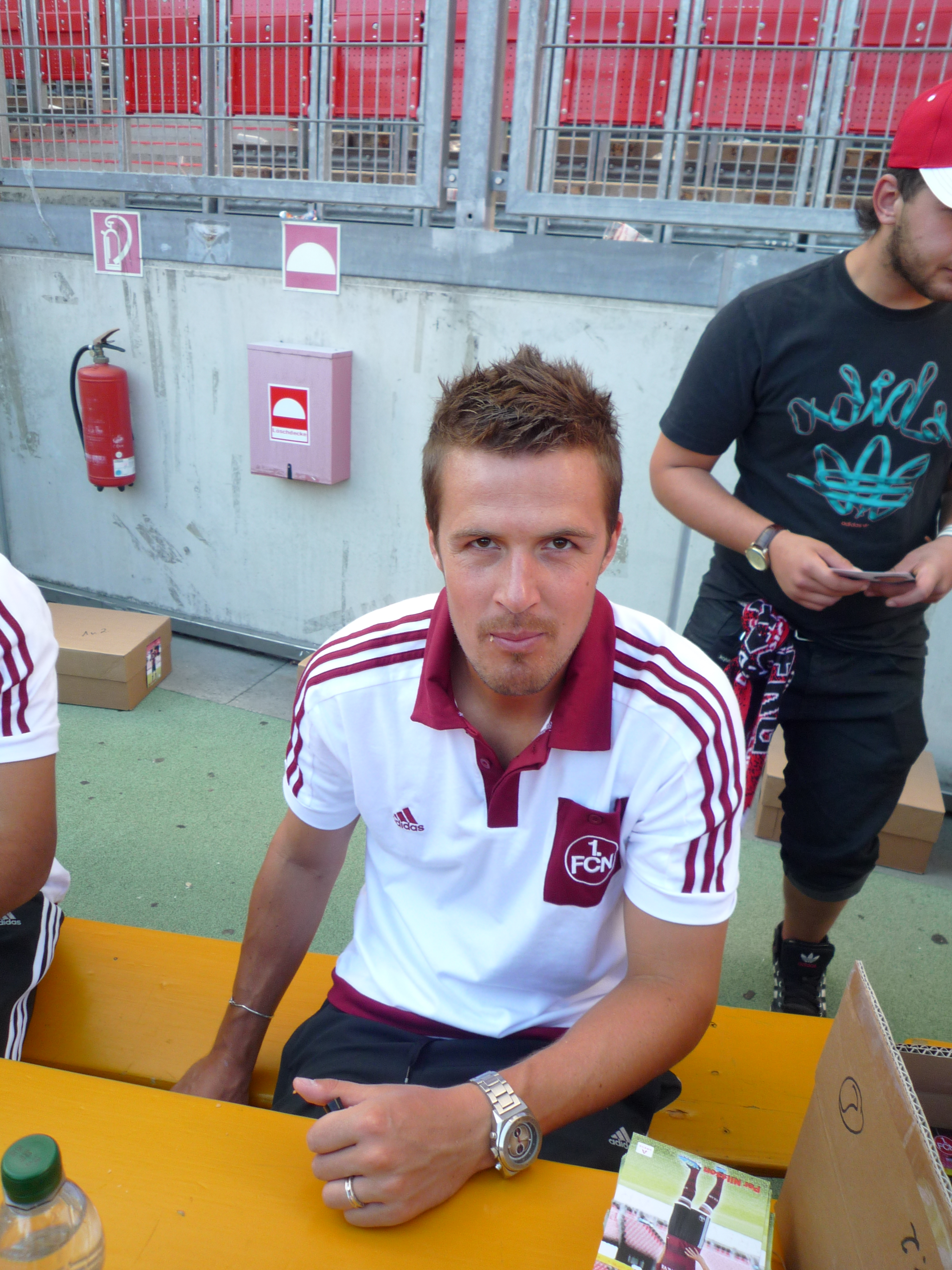
Innenverteidiger Per Nilsson (Foto von 2011) wurde mit sechs Treffern der beste Torschütze des Vereins.

Vor der folgenden Spielzeit kehrte Marek Mintál nach Nürnberg zurück, um die zweite Mannschaft mit seiner Erfahrung zu unterstützen. Hierzu bekam er ein Abschiedsspiel mit der Profimannschaft, das 4:2 gegen den Meister Dortmund gewonnen wurde. Im DFB-Pokal 2012/13 erlebten die Nürnberger hingegen ein Erstrundenaus gegen den Viertligisten TSV Havelse. Zur Saison 2012/13 wechselten unter anderem der japanische Nationalspieler Hiroshi Kiyotake, Timo Gebhart, Marcos António Elias und Leihspieler Sebastian Polter nach Nürnberg. Während vor allem Kiyotake überzeugte, erwies sich Marcos António nicht als die erhoffte Verstärkung der Abwehr und absolvierte nur ein Bundesligaspiel. An seiner Stelle konnte Timm Klose überzeugen, der nach der Vorrunde nach Noten der drittbeste Abwehrspieler der Liga war. Mit sieben Punkten aus den ersten drei Spielen, darunter einem 1:1 gegen Borussia Dortmund, startete Nürnberg gut in die Saison. Es folgte jedoch ein Einbruch mit nur einem Punkt aus sechs Spielen. Danach stabilisierte sich die Mannschaft wieder. Das Heimspiel gegen den FC Bayern endete 1:1. Für die Münchner bedeutete dies auswärts sowohl das einzige Gegentor als auch den einzigen Punktverlust der Hinrunde. Eine Woche später endete auch das erste Frankenderby der Bundesligageschichte unentschieden. Schließlich schloss der FCN die Vorrunde auf Platz 14 und mit insgesamt 20 Punkten und acht Punkten Vorsprung vor dem Relegationsplatz ab. In der Winterpause wechselte Trainer Hecking aber überraschend gegen eine Ablösesumme zum Liga-Konkurrenten VfL Wolfsburg, der zu diesem Zeitpunkt einen Platz und einen Punkt hinter Nürnberg lag. Neues Trainergespann wurden kurz darauf der bisherige U23-Trainer Michael Wiesinger und der bisherige Co-Trainer Armin Reutershahn, wobei Wiesinger innerhalb des Duos die Führungsrolle zugewiesen wurde.
Die Rückrunde verlief in weiten Teilen gut für den Club. Am 29. Spieltag begann mit einer 0:4-Niederlage wieder eine schwächere Phase, während der die Fürther auch ihr Spiel in Nürnberg gewannen. Am Vorletzten Spieltag kehrte mit einem Sieg über Düsseldorf der Erfolg zurück, am letzten Spieltag verbesserten sich die Franken durch ein 3:2 über Werder Bremen noch um drei Plätze und schlossen so die Saison wie im Vorjahr auf dem zehnten Platz ab. Insgesamt waren in der Spielzeit 44 Punkte errungen worden. Erfolgreichster Torschütze der Mannschaft war Innenverteidiger Per Nilsson mit sechs Treffern. Hiroshi Kiyotake war mit zehn Torvorlagen der Viertbeste Vorbereiter der Liga – und der Beste, der nicht für den Meister Bayern München spielte. Auch das von vielen Fans erhoffte Ziel, in der Tabelle vor Heckings Wolfsburg zu bleiben, wurde erreicht; wie zur Winterpause mit einem Platz und einem Punkt.

### Der achte Abstieg 2013/14

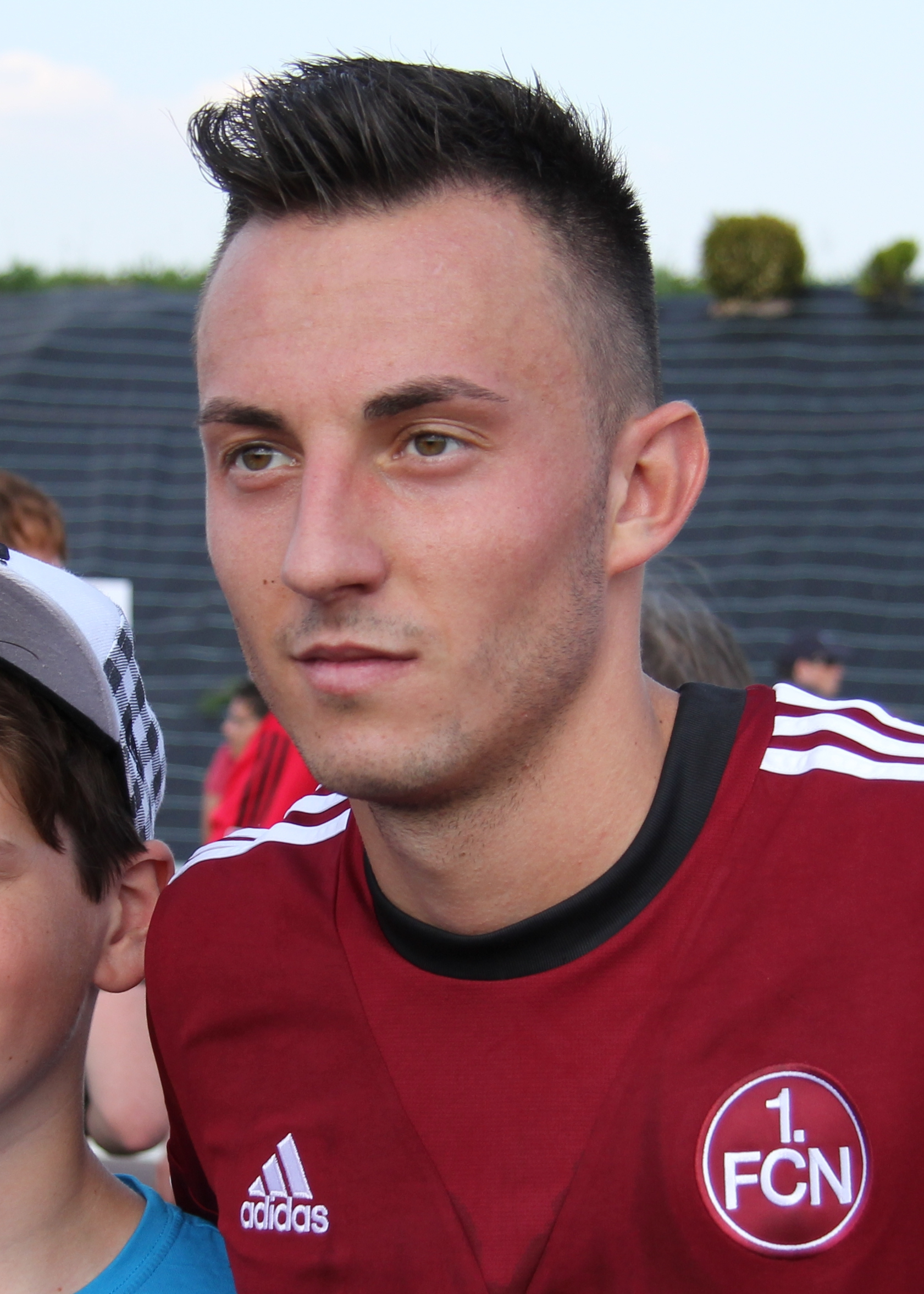
Josip Drmić wurde mit 17 Treffern der drittbeste Torschütze der Liga und wechselte nach der Saison zu Bayer Leverkusen.

Zur Saison 2013/14 wollte Nürnberg den Großteil der Leistungsträger halten. Lediglich Timm Klose wurde vom VfL Wolfsburg abgeworben. Ferner verließen mit Mū Kanazaki, Sebastian Polter, Alexander Stephan, Nick Weber und den bereits vorher verliehen Almog Cohen, Manuel Zeitz und Wilson Kamavuaka einige Ersatzspieler den Verein. Erst kurz vor Saisonbeginn verabschiedete sich unerwartet Leistungsträger Timmy Simons, nachdem ihm von seinem früheren Verein FC Brügge ein Zweijahresvertrag mit Anschlussoption für einen Wechsel in den Trainerstab angeboten worden war. Zur Verstärkung holte sich der Club Martin Angha, Daniel Ginczek, Mariusz Stępiński, Emanuel Pogatetz und Josip Drmić. Vor dem fünften Spieltag folgte noch Hasebe Makoto, um die von Simons hinterlassene Lücke zu füllen.

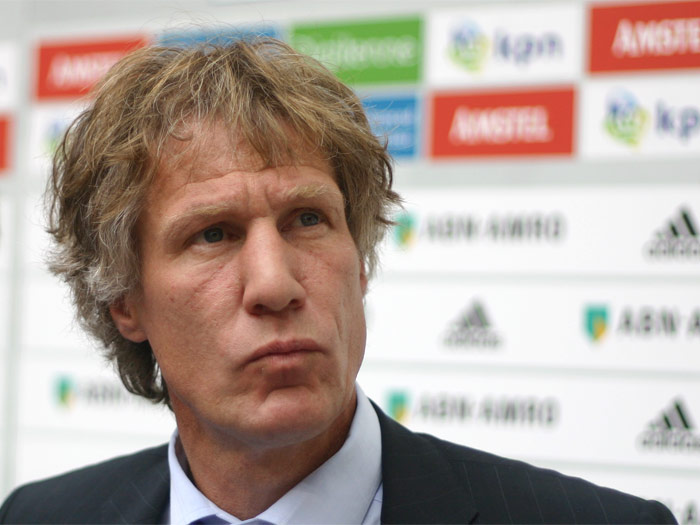
Gertjan Verbeek (Foto von 2007).

Sportlich begann die Saison mit einem 2:2 bei der TSG Hoffenheim, dasselbe Ergebnis gab es eine Woche später zu Hause gegen den Neuaufsteiger Hertha BSC. Aus den folgenden fünf Spielen holte Nürnberg lediglich drei Punkte, dann folgte eine 0:5-Heimniederlage gegen den HSV. Nach diesem Spiel wurden Wiesinger und Reutershahn beurlaubt. Am folgenden Spieltag holte das Team unter Interimstrainer Roger Prinzen einen Punkt bei der Frankfurter Eintracht. Am 21. Oktober 2013 wurde der Niederländer Gertjan Verbeek als neuer Trainer verpflichtet. In seinen ersten drei Partien wurde trotz zum Teil starker Spielweise lediglich ein Punkt erbeutet, weshalb sich der Verein nach dem zwölften Spieltag auf dem letzten Tabellenplatz wiederfand. Dieser wurde zwar durch ein Unentschieden am folgenden Spieltag wieder verlassen, Nürnberg musste jedoch als Tabellenvorletzter überwintern. Besonders dramatisch war ein 3:3 in Hannover, am 16. Spieltag, bei dem Nürnberg bis zur 60. Minute mit 3:0 und bis zur zweiten Minute der Nachspielzeit mit 3:2 geführt hatte. Der Club wurde damit zur ersten Mannschaft der Bundesligageschichte, die in der kompletten Hinrunde keinen Sieg feiern konnte. Der Rekord für die längste sieglose Serie insgesamt liegt aber weiterhin bei Tasmania Berlin. Der Start in die Rückrunde verlief mit einem 4:0-Erfolg gegen Hoffenheim und einem 3:1-Sieg in Berlin hingegen erfolgreich, so dass die Franken nach dem 19. Spieltag auf Platz fünfzehn standen. Beim folgenden Heimspiel, das 0:2 gegen den FC Bayern München verloren wurde, verletzte sich zuerst Timothy Chandler, welcher bis zum 32. Spieltag ausfiel, dann Daniel Ginczek, der die gesamte Saison nicht mehr spielen konnte. An den beiden nächsten Spieltagen gelangen noch zwei Siege gegen Augsburg und Braunschweig. Der Sieg gegen die Niedersachsen wurde dabei maßgeblich von Raphael Schäfer ermöglicht, da er zwei Strafstöße hielt. Als im Folgenden auch noch Nürnberg vom Punkt scheiterte, wurde die Begegnung zum ersten Spiel mit drei vergebenen Elfmetern in der Bundesligageschichte. Vor allem wegen anhaltenden Verletzungspechs konnte dann aber nur noch die Partie vom 27. Spieltag gewonnen werden, alle anderen Spiele gingen verloren. Nach einer 1:4-Heimniederlage gegen Leverkusen wurde Gertjan Verbeek nach nur zweiundzwanzig Spieltagen beurlaubt und Roger Prinzen übernahm erneut die Position des Interimstrainers. Doch er konnte in den drei restlichen Spielen keinen Punkt mehr erringen. Am letzten Spieltag bestanden noch Chancen auf das Erreichen des Relegationsplatzes, nach einer 1:4-Niederlage auf Schalke stand jedoch der achte Bundesligaabstieg des 1. FC Nürnberg fest. Schon zwei Tage später wurde der Wechsel von Josip Drmić zu Bayer 04 Leverkusen bekannt gegeben; die Werkself soll dafür eine Ablösesumme von sechs bis sieben Millionen Euro bezahlt haben.

## Jüngste Geschichte
| Saisonbilanzen seit 2014 | Saisonbilanzen seit 2014 | Saisonbilanzen seit 2014 | Saisonbilanzen seit 2014 | Saisonbilanzen seit 2014 | Saisonbilanzen seit 2014 |
| Saison                   | Platz                    | Tore                     | Punkte                   | Zuschauer                | Kader                    |
| ------------------------ | ------------------------ | ------------------------ | ------------------------ | ------------------------ | ------------------------ |
| 2014/15                  | 09.                      | 42:47                    | 45                       | 30.743                   | Kader                    |
| 2015/16                  | 03.                      | 68:41                    | 65                       | 30.709                   | Kader                    |
| 2016/17                  | 12.                      | 46:52                    | 42                       | 28.834                   | Kader                    |
| 2017/18                  | 02.                      | 61:39                    | 60                       | 30.522                   | Kader                    |
| 2018/19                  | 18.                      | 26:68                    | 19                       | 40.072                   | Kader                    |
| 2019/20                  | 16.                      | 45:58                    | 37                       | 29.618                   | Kader                    |
| 2020/21                  | 11.                      | 46:51                    | 44                       | 6.639 bzw. 781           | Kader                    |
| 2021/22                  | 08.                      | 49:49                    | 51                       | 20.515                   | Kader                    |
| 2022/23                  | 14.                      | 32:49                    | 39                       | 30.335                   | Kader                    |
| 2023/24                  | 12.                      | 43:64                    | 40                       | 34.416                   | Kader                    |
| 2024/25                  | 10.                      | 60:57                    | 48                       | 37.593                   | Kader                    |
| orange: 2. Bundesliga    |                          |                          |                          |                          |                          |

Nach dem Abstieg musste Nürnberg vier Jahre in der Zweitklassigkeit verbringen. Eine so lange Abwesenheit aus dem Oberhaus hatte es seit den 1990ern nicht mehr gegeben. Das erste Jahr beendeten die hoch favorisierten Franken nur auf Rang neun, in der Folgesaison kam es zur erfolglosen Relegationsspielteilnahme. Als das dritte Jahr nur auf Platz zwölf beendet wurde, gelang 2017/18 der Wiederaufstieg. Nach dem sofortigen Wiederabstieg konnte der Fall in die dritte Liga 2019/20 erst in den Relegationsspielen verhindert werden.

### Platz neun

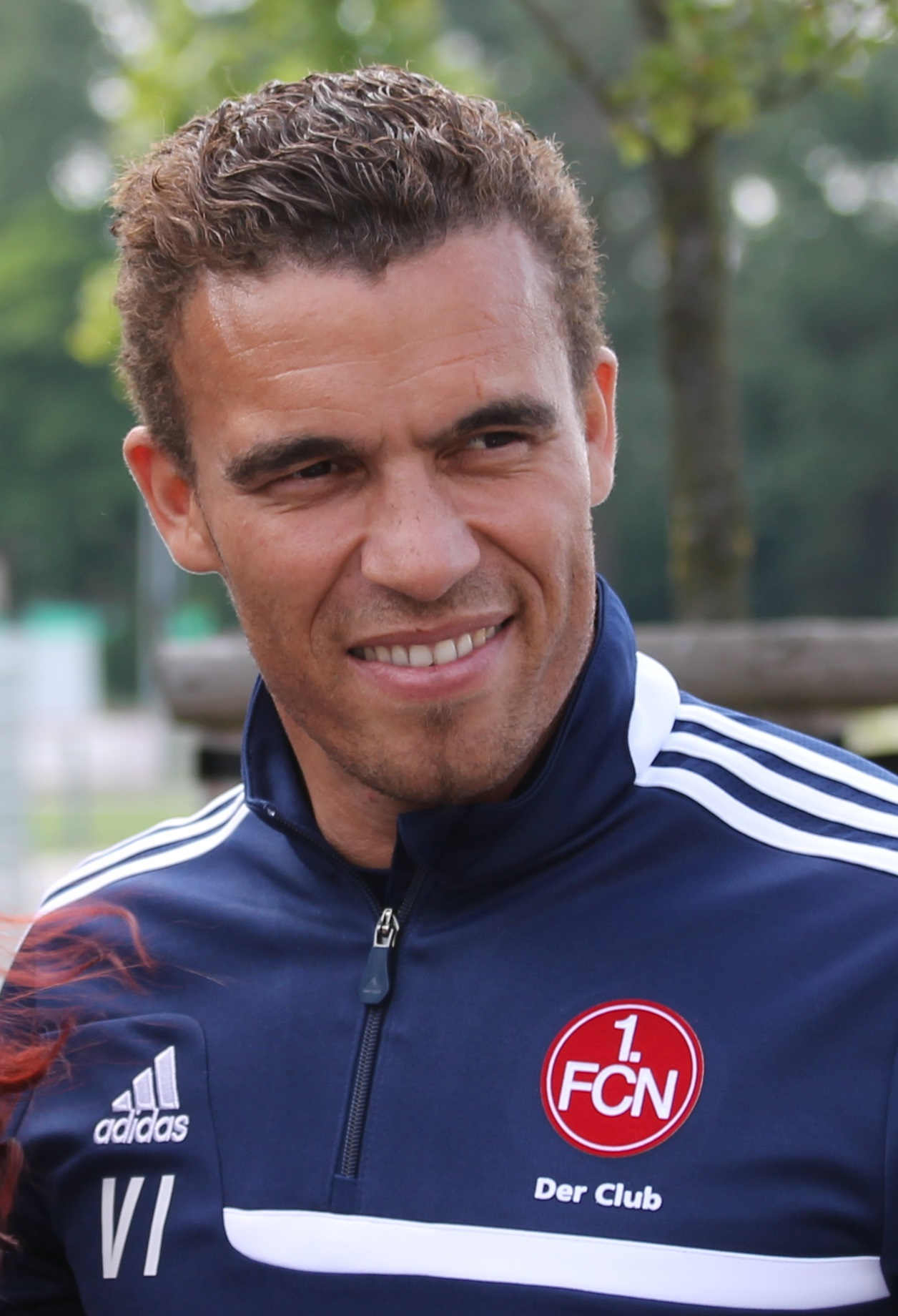
Valérien Ismaël am Tag des Trainingsauftaktes beim 1. FCN.

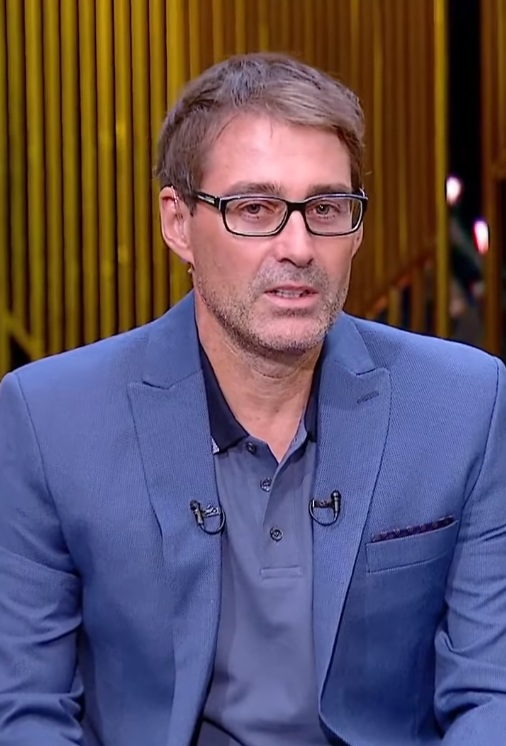
René Weiler (Foto von 2020).

Nach dem Abstieg verließ ein Großteil der Spieler den Verein. Lediglich Schäfer, Rakovsky, Pinola, Gebhart, Stark, Petrák, Pachonik und Bihr blieben Nürnberg für die neue Zweitligasaison erhalten, Mendler kehrte nach seiner Leihe zurück, kam aber zu keinem Einsatz für die erste Mannschaft. Zu den spektakulärsten Neuzugängen gehörten der amtierende Torschützenkönig der Zweiten Bundesliga Jakub Sylvestr, Rückkehrer Jan Polák, Niclas Füllkrug, Danny Blum, Alessandro Schöpf und Leihspieler Peniel Mlapa.
Als neuer Trainer wurde Valérien Ismaël verpflichtet, der damit erstmals einen Profiverein anführte. Nürnberg galt als einer der größten Favoriten der Liga. Das erste Spiel wurde mit 1:0 knapp gegen Erzgebirge Aue gewonnen, doch eine Woche später gab es mit einem 1:5 in Fürth eine blamable Niederlage. Im Pokal schied Nürnberg in der ersten Partie gegen den Drittligisten MSV Duisburg aus. Nach sieben Spieltagen stand der Club auf dem sechzehnten Tabellenplatz, was den Negativwert der Saison bedeutete. Nach dem dreizehnten Spieltag wurde Ismaël beurlaubt, als Nachfolger wurde der Schweizer René Weiler engagiert. Zur Winterpause kamen mit Guido Burgstaller, Sebastian Kerk und Adrian Nikci drei Verstärkungen. Beste Platzierung war Rang sechs nach zweiundzwanzig Spielen. Am Ende wurde mit Position neun das Ziel des direkten Wiederaufstiegs deutlich verfehlt.

### Erfolglose Relegation
Im Vorfeld der Saison 2015/16 gestaltete sich das Lizenzierungsverfahren aus finanziellen Gründen schwierig. Ein wesentliches Problem war das Auslaufen der Club-Anleihe von 2009, die der Verein umschulden musste. Auch die Mannschaft wurde wieder deutlich verändert, dabei wurde auch der Vertrag des langjährigen Publikumslieblings Javier Pinola nicht verlängert, der daraufhin nach Argentinien zurückkehrte, wo er sogar wieder in die Nationalmannschaft berufen wurde. Weitere bedeutende Abgänge waren Čelůstka, Mendler und Mlapa, unter den Neuverpflichtungen sind besonders Cedric Teuchert aus der eigenen Jugend, Tim Leibold, Thorsten Kirschbaum, Rúrik Gíslason, Kevin Möhwald und Hanno Behrens, der später zum Kapitän ernannt wurde, erwähnenswert. Das erste Spiel ging 6:3 in Freiburg verloren, womit Nürnberg auf Anhieb den letzten Tabellenplatz belegte. Im September 2015 trennte man sich auch von dem bei vielen Fans unbeliebten Sportvorstand Martin Bader. Der Verein konnte sich stabilisieren und in den Aufstiegskampf einsteigen. Im Pokal stand in der zweiten Runde ein 5:1-Heimsieg gegen Düsseldorf, ehe das Aus gegen Hertha BSC folgte. In der Winterpause wechselte Schöpf zum FC Schalke 04. Seit dem achtzehnten Spieltag belegt der FCN den Relegationsplatz drei und konnte dabei auch einige beeindruckende Serien in der zweiten Liga aufstellen: achtzehn Ligaspiele in Folge ohne Niederlage, Saisonübergreifend achtzehn Heimspiele in Folge ohne Niederlage sowie sechs Siege in Folge. Alle drei Serien endeten am neunundzwanzigsten Spieltag gegen den Tabellenletzten MSV Duisburg, der in Nürnberg den ersten Auswärtssieg der Saison feiern konnte. Das nächste Spiel gegen Karlsruhe wurde ebenfalls verloren, dann konnte jedoch ein 0:2-Pausenrückstand gegen Union Berlin noch zu einem 6:2-Sieg gedreht werden. Es war das erste Mal seit einem 7:3-Erfolg gegen Mainz im Jahr 1975, dass die Nürnberger sechs Tore in einer Halbzeit erzielen konnten. Am Ende der Saison stand Nürnberg auf dem dritten Platz und musste daher in den Relegationsspielen gegen Eintracht Frankfurt antreten. Das Hinspiel endete glücklich mit 1:1. Die zwischenzeitliche Führung war durch ein Eigentor des Frankfurters Marco Russ zustande gekommen, dessen Erkrankung an Hodenkrebs erst am Tag des Spiels öffentlich bekannt geworden war. Im Rückspiel unterlag der FCN im eigenen Stadion mit 0:1 und verfehlte so den Aufstieg. Erwähnenswert ist in dieser Saison auch eine außergewöhnlich hohe Quote von Schiedsrichter-Fehlentscheidungen zu Ungunsten des 1. FC Nürnberg. Laut der Internetseite wahrtetabelle.de wurde der Verein vierzehnmal benachteiligt und konnte nur dreimal profitieren. Nach der korrigierten Tabelle hätte Nürnberg insgesamt zwölf Punkte mehr bekommen und wäre mit fünf Punkten Vorsprung auf Platz eins der Liga gelegen.

### Platz zwölf

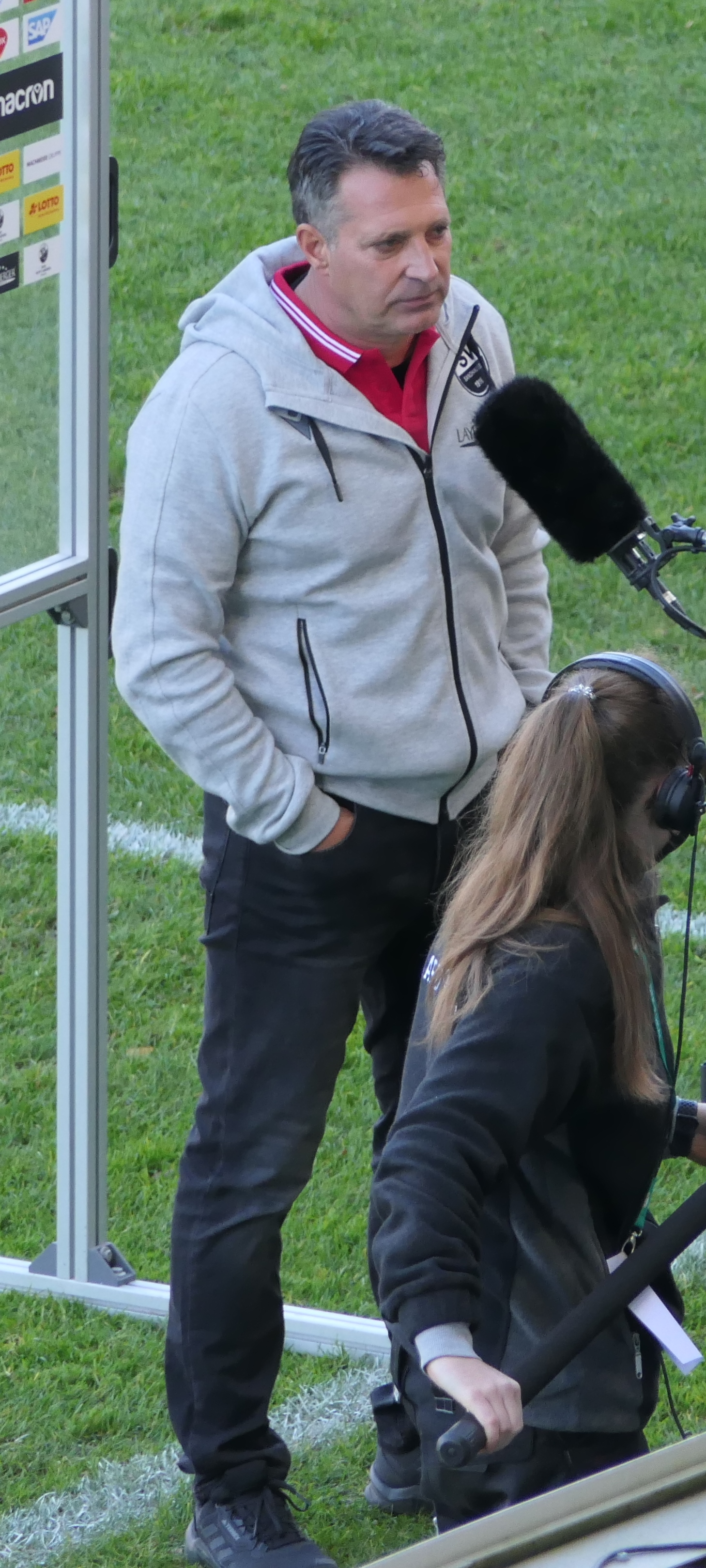
Alois Schwartz (Foto von 2021).

Vor der Saison 2016/17 verließ Trainer Weiler den 1. FC Nürnberg, um den RSC Anderlecht zu übernehmen. Als Nachfolger wurde Alois Schwartz vom SV Sandhausen engagiert. Unter den Spielern gingen etwa Blum, Füllkrug, Kerk und Polák, als Neuzugänge waren vor allem Tobias Kempe, Tim Matavž und Edgar Salli von Bedeutung. Nach zwei Unentschieden zum Auftakt unterlag der Club mit 1:6 in Braunschweig und verlor auch die drei folgenden Spiele, wodurch er nach dem sechsten Spieltag den letzten Tabellenplatz einnehmen musste. Von dort aus konnten sich die Nürnberger zwar durch vier Siege in Folge auf den achten Platz verbessern, blieben dann aber im Mittelfeld der Tabelle hängen. Für Furore sorge hingegen Burgstaller, der mit vierzehn Treffern erfolgreichster Torjäger der Hinrunde wurde, dann aber zum FC Schalke 04 wechselte. Am Ende reichte es für ihn immer noch zum fünften Platz unter den Torjägern. Auch Sylvestr verließ den Verein nun endgültig, Mikael Ishak kam neu hinzu. Nachdem am 23. Spieltag erstmals seit der Regionalliga Süd 1972/73 auch das zweite Frankenderby einer Saison gegen Fürth verloren gegangen war, wurde Schwartz durch Michael Köllner ersetzt, der vorher die U-21-Mannschaft trainiert hatte. In dessen erster Partie gab es nach drei torlosen Niederlagen wieder einen Sieg, zu einem echten Aufwärtstrend kam es aber nicht. Nach dem 32. Spieltag wurde mit Rang sieben der höchste Stand der Saison erreicht, durch Niederlagen in den letzten beiden Partien wurde am Ende jedoch nur Platz zwölf belegt, was die schlechteste Abschlussplatzierung seit der Saison 1995/96 bedeutete. Außerdem stand erstmals seit der Fußball-Oberliga 1952/53 Nürnberg in der Abschlusstabelle hinter Fürth. Am 33. Spieltag (dem letzten Heimspiel) beendete zudem Raphael Schäfer mit seinem 358. Ligaeinsatz für Nürnberg seine Karriere. Nach Abpfiff der 2:3-Niederlage gegen Düsseldorf wurde er feierlich verabschiedet. Weiterhin wurde durch die Crowdfunding-Initiative Max gemeinsam der Consorsbank erreicht, dass das Stadion für drei Jahre den von den Fans lange ersehnten Namen Max-Morlock-Stadion tragen wird.

### Der achte Aufstieg

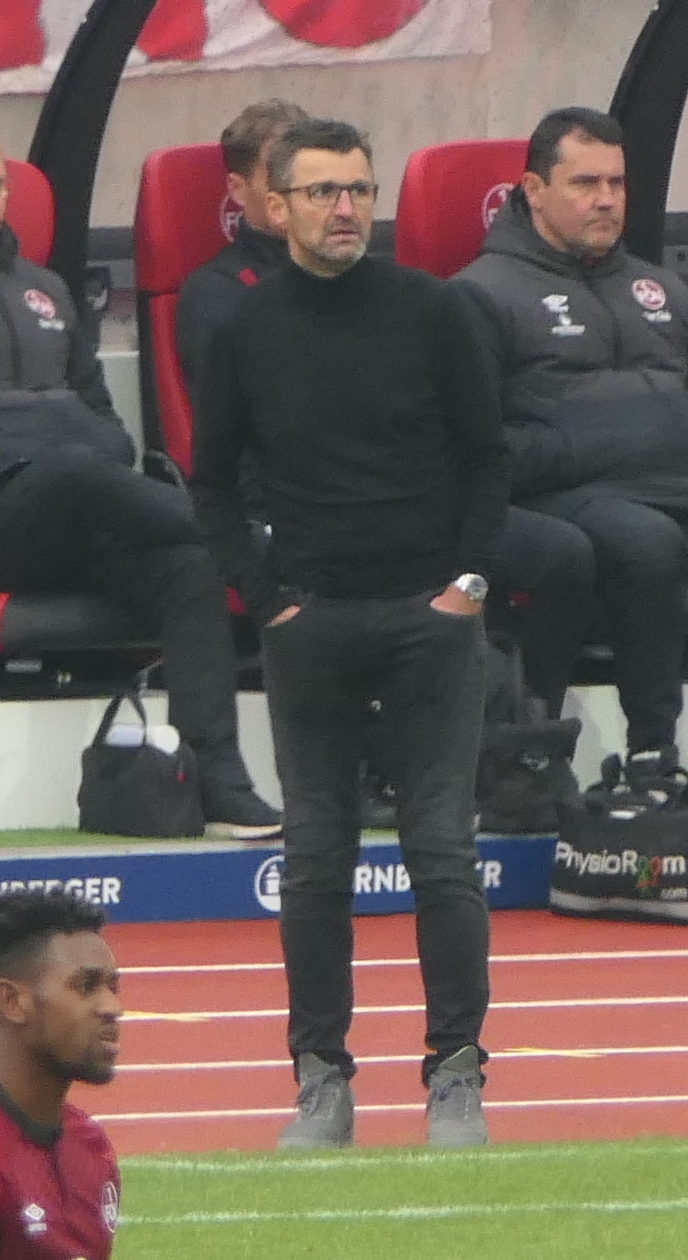
Aufstiegstrainer Michael Köllner

Vor der Saison 2017/18 gingen unter anderem auch Bulthuis, Hovland, Kempe, Matavž und Patrick Rakovsky, der in den Jahren zuvor als Schäfer-Nachfolger gehandelt worden war, neu verpflichtet wurden etwa Enrico Valentini, Ewerton, Tobias Werner und Fabian Bredlow, der zum neuen Stammtorhüter avancierte, sowie Sebastian Kerk, der nach einem Jahr Abwesenheit nun fest verpflichtet wurde, jedoch bereits am dritten Spieltag mit einer schweren Verletzung für den Rest der Saison ausfiel. Sportlicher Auftakt war ein 3:0-Sieg gegen den 1. FC Kaiserslautern, wodurch der erste Spieltag auf Tabellenplatz eins beendet wurde. Auch am zweiten Tag gab es einen Sieg. Nach nur einem Punkt aus den folgenden drei Spielen kam es mit einem 6:1-Erfolg beim MSV Duisburg zum bis dato höchsten Zweitliga-Auswärtssieg der Vereinsgeschichte. Am achten Spieltag gewann Nürnberg das Frankenderby auswärts mit 3:1. Es war der erste Pflichtspielsieg in Fürth seit 1979. Bei Auswärtssiegen dazwischen handelte es sich entweder um Freundschaftsspiele, oder um Spiele, die trotz Fürther Heimrecht im größeren Nürnberger Stadion ausgetragen worden waren. Am 15. Spieltag rückte Nürnberg auf Platz drei vor und war im gesamten Rest der Saison nicht mehr schlechter platziert, ab dem zwanzigsten Spieltag galt selbiges für Platz zwei. In der Winterpause gingen Teuchert, Gíslason und Kammerbauer, Federico Palacios und Marvin Stefaniak erwiesen sich als Verstärkungen. Am 23. Spieltag wurde die Tabellenführung übernommen und obwohl eine schwächere Phase mit nur drei Punkten aus fünf Spielen folgte, die auch einer Verletzungspause des bis dahin erfolgreichsten Nürnberger Torschützen Mikael Ishak geschuldet war, schaffte es kein Verein, die Franken von einem direkten Aufstiegsplatz zu verdrängen. Zu einer Vorentscheidung kam es am 31. Spieltag, als die Nürnberger 3:1 gegen den direkten Verfolger in Kiel gewannen und damit den Vorsprung auf fünf Punkte ausbauten. Nach einem Heimsieg über Braunschweig wurde der Aufstieg am vorletzten Spieltag mit einem 2:0-Erfolg in Sandhausen perfekt gemacht. Da die Fortuna aus Düsseldorf, die bereits am 32. Spieltag sicher aufgestiegen war, gleichzeitig nur unentschieden Spielte, übernahm der Club abermals die Tabellenführung. Im letzten Spiel der Saison kam es in Nürnberg zum Duell der beiden Aufsteiger. Es war das einzige ausverkaufte Heimspiel des FCN in dieser Saison. Die Gastgeber gingen früh mit 2:0 in Führung, kassierten aber in der Nachspielzeit noch das 2:3, wodurch die fünfte Nürnberger Zweitligameisterschaft im letzten Moment vereitelt wurde.

### 2018/19: Ein Jahr erstklassig

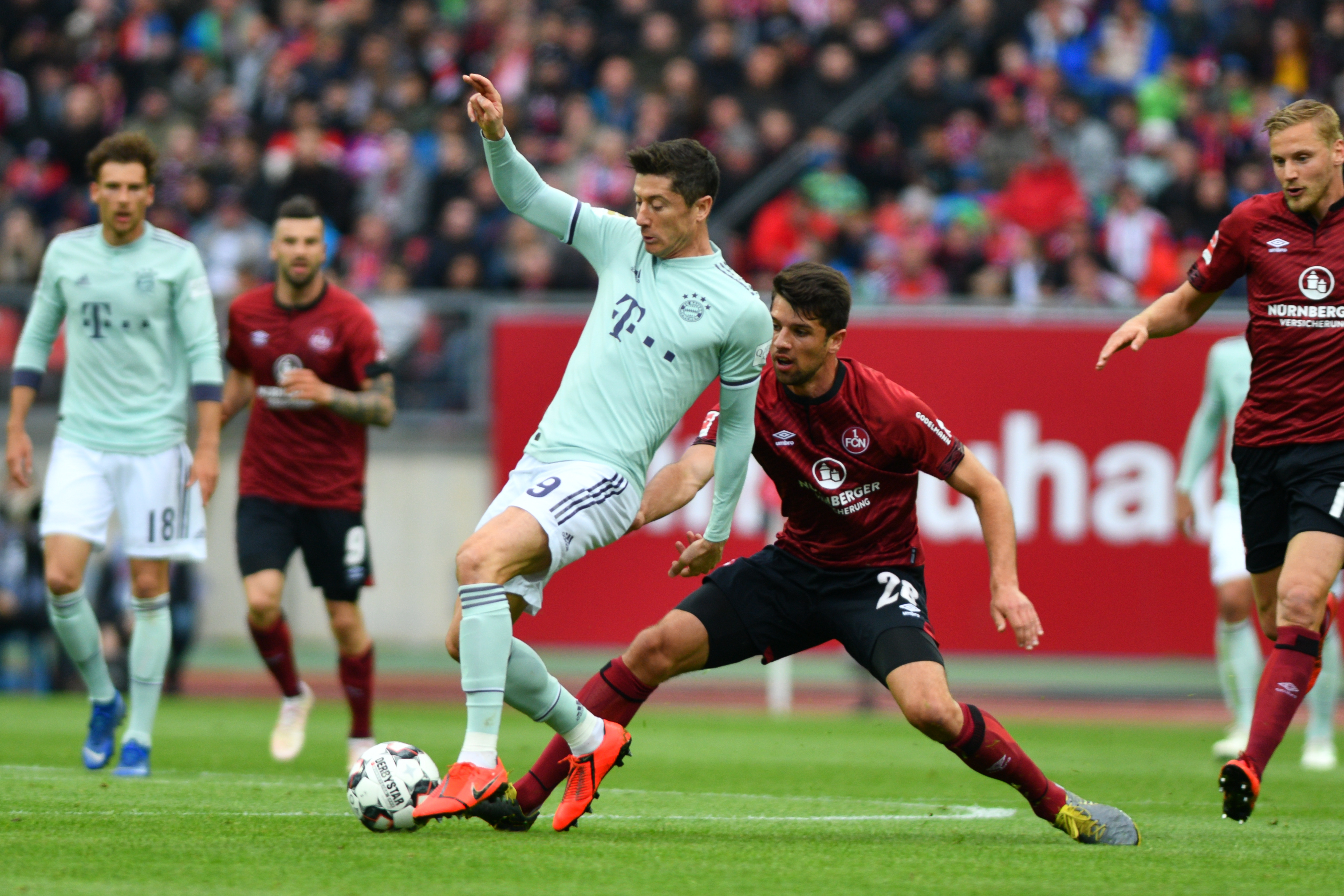
Szene aus dem Heimspiel gegen Bayern München: Lukas Mühl im Zweikampf gegen Robert Lewandowski

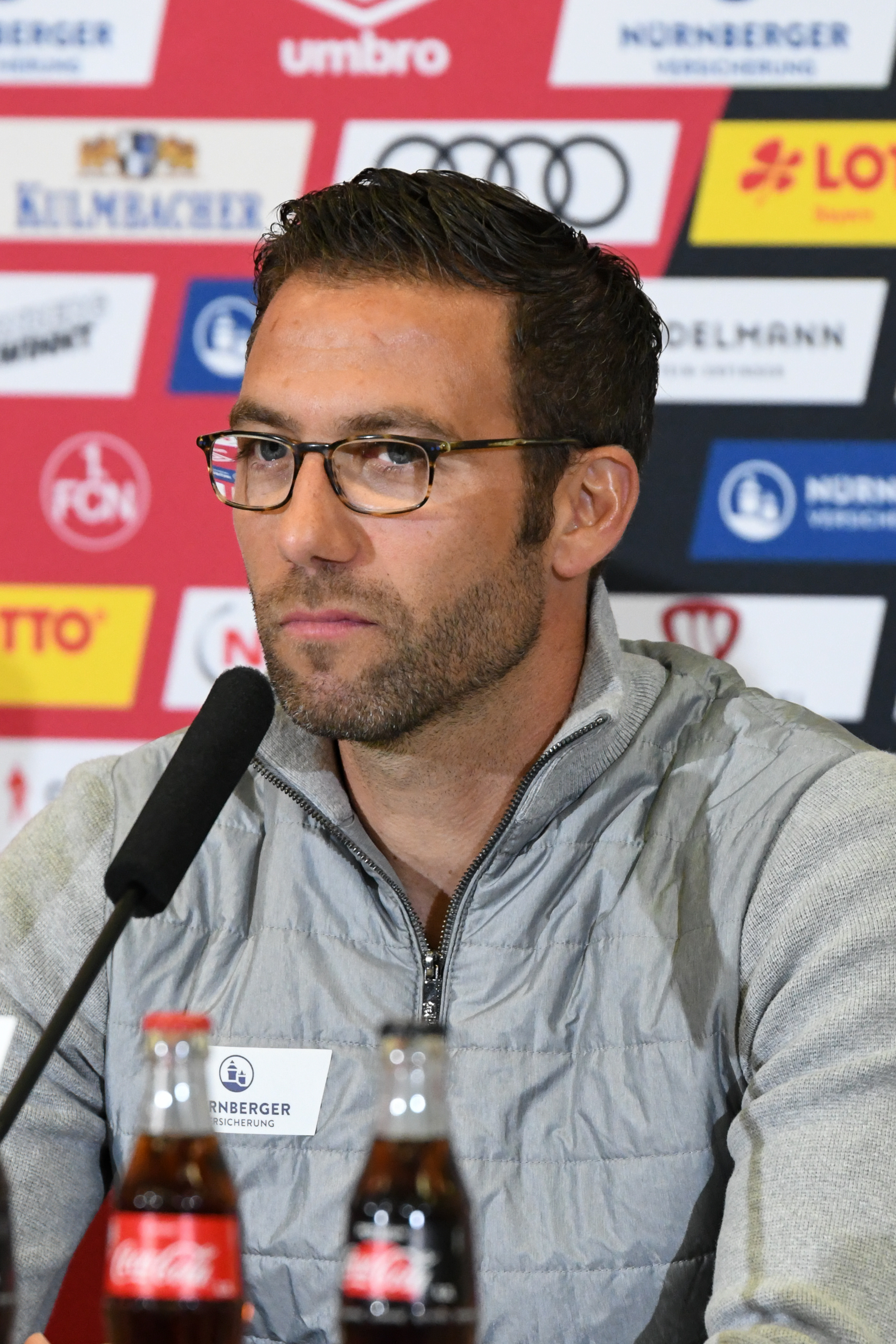
Boris Schommers

Die Saison 2018/19 begann mit einer Niederlage bei Hertha BSC, worauf zwei unentschiedene Spiele folgten, ehe am vierten Spieltag gegen Hannover 96 der erste Sieg gelang, worauf mit Tabellenplatz acht der Bestwert der Saison erreicht wurde. Unmittelbar darauf folgte allerdings mit einem 0:7 in Dortmund eine der höchsten Bundesliga-Niederlagen der Vereinsgeschichte. Zwar wurde im folgenden Heimspiel der vermeintliche Abstiegskonkurrent Fortuna Düsseldorf mit 3:0 bezwungen, aber nur einen weiteren Spieltag später stand ein 0:6 bei RB Leipzig. Bis zur Winterpause punktete Nürnberg nur noch in drei Unentschieden, am fünfzehnten Spieltag rutschte der Verein auf den vorletzten Tabellenplatz ab und konnte sich bis Saisonende nicht mehr besser positionieren. In der Rückrunde gab es den ersten Punkt am 20. Spieltag. Nach dem Pokalaus gegen den zweitklassigen Hamburger SV und einer 0:2-Niederlage am 21. Spieltag gegen Hannover wurde Trainer Michael Köllner beurlaubt. Unter seinem kommissarischen Nachfolger Boris Schommers wurde gleich ein Unentschieden im Rückspiel gegen den Tabellenführer Dortmund erreicht, der wenig später vom FC Bayern von der Spitze verdrängt wurde. Am 27. Spieltag wurde erst das dritte Saisonspiel gewonnen, dennoch wurden so wieder Hoffnungen auf den Klassenerhalt geweckt, zumal auch in den beiden folgenden Partien gepunktet wurde. Am 31. Spieltag kam es zum Heimspiel gegen den FC Bayern. Nürnberg ging durch ein Tor von Matheus Pereira in Führung, die Münchner konnten aber ausgleichen. In der 90. Minute bekamen die Franken einen Strafstoß zugesprochen, konnten diesen aber nicht verwandeln, wie schon dreimal zuvor in der Spielzeit. Unmittelbar darauf konnte allerdings noch Torhüter Christian Mathenia in einer 1:1-Situation den Siegtreffer des Gegners verhindern. Die letzten drei Saisonspiele gingen hingegen allesamt verloren, nach einem 0:4 am vorletzten Spieltag gegen Mönchengladbach stand der neunte Abstieg fest, zudem war es zum zweiten Mal in der Vereinsgeschichte der letzte Tabellenplatz am Saisonende. Die lediglich drei Siege bilden ebenfalls einen vereinsinternen Negativrekord.

### Beinahe-Abstieg in Liga drei

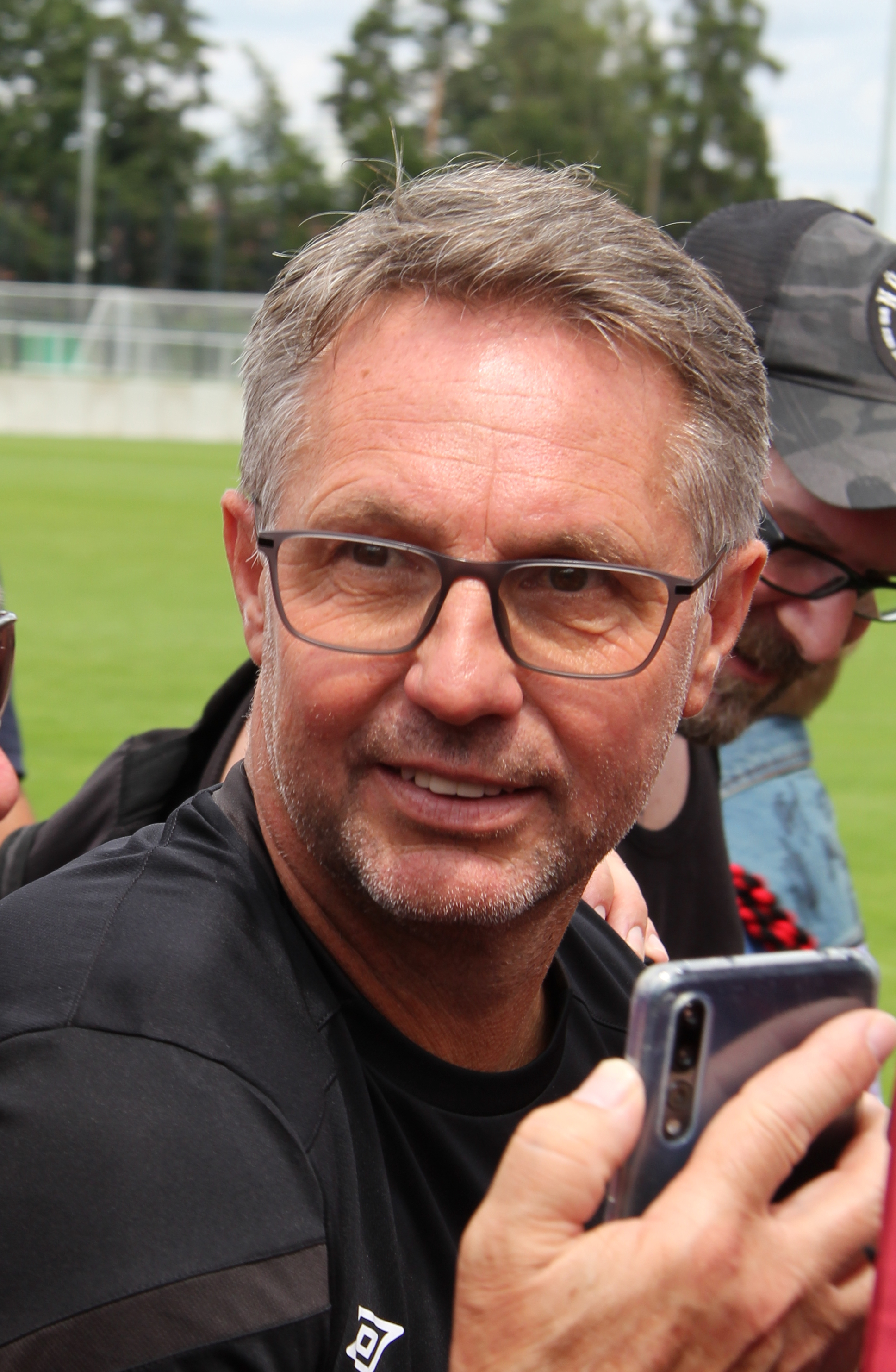
Damir Canadi beim Trainingsauftakt am 20. Juni 2019.

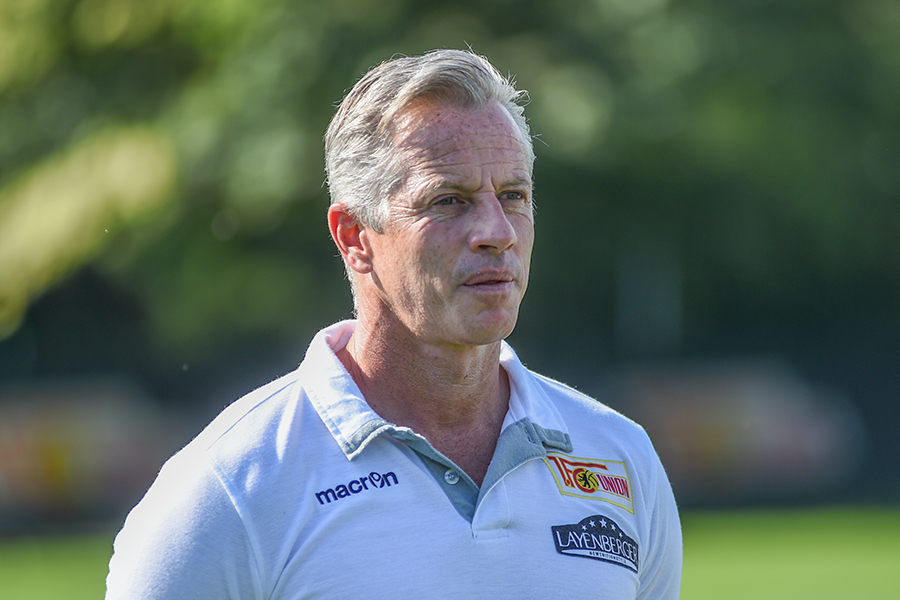
Jens Keller (Foto von 2016).

Für die Zweitligasaison 2019/20 verpflichtete der 1. FC Nürnberg den österreichischen Trainer Damir Canadi. Das erste Spiel wurde mit 1:0 noch knapp in Dresden gewonnen, doch schon am zweiten Spieltag unterlag Nürnberg mit 0:4 gegen den Hamburger SV, womit der vereinsinterne Negativrekord der höchsten Heimniederlage in der zweiten Bundesliga aus der Saison 1976/77 eingestellt worden war. In den folgenden fünf Spielen konnten sechs Punkte erbeutet werden, dann folgte mit einem 4:0-Sieg in Hannover ein Erfolg. Nach einem Unentschieden gegen St. Pauli wurde mit dem sechsten Tabellenplatz der Bestwert der Saison erreicht (wie auch nach dem ersten Spieltag). In der Schlussphase der folgenden knappen Niederlage in Aue verletzte sich Stammtorhüter Christian Mathenia, was den Auftakt einer bemerkenswerten Serie von Torwart-Problemen markierte. Zunächst übernahm am zehnten und elften Spieltag Andreas Lukse die Position des Schlussmanns. In der zweiten Runde des DFB-Pokals durfte dann die Nummer drei Patric Klandt spielen und verletzte sich in der 115. Minute. Da keine Auswechslung mehr möglich war, musste Feldspieler Enrico Valentini ins Tor. Nürnberg unterlag schließlich mit 5:6 im Elfmeterschießen gegen den FC Kaiserslautern. Vor dem folgenden Ligaspiel in Bochum erkrankte dann Lukse und nahm nur auf der Bank Platz, und da auch die etatmäßige Nummer vier Jonas Wendlinger nicht einsatzfähig war, kam die Nummer fünf Benedikt Willert zum Profidebüt. Da dieses Spiel mit 1:3 verloren wurde, entließ der auf dem elften Tabellenplatz stehende Verein Trainer Canadi. Das folgende Heimspiel gegen Bielefeld übernahm Marek Mintál als Interimstrainer. Mit einem 1:5 kam es dabei erneut zu einer der höchsten Zweitliga-Heimniederlagen der Vereinsgeschichte.
Im folgenden torlosen Frankenderby saß erstmals der neue Trainer Jens Keller auf der Bank und der neu verpflichtete, vorher vereinslose Felix Dornebusch stand erstmals zwischen den Pfosten. Nachdem das folgende Spiel gegen den SV Wehen verloren gegangen war, belegte Nürnberg den Abstiegs-Relegationsplatz. Es folgten eine Niederlage in Stuttgart und ein Remis gegen Kiel, ehe im letzten Spiel vor der Winterpause, das bereits zur Rückrunde zählte, wieder ein Sieg gegen Dresden gelang. Im neuen Jahr kehrte Stammkeeper Mathenia zurück, dennoch gab es zum Auftakt eine 1:4-Niederlage in Hamburg, was den siebzehnten Tabellenplatz zur Folge hatte. Dieser konnte jedoch mit einem Sieg über Sandhausen bereits am nächsten Spieltag wieder verlassen werden. Nach einem weiteren Sieg gegen Osnabrück holte Nürnberg noch vier Punkte aus vier Spielen, ehe die Saison wegen der COVID-19-Pandemie für mehrere Wochen unterbrochen werden musste. Letztes Spiel vor dem Lockdown war eine 0:3-Heimniederlage gegen Hannover 96 am 6. März. Das nächste Nürnberger Spiel wurde erst am 17. Mai ausgetragen. In seinem ersten Geisterspiel unterlag der Club mit 0:1 auf St. Pauli. Mathenia erhielt zudem eine Rote Karte mit einem Spiel Sperre, wodurch Dornebusch zu zwei weiteren Einsätzen kam. Mit vier Unentschieden in Folge trat Nürnberg danach auf der Stelle und befand sich nach einer Heimniederlage gegen Fürth endgültig im tiefen Abstiegskampf, wobei der nun belegte Relegationsplatz aus eigener Kraft bereits nicht mehr zu verlassen war. Am folgenden 32. Spieltag gewannen die Franken dann aber mit 6:0 in Wiesbaden. Damit war nun auch ein positiver Vereinsrekord aufgestellt: Der bislang höchste Auswärtssieg, ein 6:1 beim MSV Duisburg in der Saison 2017/18, war überboten. Da der Abstiegsrivale Karlsruher SC hingegen verlor, lag Nürnberg nun wieder mit drei Punkten und fünf Toren Vorsprung auf Rang fünfzehn. Nur einen Spieltag später war die Verbesserung in der Tordifferenz aber bereits egalisiert: Nürnberg verlor im eigenen Stadion mit 0:6 gegen den VfB Stuttgart, was nun die alleinige höchste Heimniederlage des Vereins in der zweiten Liga bedeutet. Nürnberg hatte es also geschafft, in einer Saison drei historische Heimniederlagen und einen historischen Auswärtssieg zu erleben. Da Karlsruhe gleichzeitig gegen den bereits sicheren Zweitliga-Meister Arminia Bielefeld unentschieden spielte, schrumpfte der Abstand auf zwei Punkte mit bereits schlechterer Tordifferenz. Zum Fernduell am letzten Spieltag musste Nürnberg in Kiel und Karlsruhe in Fürth antreten. Mit einem Sieg wäre dem Club der Klassenerhalt sicher gewesen, ansonsten hätte Karlsruhe nicht gewinnen dürfen. Zwar lagen beide fränkischen Vereine schon nach drei Minuten in Führung, am Ende konnte Nürnberg aber nur ein 1:1 verzeichnen, während Karlsruhe 2:1 gewann.
Somit musste Nürnberg wegen der um zwei schlechteren Tordifferenz in den Relegationsspielen antreten. Jens Keller wurde entlassen, der Leiter des Nachwuchs-Leistungs-Zentrums und frühere Trainer Michael Wiesinger übernahm mit Mintál als Co-Trainer die Betreuung. Im Hinspiel gegen den Drittligisten FC Ingolstadt, der bereits in der ersten Runde des Pokals mit 1:0 besiegt worden war, konnten Nürnberg mit einem 2:0 im eigenen Stadion eine gute Ausgangslage schaffen, ein noch höherer Sieg wäre möglich gewesen. Im Rückspiel begann Nürnberg ebenfalls stark, dann konnte Ingolstadt das Spiel jedoch durch drei Tore nach Freistößen in der 53., 62. und 66. Minute drehen, womit der Club abgestiegen wäre. In der sechsten Minute der Nachspielzeit konnte aber Fabian Schleusener noch zum 1:3 treffen, wodurch aufgrund der Auswärtstorregel der Klassenerhalt gelungen war.

### Die Saison 2020/21

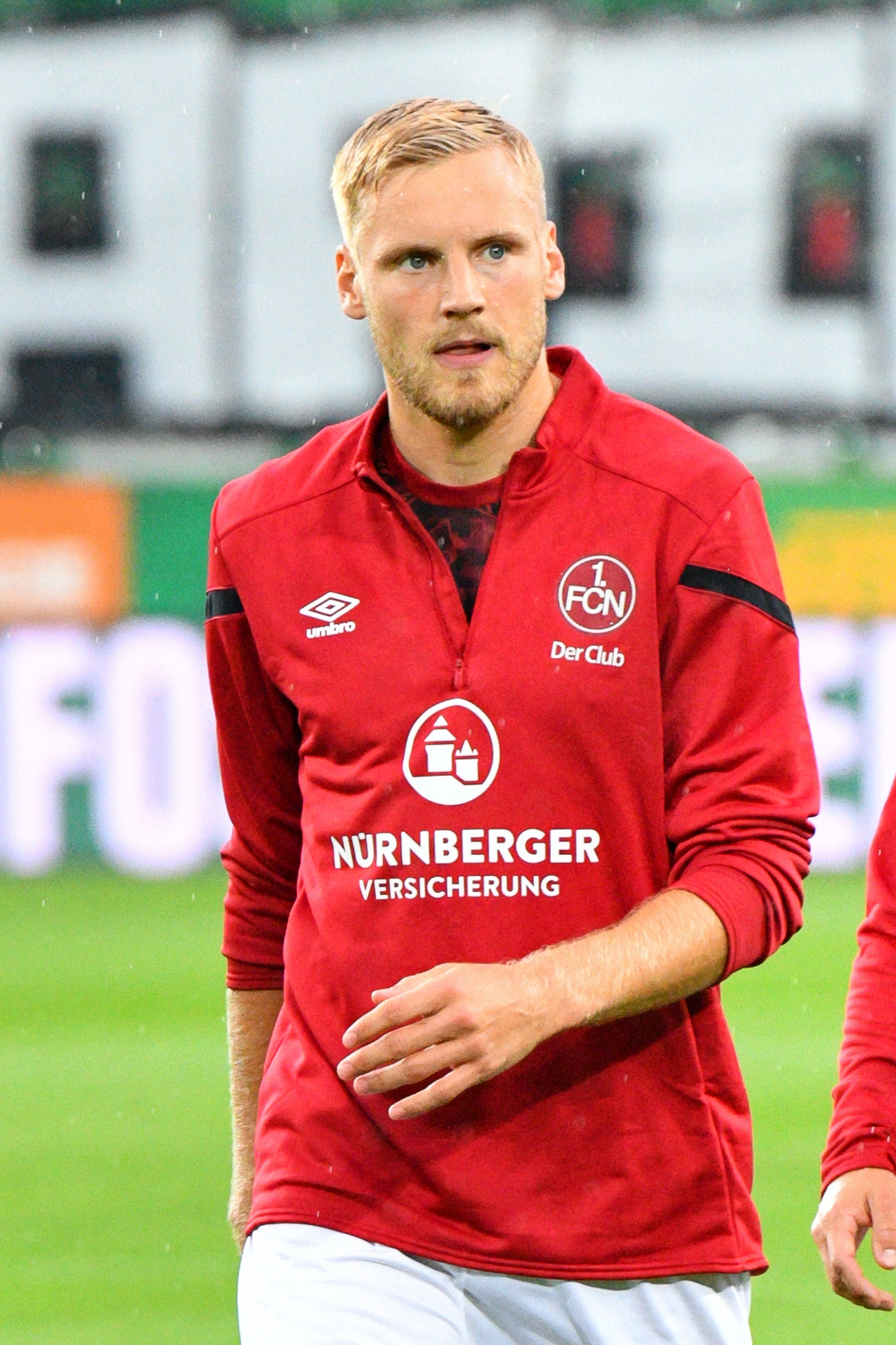
Hanno Behrens überbot am 2. Februar 2021 Norbert Eders bisherigen Vereinsrekord von 146 Einsätzen in der 2. Bundesliga und baute ihn bis zu seinem Abschied am Saisonende auf 152 aus.

Vor der neuen Saison kehrte der frühere Trainer Dieter Hecking als Sportvorstand nach Nürnberg zurück und löste Robert Palikuća ab. Kurz darauf wurde Robert Klauß zum neuen Cheftrainer ernannt.
Wegen der schlechten Platzierung aus dem Vorjahr war Nürnberg für die Auslosung der ersten Runde des DFB-Pokals 2020/21 im Lostopf der Amateure vertreten. Daher verlor der Club am 12. September mit 0:3 gegen den Champions-League-Halbfinalisten RB Leipzig.
Zum Auftakt der Saison 2020/21 gab es ein 1:1 in Regensburg. Zum folgenden Heimspiel am 27. September waren erstmals seit dem Corona-Lockdown wieder Zuschauer im Max-Morlock-Stadion zugelassen, allerdings nur in stark reduzierter Anzahl. So erlebten 6.505 Besucher den 1:0-Sieg durch ein Tor von Lukas Mühl. Ausverkauft war die Partie allerdings nicht. Fast 10.000 Besucher wären möglich gewesen. Auch die folgende Heimniederlage gegen den SV Darmstadt fand noch vor Zuschauern statt, ab dann mussten die Ränge wieder leer bleiben.
An den ersten sieben Spieltagen hatte Nürnberg in jedem Spiel zeitweise geführt, aber nur sieben Punkte erbeutet und daher erneut den Abstiegs-Relegationsplatz belegt. Am achten Spieltag gelang mit dem zweiten Saisonsieg ein Sprung auf Rang zehn, eine Woche später unterlag der Club im 267. Frankenderby und rückte auf Platz dreizehn, während Fürth damit für einen Spieltag die Tabellenführung übernahm. Mit neun Punkten aus den folgenden vier Spielen konnte sich Nürnberg bis auf Platz sieben steigern, nach nur einem Punkt aus weiteren sechs Spielen lag der Verein aber nur noch auf Platz vierzehn und lediglich zwei Punkte vor dem Abstiegs-Relegationsplatz. In den nächsten sechs Spielen wurden immerhin wieder acht Punkte erbeutet, ehe am 26. Spieltag das Rückspiel gegen Fürth anstand. Dort gelangte Nürnberg nach einem frühen Rückstand noch zur Führung, musste in der 90. Minute aber noch den Ausgleich hinnehmen. Das nächste Spiel wurde gewonnen und am 28. Spieltag kam es zum kleinen Frankenderby gegen die Würzburger Kickers. Gegen den Tabellenletzten wurde ein 1:1 erzielt. Für Aufsehen sorge dabei eine vermeintliche Notbremse von Lukas Mühl, die nur mit gelb geahndet wurde, ohne dass der Videoschiedsrichter eingriff. Daraufhin kündigte Thorsten Fischer, Vorsitzender des Würzburger Sponsors Flyeralarm an, millionenschwere Werbeverträge mit dem DFB nicht zu verlängern. Für Nürnberg hingegen musste das 29. Spiel verschoben werden, da sich der Gegner Holstein Kiel coronabedingt in Quarantäne begeben musste. Nach zwei Siegen an den Spieltagen 30 und 31 reichte schließlich ein 1:1 im Nachholspiel, um den Klassenerhalt drei Partien vor dem Saisonende perfekt zu machen.
Zum Abschluss des 32. Spieltages war am 10. Mai letztmals ein Montagsspiel angesetzt. Dabei musste der 1. FC Nürnberg beim Hamburger SV antreten. Da in den früheren Partien des Tages ungewöhnlich viele Tore gefallen waren, wurde bereits vor Anpfiff über die Möglichkeit eines neuen Rekordes in der 2. Bundesliga mit 18 Mannschaften berichtet. Das Spiel endete mit einem 5:2-Sieg der Hamburger, in der 89. Minute überbot der Nürnberger Linus Rosenlöcher mit dem letzten Treffer des Spiels und dem 46. Tor des Spieltages den bisherigen Rekord aus der Saison 1996/97.

### Die Saison 2021/22
Die Spielzeit 2021/22 begann Nürnberg mit einem Heimunentschieden gegen Erzgebirge Aue. Auch am zweien Spieltag kam es zur Punkteteilung, danach stand der Verein auf Platz elf; der schlechteste Wert der Saison. Nun wurde die erste Runde des DFB-Pokals ausgetragen, die Nürnberg mit 1:0 gegen den Viertligisten SSV Ulm 1846 gewann. In der zweiten Runde scheiterte der Club später gegen den Hamburger SV im Elfmeterschießen. Am dritten Spieltag gelang gegen Düsseldorf der erste Sieg in der Liga. Es folgten weitere vier Siege und vier Unentschieden, ehe am 12. Spieltag gegen Darmstadt die erste Partie verloren ging. Im Rest der Hinrunde verlor Nürnberg weitere drei und gewann noch zwei Mal, was Rang sieben zur Saisonhälfte bedeutete. Nach einem weiteren Sieg und einer Niederlage stand mit Platz neun die schlechteste Tabellenposition der Rückrunde. Nach einem Sieg und zwei hohen Niederlagen gegen Ingolstadt und in Karlsruhe folgte eine Serie von vier Siegen, was den Club auf Rang vier brachte, mit nur drei Zählern Rückstand auf die punktgleichen Plätze eins bis drei. Aus den restlichen acht Spielen holte Nürnberg dann aber nur noch sechs Punkte, was am Ende den achten Platz bedeutete. Zum Saisonabschluss kam Schalke nach Nürnberg. Dies wurde mit einem zweitägigen Fanfest gefeiert, a. A. mit Fußballspielen zwischen allen Altersstufen der Jugendmannschaften, den Frauenmannschaften, Senioren, Beeinträchtigten, Fans und Mitarbeitern. Das Ligaspiel gewannen die Schalker mit 2:1 und wurde damit Zweitligameister, worauf sie im Max-Morlock-Stadion die Felge überreicht bekamen.

### Die Saison 2022/23

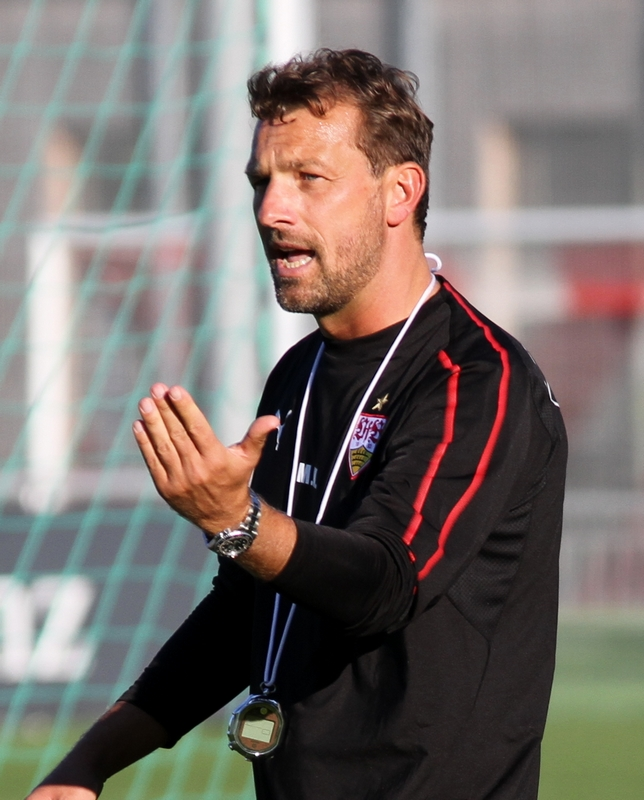
Markus Weinzierl (Foto von 2018).

Für die Spielzeit 2022/23 wurde von Sportvorstand Dieter Hecking „Platz eins bis sechs“ ausgerufen. Das erste Spiel ging auswärts gegen den FC St. Pauli verloren, eine Woche später gelang erstmals seit 2017 wieder ein Sieg gegen Fürth. Der dadurch erreichte siebte Tabellenplatz bedeutete jedoch bereits den Bestwert der Saison. Nach nur sieben Punkten aus den folgenden acht Spielen wurde Trainer Robert Klauß entlassen. Doch sein Nachfolger Markus Weinzierl verlor sein erstes Spiel, wodurch der Verein von Tabellenplatz 14 auf 16 abrutschte. Danach gelang zwar ein Sieg, doch nach zwei unentschiedenen Partien und einer Niederlage belegte Nürnberg nach dem 15. Spieltag den direkten Abstiegsplatz 17, woran ein Unentschieden am 16. Spieltag nichts änderte. Erst ein darauf folgender Sieg verhinderte den Abstiegsplatz zur Saisonhälfte. Die ersten beiden Spiele im neuen Jahr gingen hingegen wieder verloren, das dritte wurde gewonnen. Darauf folgte eine 0:5-Niederlage in Heidenheim, worauf auch Weinzierl seinen Posten verlor und Dieter Hecking selbst das Training übernahm. Dieser konnte sein erstes Spiel gewinnen, in den restlichen zwölf Partien erbeutete Nürnberg noch 14 Punkte. Vor dem letzten Spieltag hatte noch die Relegation gedroht, doch nach vier sieglosen Spielen in Folge gewann nun eine durch Verletzungen vermeintlich geschwächte Mannschaft in Paderborn, was den einzigen Auswärtssieg der Rückrunde bedeutete. Bei sonst gleichen Ergebnissen der anderen Mannschaften hätte zwar auch eine Niederlage zum direkten Klassenerhalt gereicht, Nürnberg wäre allerdings einen Platz schlechter gewesen und daher im folgenden DFB-Pokal in den Lostopf der Amateure gekommen.
Der erfolgreichste Torschütze der Saison war der Schweizer Kwadwo Duah mit elf Treffern, auf eine längere Verletzung des Torhüters Mathenia reagierte der Verein mit der Verpflichtung von Peter Vindahl Jensen. Die beiden Neuzugänge verließen den FCN nach der Spielzeit wieder; weitere bedeutende Abgänge waren Fabian Nürnberger, Erik Shuranov und Lino Tempelmann. Die Rückkehr von Danny Blum war wegen Verletzungspech nicht geglückt.
Im DFB-Pokal 2022/23 war es für Nürnberg etwas besser gelaufen. Nach einem 2:0 beim viertklassigen 1. FC Kaan-Marienborn und einem 1:0 beim drittklassigen SV Waldhof Mannheim gelang im eigenen Stadion gegen den Ligakonkurrenten Fortuna Düsseldorf der Ausgleich nach einem Rückstand und ein anschließender Sieg im Elfmeterschießen. Damit hatte der FCN erstmals seit 2010/11 wieder das Viertelfinale erreicht, das vor eigenen Fans mit 0:1 gegen Stuttgart verloren ging.

### Die Saison 2023/24

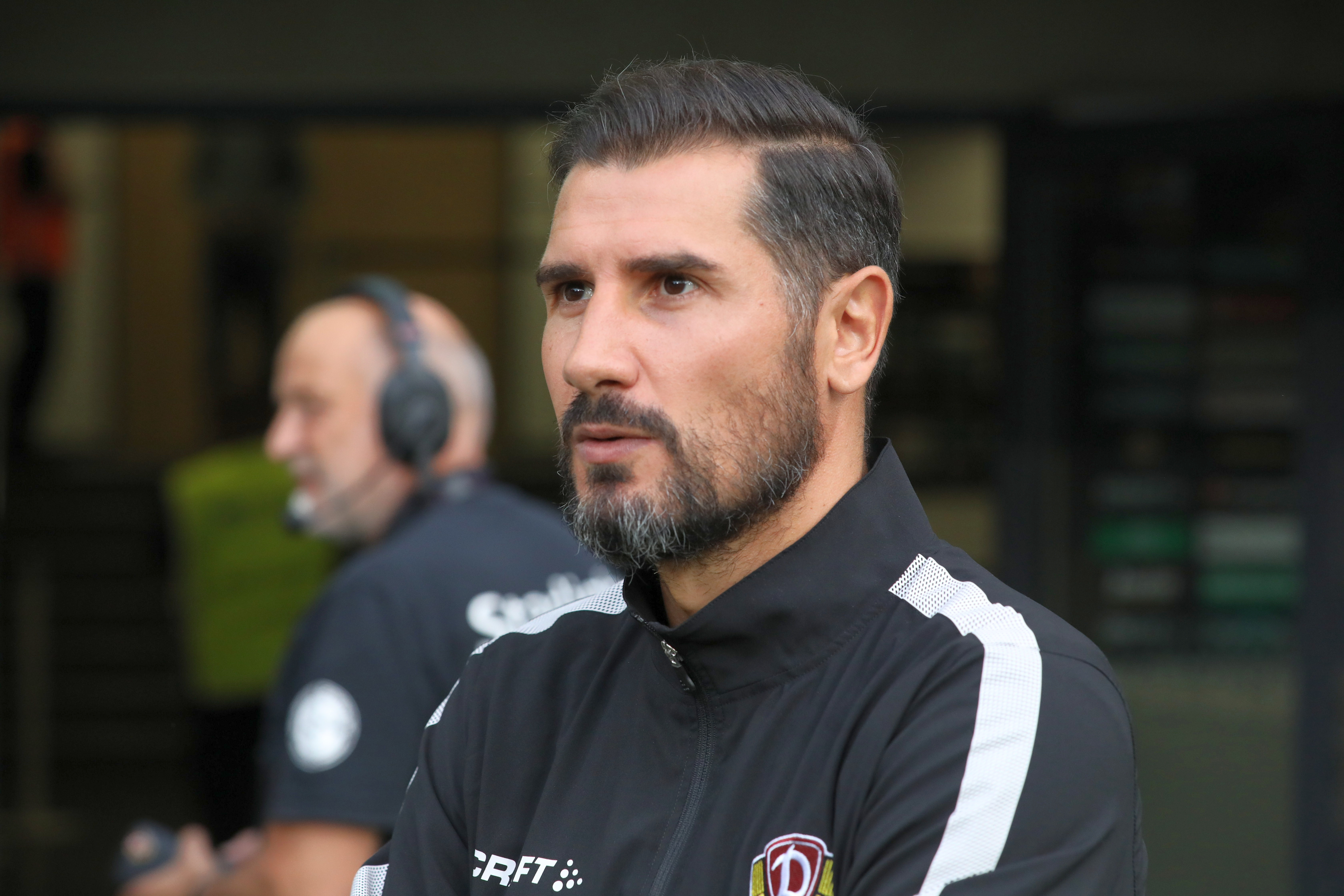
Cristian Fiél (Foto von 2019).

Vor der Saison 2023/24 übernahm der vorherige Assistent Cristian Fiél die Rolle des Cheftrainers. Ein Großteil des Kaders wurde ausgetauscht, wobei allein sechs Akteure Leihspieler gewesen waren. Da in der Vorsaison vor allem die Torausbeute (gemeinsam mit Hansa Rostock hatte man die wenigsten Saisontore vorzuweisen) ein Problem gewesen war, verpflichtete Nürnberg unter anderem drei Stürmer, die hauptsächlich durch die Verkäufe der Angreifer Kwadwo Duah und Erik Shuranov finanzierbar waren. Die Spielzeit begann mit einer 0:2-Niederlage in Rostock, wodurch Nürnberg nach dem ersten Spieltag Platz 17 belegte. Es folgte ein Unentschieden gegen Hannover, dann ein 9:1-Erfolg gegen den FC Oberneuland im DFB-Pokal, und schließlich in Osnabrück der erste Sieg in der Liga. Mit einem weiteren Sieg im anschließenden Heimspiel gegen Wehen verbesserte sich der Club auf Rang acht. Bis zur Saisonhälfte gewann Nürnberg noch vier weitere Spiele und überwinterte auf Platz zehn, hohe Niederlagen waren ein 1:5 gegen den späteren Aufsteiger FC St. Pauli oder ein 0:5 gegen den Aufstiegsreleganten Fortuna Düsseldorf. In der zweiten Runde des Pokals wurde Rostock in der Verlängerung besiegt, im Achtelfinale folgte das Aus in Kaiserslautern.
Zu Beginn der Rückrunde wurde erneut Rostock besiegt, was mit Rang 7 die höchste Platzierung der Saison einbrachte. In den folgenden vierzehn Spielen gelangen Nürnberg dann aber nur noch zwei Siege. Am 26. Spieltag verlor man erneut gegen St. Pauli und trennte sich anschließend von Hertha BSC mit 3:3, ehe man in der Folge fünfmal hintereinander verlor. Anfang Mai erfolgte dementsprechend die Trennung von Sportvorstand Hecking, nachdem die Entwicklung unter seiner Führung „rückläufig und im Rückblick auf die vergangenen vier Jahre auf unbefriedigendem Niveau konstant“ gewesen war. Zu diesem Zeitpunkt war der 1. FC Nürnberg die zweitschlechteste Rückrundenmannschaft und stand fünf Punkte vor dem Abstiegsrelegationsrang. Im letzten Heimspiel am vorletzten Spieltag gelang mit einem 3:0 ein Erfolg gegen den SV Elversberg, durch den auch der direkte Klassenerhalt gesichert war. Im letzten Spiel gab es hingegen wieder eine 1:4-Niederlage gegen den HSV. Über die gesamte Saison gesehen war es dem Team auch nur dreimal gelungen, jeweils drei Partien in Folge ohne Niederlage zu bleiben. So beendeten die Franken die Spielzeit mit vierzig Punkten auf Platz zwölf.
Der erfolgreichste Torschütze war Can Uzun, der erst in den letzten Tagen der Vorsaison seine Profikarriere begonnen hatte und zu Saisonbeginn aus der eigenen Jugend fest ins Profiteam integriert worden war. Nach der Spielzeit wechselte er zu Eintracht Frankfurt, wobei er bereits im März bekannt gegeben hatte, den Verein im Sommer verlassen zu wollen. Aufgrund einer Gelbsperre war die Partie gegen Elversberg seine letzte für Nürnberg, wobei er mit einem Tor und einer Vorlage entscheidend am Sieg beteiligt war. Im Tor war zunächst noch Christian Mathenia Stammkraft, nach dem 16. Spieltag kam er aber zu keinem Einsatz mehr; stattdessen spielte Carl Klaus, bis am letzten Spieltag Jan Reichert debütierte, der in der Folgesaison als Stammkraft auflief.